# Houillères et saline de Gouhenans
Vous lisez un « bon article » labellisé en 2015.
Les houillères et saline de Gouhenans sont un ensemble de mines et d'usines situées dans l'est de la France, exploitant et transformant du sel gemme et de la pyrite de 1831 à 1945, ainsi que de la houille de 1828 à 1921, des ressources présentes au même étage géologique du bassin keupérien. Le gîte de houille est identifié dans les années 1770, il s'étend sous les communes de Gouhenans, Athesans et Villafans, dans le département de la Haute-Saône, en Bourgogne-Franche-Comté. C'est avec l'exploitation des charbonnages que le sel est découvert. L'exploitation du charbon sur place pour l'évaporation de la saumure permet à la compagnie de baisser le coût de revient du sel. Une usine chimique et une verrerie sont ajoutées à ce complexe industriel qui marque une période de prospérité pour Gouhenans. L'activité chimique devient la propriété du groupe Kuhlmann en 1927 et le reste jusqu'à la fermeture en 1955.
En 1847, l'exploitation du sel fait l'objet d'un scandale impliquant des personnalités politiques de la monarchie de Juillet, le général Despans-Cubières et Jean-Baptiste Teste, pair de France et ministre d'État.
Des vestiges de ces industries (entrées de mines, terrils, voies ferrées, ruines, cité ouvrière, bâtiments reconvertis, cheminée d'usine, dépôt de lindane) subsistent au début du XXIe siècle. Le territoire reste marqué économiquement, socialement, paysagèrement, écologiquement et culturellement. Le sentier de randonnée intitulé « La Voie du Sel et du Charbon » est inauguré en 2009, pour mettre en valeur ce patrimoine industriel.

## Situation
La concession possède une superficie de 1 378 hectares pour l'exploitation du charbon et 688 hectares pour le sel, répartis sur les communes de Gouhenans, Longevelle, Les Aynans, Athesans, Le Val et Villafans, au sud-est du département de la Haute-Saône, en région de Bourgogne-Franche-Comté.

## Géologie

La formation du gisement de sel et de charbon du Keuper en Franche-Comté.

Les gisements de houille et de halite exploités sont mêlés au sein du bassin houiller keupérien de Haute-Saône. Ce bassin est formé d'une alternance de couches de grès, de marne irisée et de dolomies de gypse.
Le gisement salifère est formé par six couches cumulant une épaisseur de 22 mètres de sel entre 51 et 107 mètres de profondeur.

## Saline

### Néolithique
Des traces d'extraction de sel daté du Néolithique sont retrouvées sur la commune. L'extraction s'est faite de manière primitive de 4821 à 4534 av. J.-C..

### Découverte
C'est l'exploitation du gisement houiller qui permet la découverte du gisement de sel gemme en 1828, avec le repérage d'un banc de sept à huit mètres d'épaisseur. La demande d'exploitation est d'abord rejetée et, malgré la saisie des tribunaux de Lure, Besançon et du Conseil d'État, la situation n'évolue pas et la saline est construite dans l’illégalité au lieu-dit les Époisses. Cette usine utilise le procédé ignigène avec cuisson de la saumure dans des poêles. Finalement, l'ordonnance royale du 3 janvier 1843 accorde à la société Parmentier, Grillet et Cie la concession d'une mine de sel gemme. La saumure est issue de l'envoi d'eau douce sur les bancs de sel par trous de sonde. L'eau récupérée est ensuite évaporée dans 37 poêles d'une surface totale de 2 211 m2. Cette technique permet de considérer le gisement comme une source salée et nom comme une mine, ce qui permet d’échapper au monopole de l'État.

### Scandale Teste-Cubières

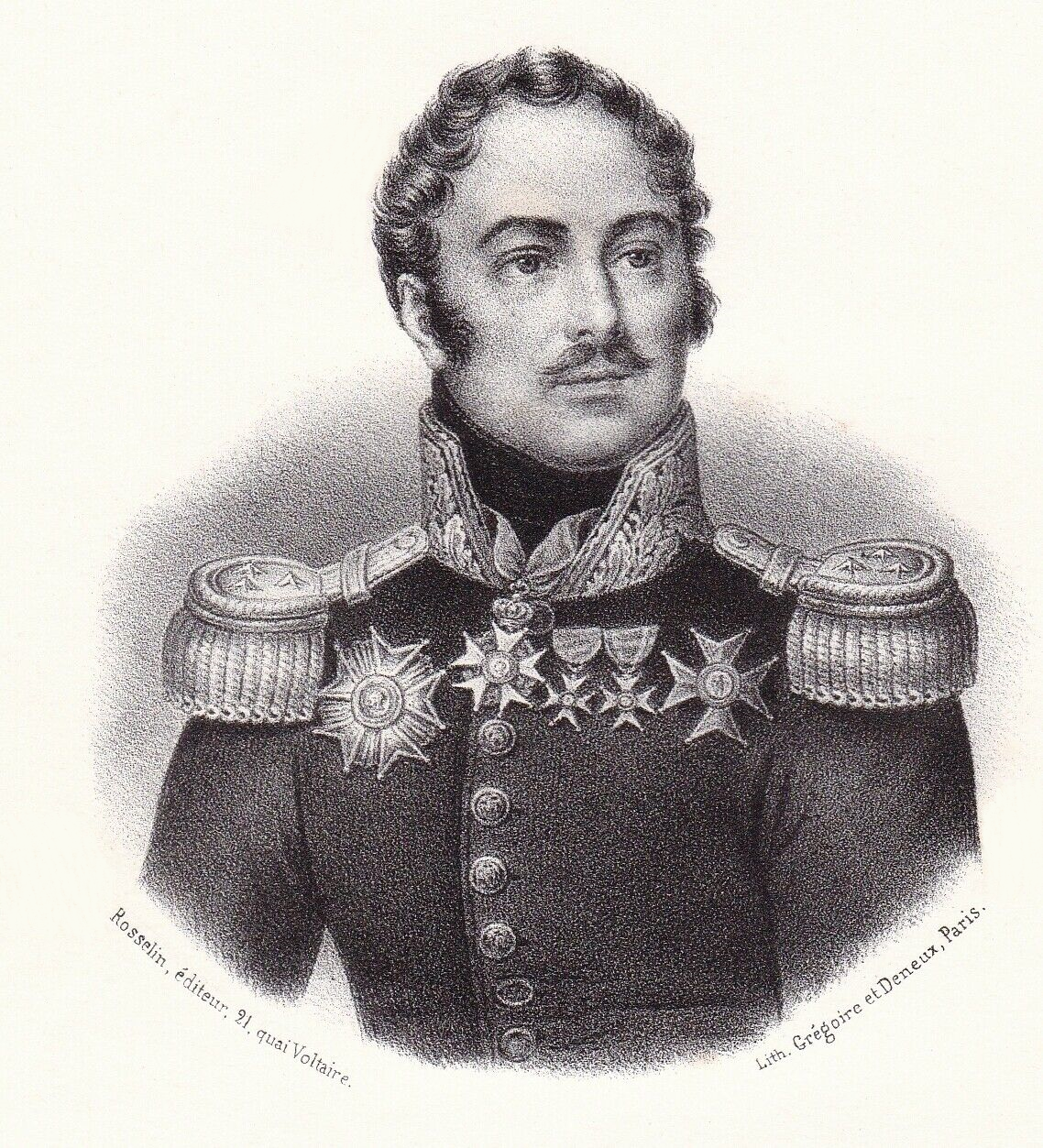
Amédée Despans-Cubières.

En juillet 1831, la compagnie concessionnaire démarre son exploitation et établit des chantiers d'évaporation. Les conditions de traitement, et notamment l'abondance de combustible bon marché issu des houillères permettent de vendre le sel à des prix inférieurs à ceux des salines de l'Est dont le monopole appartient alors à l'État. L'affaire attise alors des convoitises et provoque un scandale en 1847, dans lequel trempe le général Despans-Cubières, deux fois ministre de la Guerre et qui souhaite se faire élire député de la Haute-Saône. Il possède 159 000 parts dans l’entreprise, soit 7 % du capital. Le ministre des travaux publics, Jean-Baptiste Teste, est lui aussi éclaboussé pour avoir reçu un pot-de-vin de 94 000 francs afin d'accorder la concession,,.
Le scandale est amplifié et exploité contre la monarchie de Juillet, aussi bien par les oppositions de gauche que de droite. Dans son recueil Choses vues, Victor Hugo relate le procès en corruption qui a lieu devant la cour des pairs. Le général Despans-Cubières et le concessionnaire, le sieur Parmentier, sont finalement condamnés à la dégradation civique et à 10 000 francs d’amende. L'amende de Jean-Baptiste Teste s'élève à 94 000 francs et il est également condamné à  trois ans de prison, il est notamment enfermé à la Conciergerie jusqu'à la Révolution de 1848. La campagne des banquets entraîne, six mois plus tard, la chute de Louis-Philippe. Pendant ce temps, l'activité de la saline de Gouhenans continue de prospérer,,.

### Développement
| - Saline   | - Usine chimique |
| - Verrerie | - Administration |

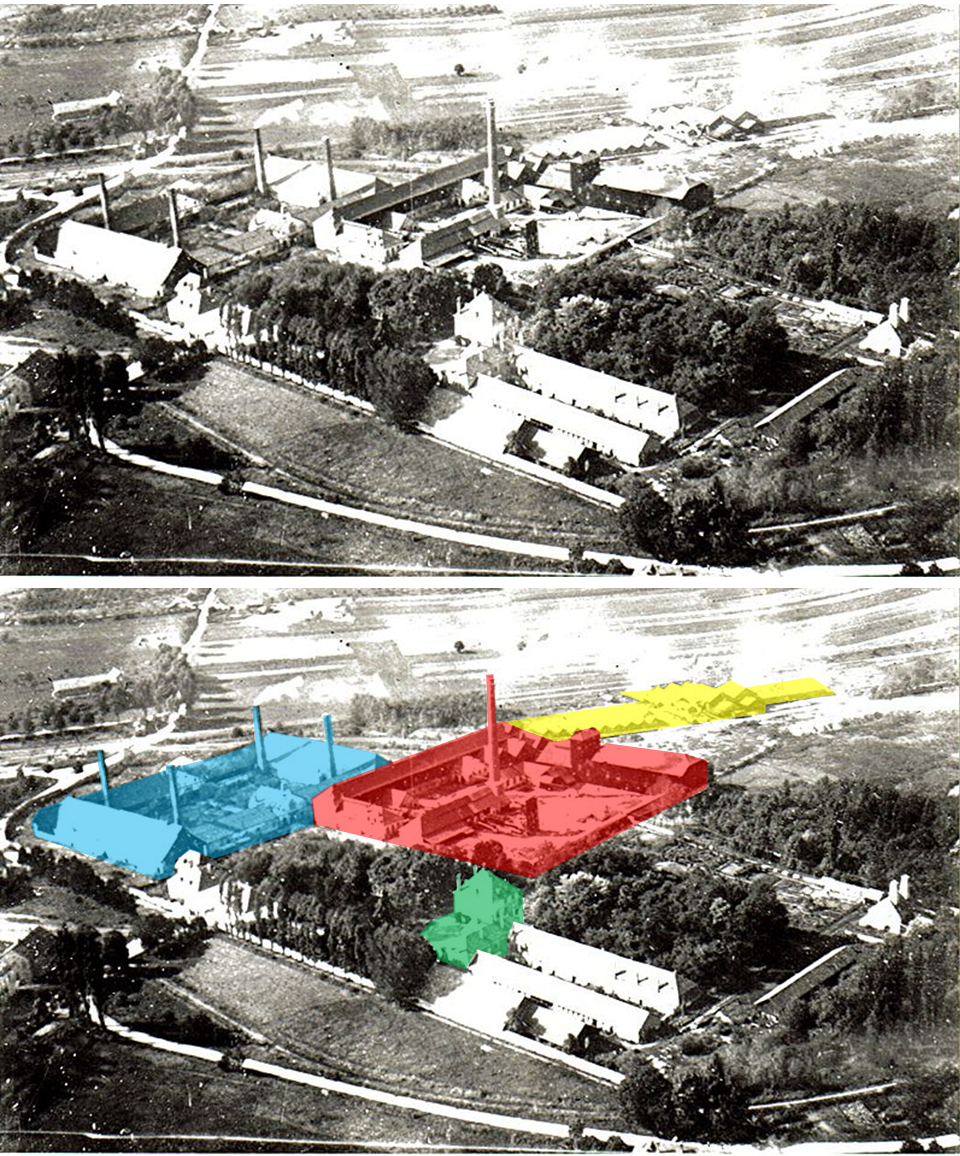
Vue aérienne du site.

Le 28 mars 1843, une ordonnance autorise la mise en activité et l'agrandissement de la saline, qui est transférée à l'est du village dans la foulée, sur son emplacement définitif. L'ancien site n'est plus exploité en 1866 et sert de logement aux ouvriers. La production atteint 10 000 tonnes par an entre 1845 et 1856 en fonctionnant 24 heures sur 24 y compris le dimanche et les jours fériés. La construction d'une « fabrique de soude au four à réverbère, de sel de soude, d'acide tartrique, d'acide hydrochlorique, de sulfate de soude, de sel d'étain et de gélatine extraite des os par acide chlorhydrique » est autorisée en 1844. L'usine de produits chimiques en question est adjointe vers 1848. Vers 1850, le complexe est acquis par les Salines domaniales de l'Est en raison de la concurrence qu'il représente. La production atteint 102 000 quintaux de sel en 1864. En 1869, les poêles mesurent seize mètres sur sept et produisent chacun près de quatre tonnes de sel par jour. 65 kg de houille sont consommés pour produire 100 kg de sel. L'usine chimique produit des acides sulfurique, chlorhydrique, nitrique ainsi que du sulfate de soude et du chlorure de chaux.
Cette usine assure chaque année la production de 40 000 quintaux d'acide chlorhydrique, d'acide sulfurique et de sulfate de soude dans les années 1890. Elle appartient alors à la Compagnie Anonyme des Salines, Houillères et Fabrique de produits chimiques de Gouhenans. En 1895, trois trous de sonde de cent mètres de profondeur permettent la production de 61 550 quintaux de sel. L'année suivante, un embranchement ferroviaire est créé à l'ouverture de la ligne de Montbozon à Lure qui longe le complexe. En 1905, une verrerie construite au nord du site en 1903 compte entre trente et quarante ouvriers. Elle fabrique notamment des bouteilles de bière destinées aux producteurs alsaciens et connaît plusieurs interruptions et ferme définitivement après la Première Guerre mondiale. La grande cheminée évacue les gaz issus de la fabrication de sulfate de soude et d'acide sulfurique. Elle évacue également la fumée des chaudières à vapeur qui alimente des génératrices électrique. Lorsque le village de Gouhenans est alimenté en électricité par la centrale thermique de Ronchamp, les génératrices de l'usine chimique sont connectées au réseau et l'alimente de façon complémentaire. En 1916, la partie de la grande cheminée située à 50 mètres de haut, qui s'est incliné, est redressée par des ouvriers spécialisés. En 1927, le site est partagé entre deux sociétés : la Société Minière et Industrielle de Gouhenans, et la Société de produits chimiques Kuhlmann qui embauche 70 personnes en 1931. Malgré l'ajout de neuf poêles en 1926, la production de sel décroît progressivement et passe de 8 249 tonnes en 1912 à 7 200 tonnes en 1943. Ce déclin est dû à une augmentation de coût de transport de la houille accompagné d'un manque de rentabilité et d'investissement qui cause une perte de compétitivité face aux marais salants.

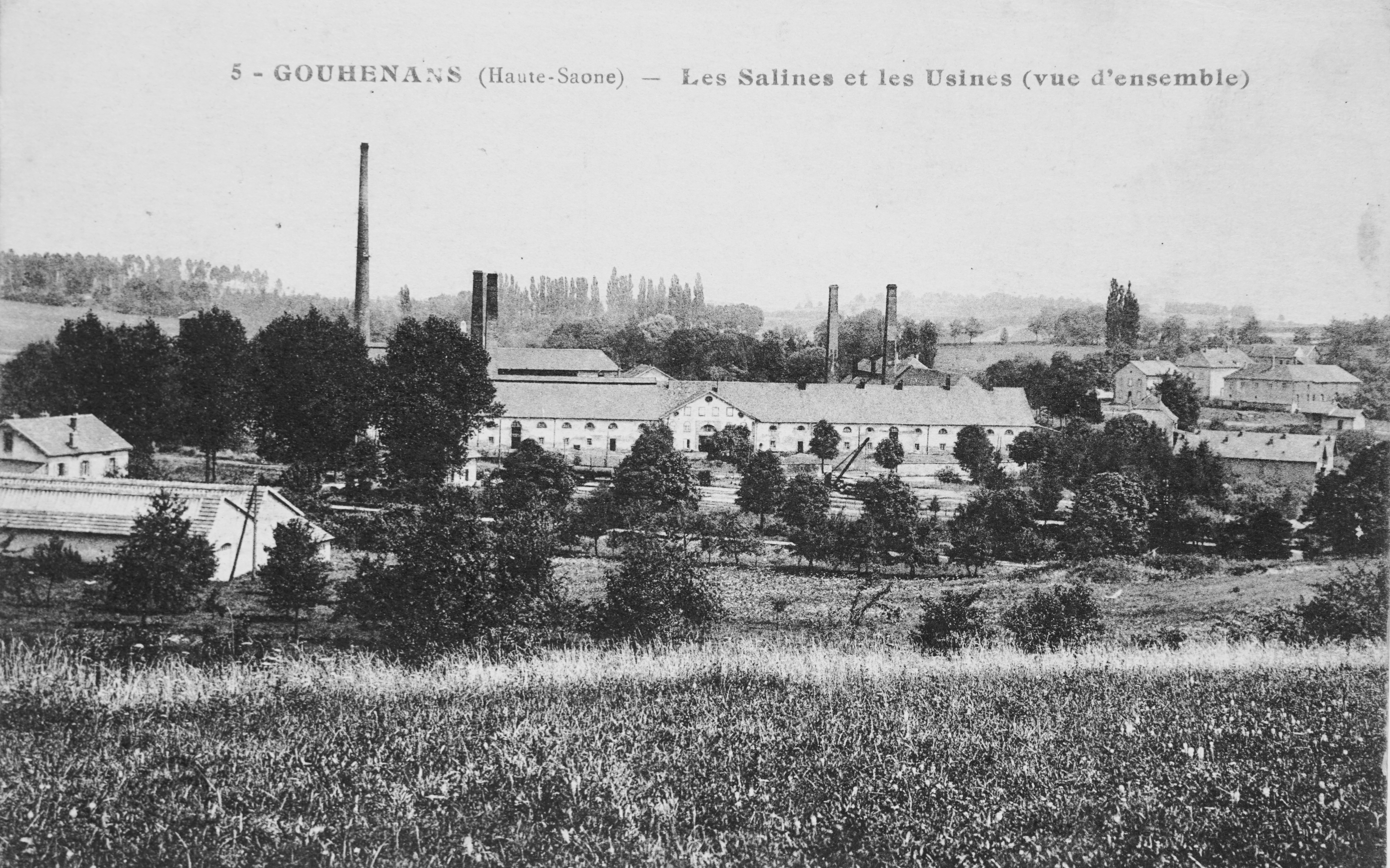
Vue générale de la saline.
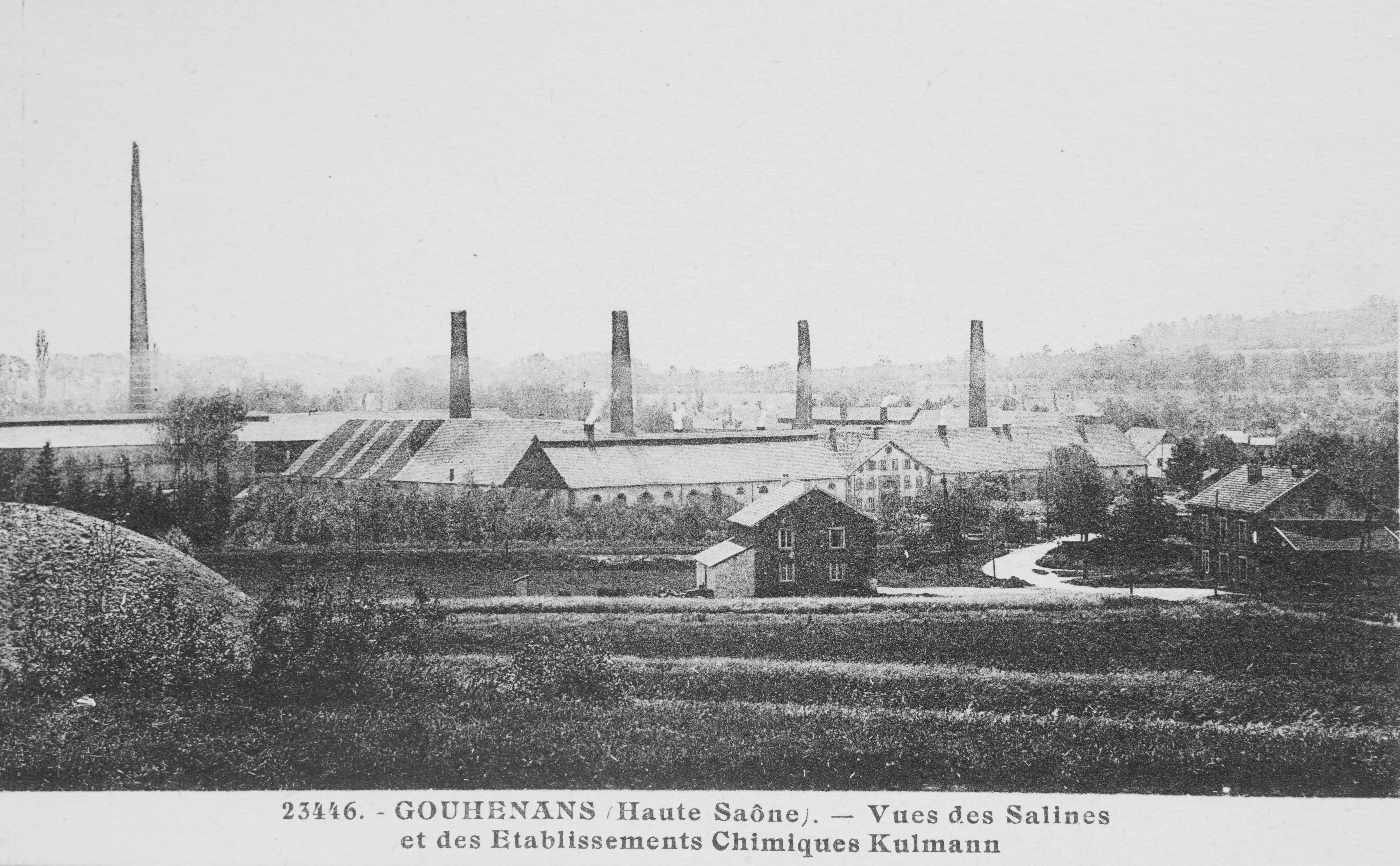
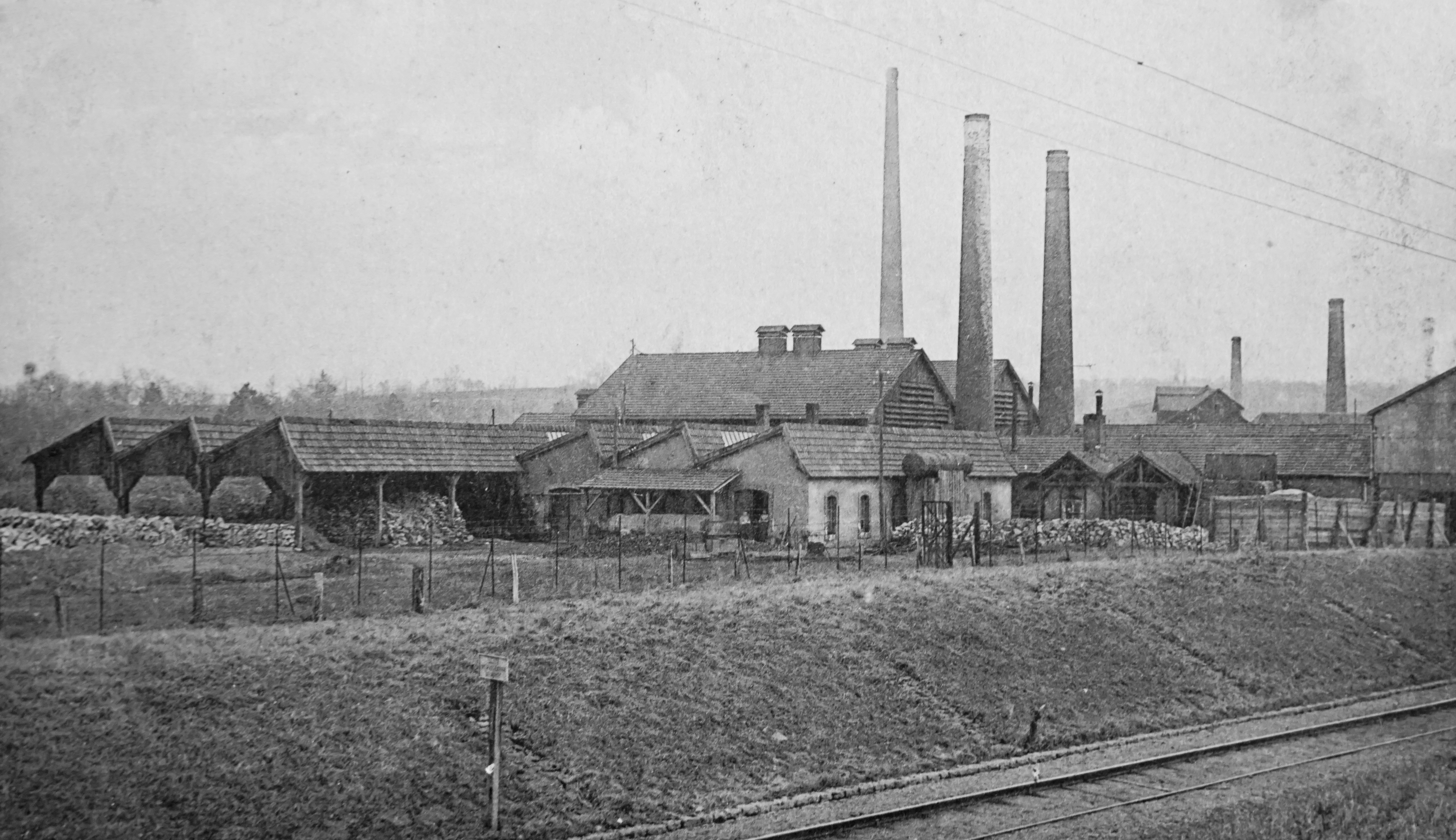
La verrerie.

### Reconversion
La saline ferme juste après la Seconde Guerre mondiale, suivie par l'usine Kuhlmann en 1955. Certains bâtiments servent ensuite d’entrepôts pour des produits chimiques mais la plupart sont démolis dans les années 1970. L'un des deux pavillons de l'entrée ouest est ravagé par un incendie en 1992.

### Dépôt de lindane
5 200 tonnes de lindane (pesticide retiré du marché car dangereux) appartenant à la société Ugine-Kuhlmann sont déversées au nord du site en 1974. Alors que ces déchets devaient être retraités par la société Socrimex ils sont bâchés et recouverts de pneus. Un comité d'opposition au dépôt se constitue et une pétition récolte 30 000 signatures. Dans un arrêté du 6 août 1974 la préfecture de Haute-Saône demande le retrait des produits avant le 26 février 1975 pour traitement dans l'usine de Loos-lès-Lille mais rien n'est fait. À la suite d'une pollution d'un affluent de l'Ognon la société Socrimex est mise en liquidation judiciaire et son dirigeant est condamné à 300 francs d'amende au tribunal de Lure en juin 1975 avant d'être relaxé en avril 1976,,.
Les déchets sont finalement enterrés en 1980 dans cinq fosses creusées jusqu'à dix ou quinze mètres dans la marne et obstruées par du mâchefer. En juillet 1983, le BRGM publie une étude indiquant que le lindane fuite à raison de 120 grammes par an, mais la pollution fini par décroître tout au long de la décennie,,.
En décembre 1989, le BRGM détecte un accroissement de la pollution des milieux avoisinants le dépôt et conclut que ce dernier n'est pas étanche. Il est alors recouvert par un géotextile anti-poinçonnant, une géomembrane en PE-HD, une couche de 10 cm de sable, un géotextile anti-contaminant, une couche de marne de 0,8 à 1 mètre d'épaisseur puis une couche de terre engazonnée en surface. Le tout est cintré par une profonde fondation de béton de 50 cm d'épaisseur. Il n'y a en revanche pas d'élément isolant le fond des fosses,,. Ces travaux sont réalisés par l’entreprise Bachy au début des années 1990. Des contrôles sont réalisés tous les six mois. Une pollution des eaux souterraines est détectée en 1998 et des piézomètres sont installés en 2000 pour améliorer les contrôles. Aucune pollution extérieure au site n'est détectée tout au long de la décennie qui suit, avant qu'une autre augmentation du taux de lindane ne soit détectée en juin 2010 avant un retour à la normale les mois et années suivants,.

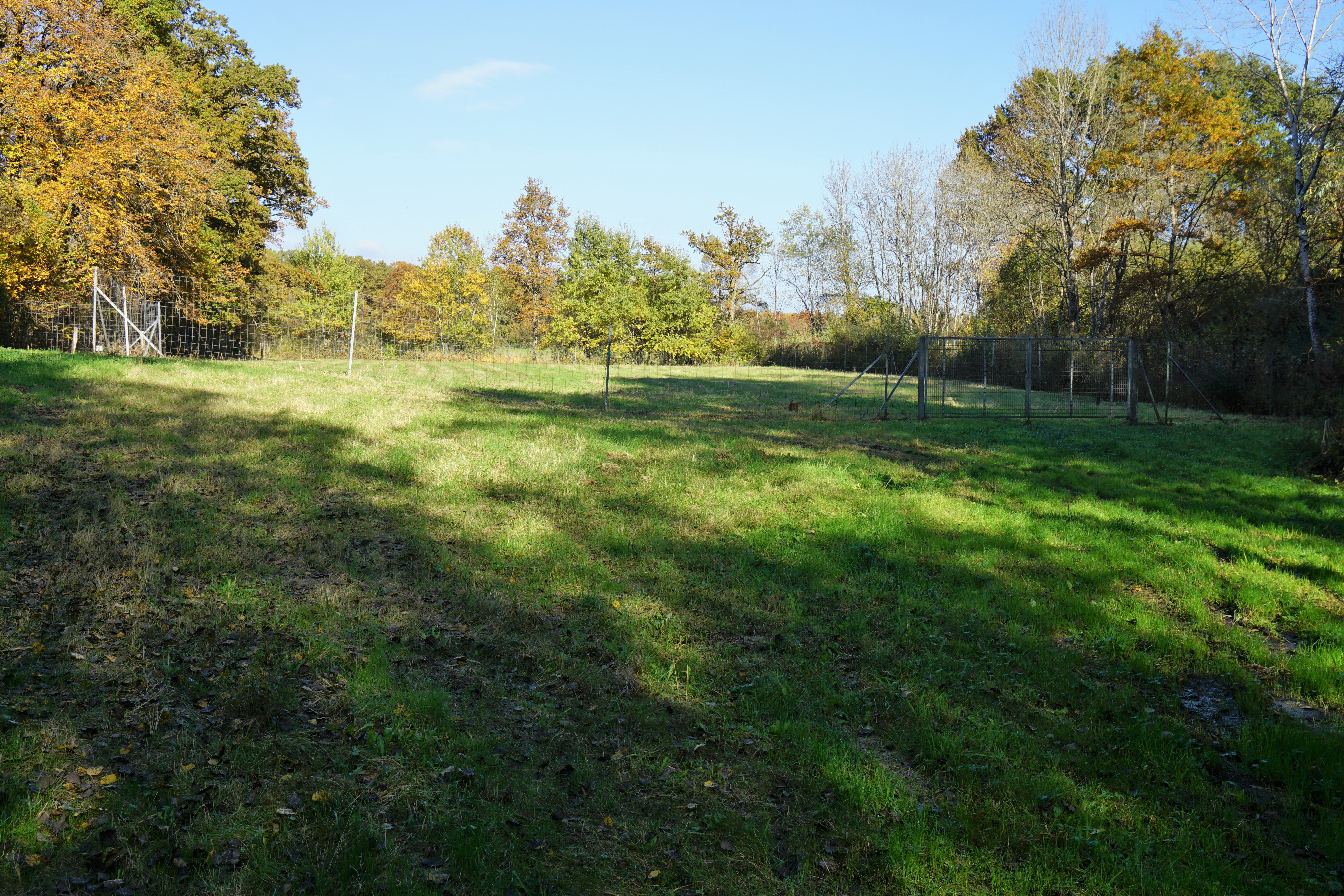
Vue générale.
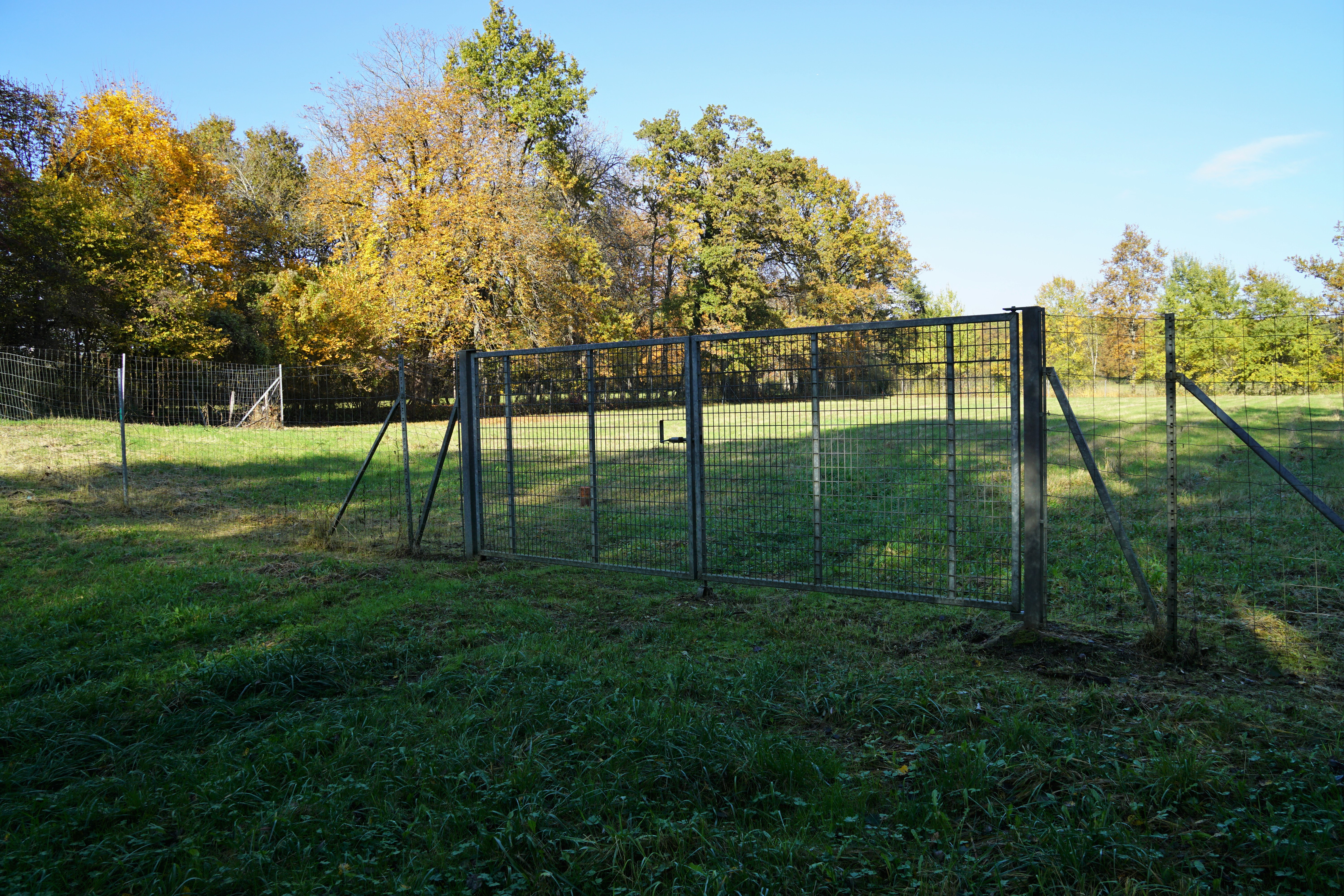
Le portail d'accès.
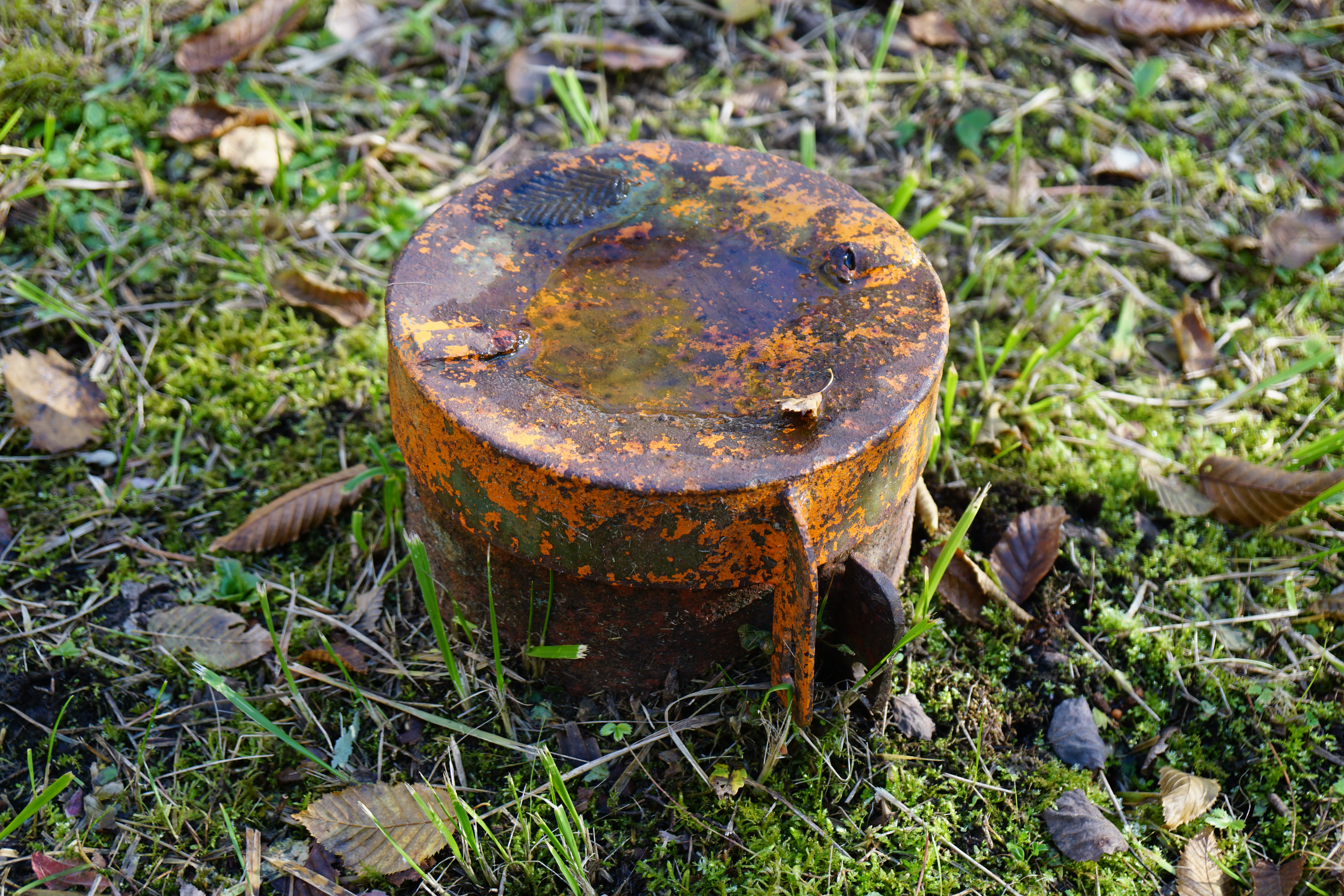
Un piézomètre.
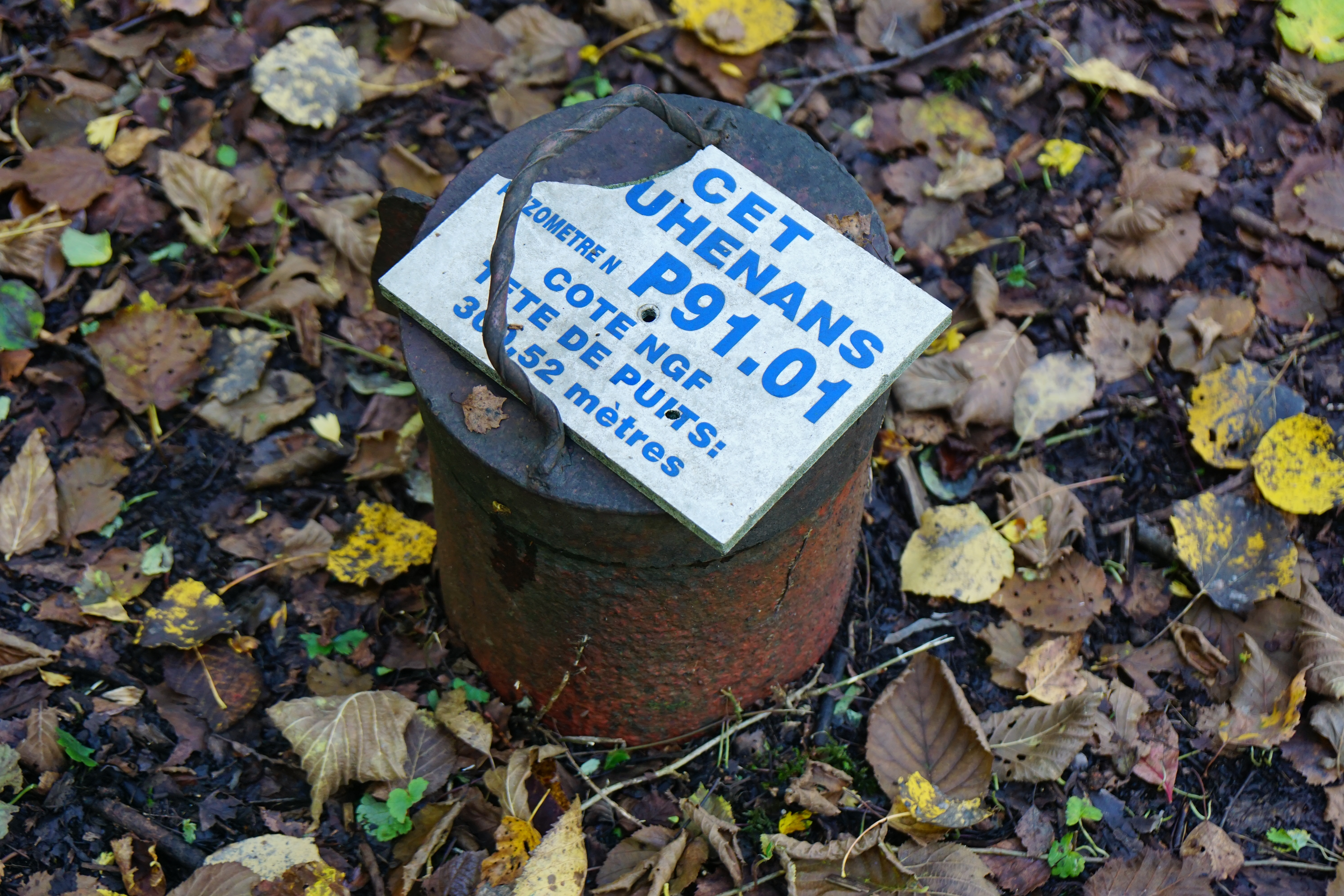
Un autre avec nomenclature.
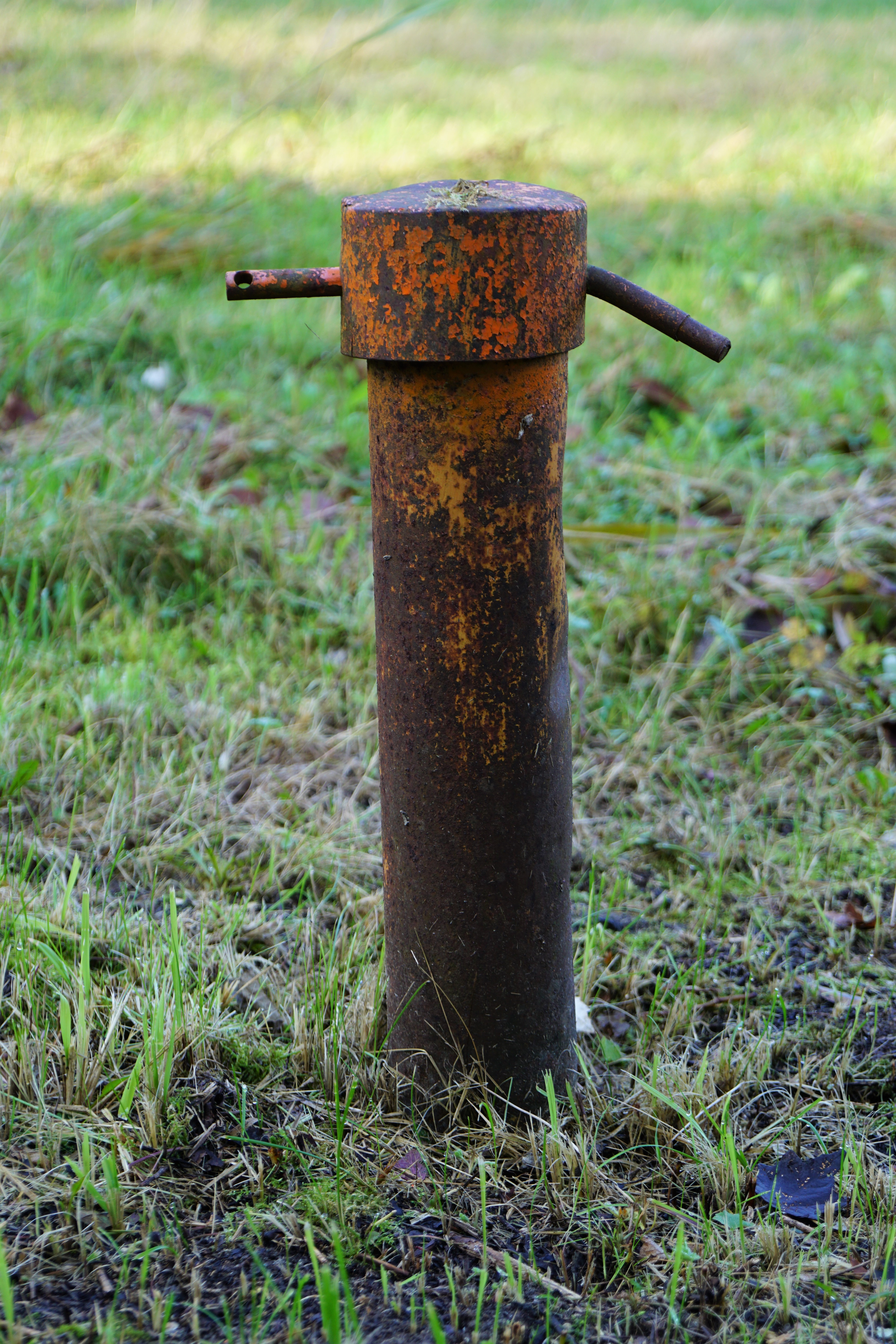
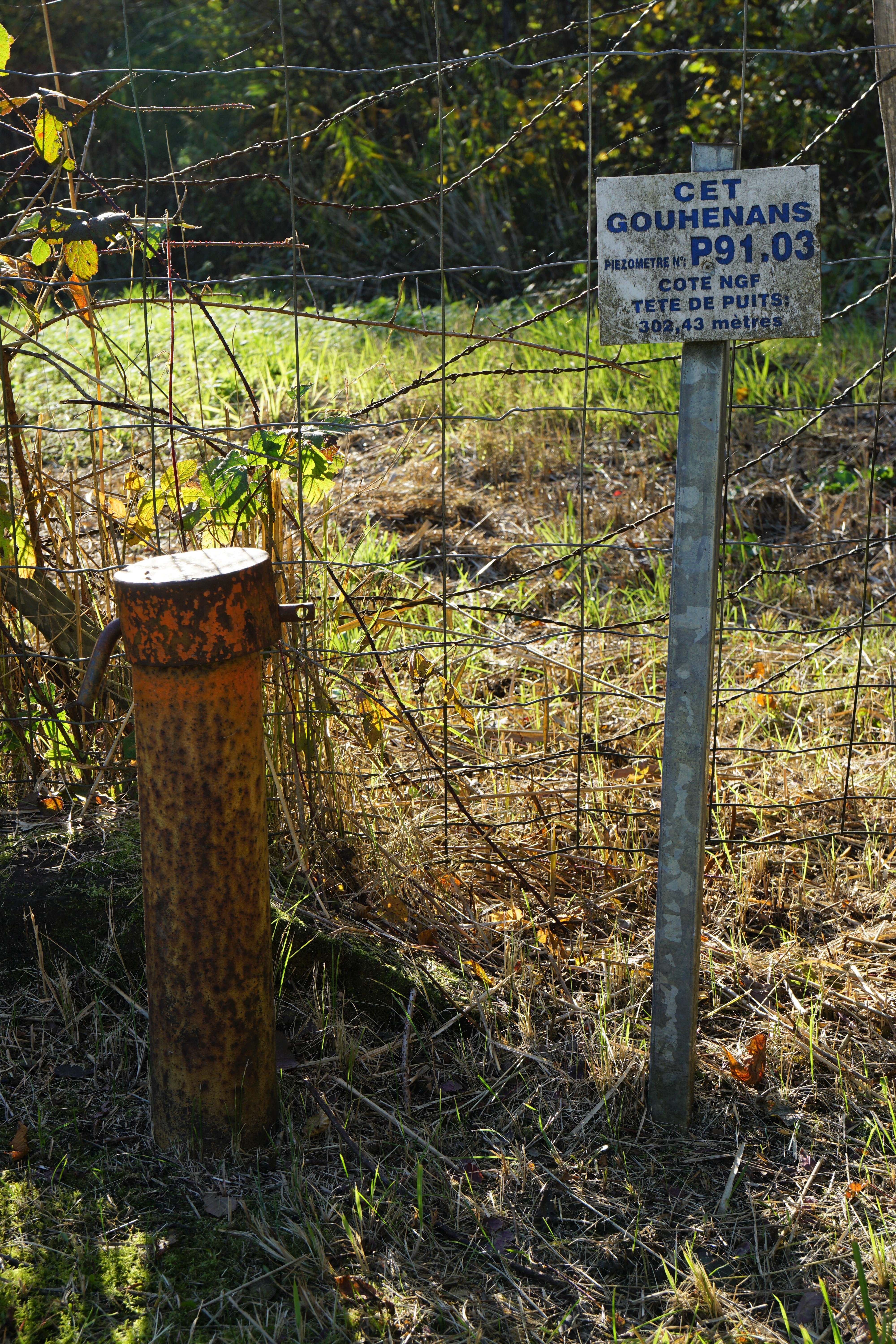

### Patrimoine
Au début du XXIe siècle, le site est envahi par la végétation. Quelques ruines de bâtiments, d'autres reconvertis et une haute cheminée carrée subsistent. Un projet de sentier de randonnée est étudié à partir de 2003 par la communauté de communes du Pays de Villersexel pour mettre en valeur le patrimoine industriel liée à la saline et aux houillères. L'itinéraire intitulé « La Voie du Sel et du Charbon » est financé à 25 % par le conseil général de Haute-Saône et à 40 % par l'Union européenne. Il est inauguré le 25 juin 2009 par le sous-préfet et une centaine de personnes. La saline est inscrite le 11 mars 2010 à l'inventaire général du patrimoine culturel.

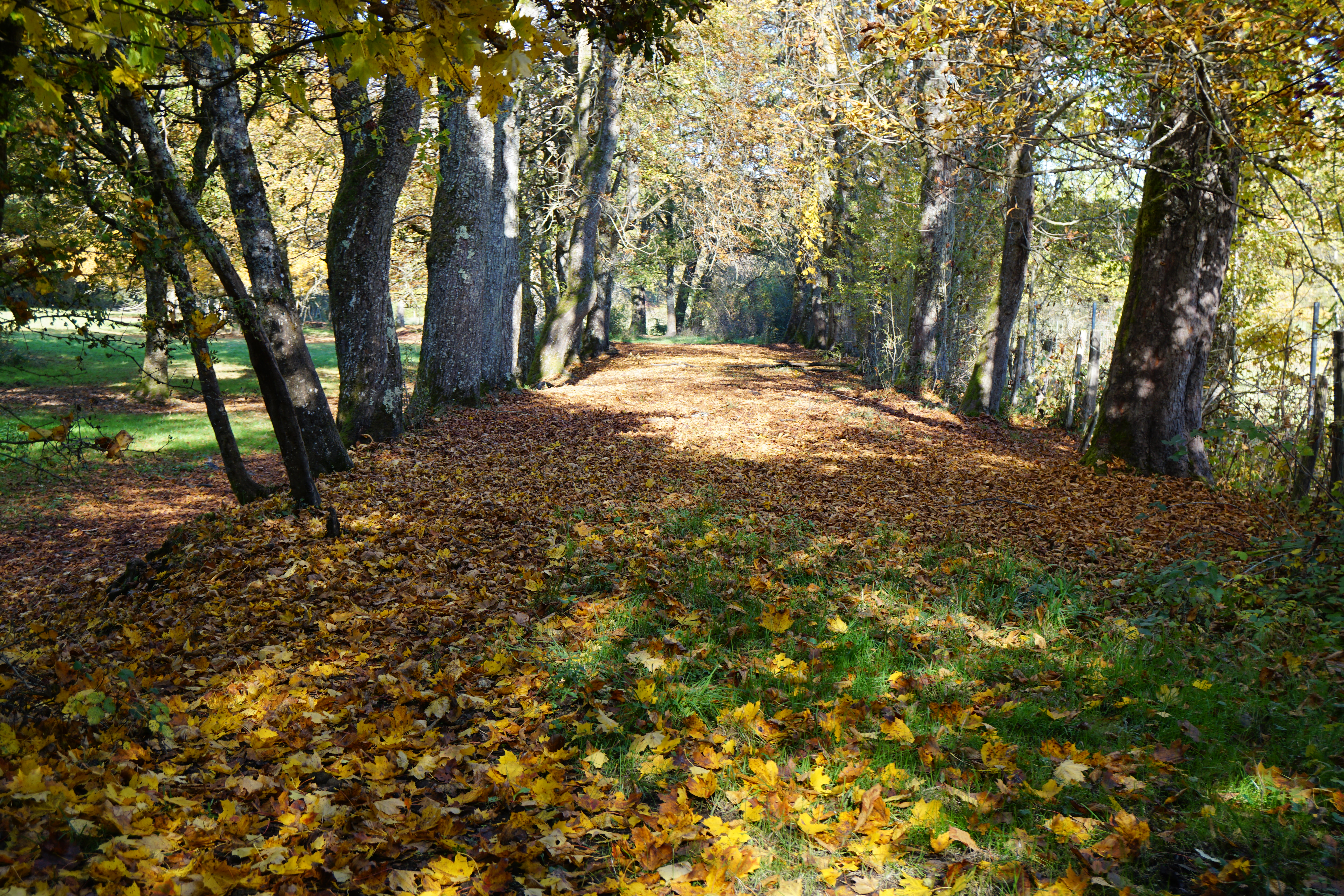
L'ancien embranchement ferroviaire.
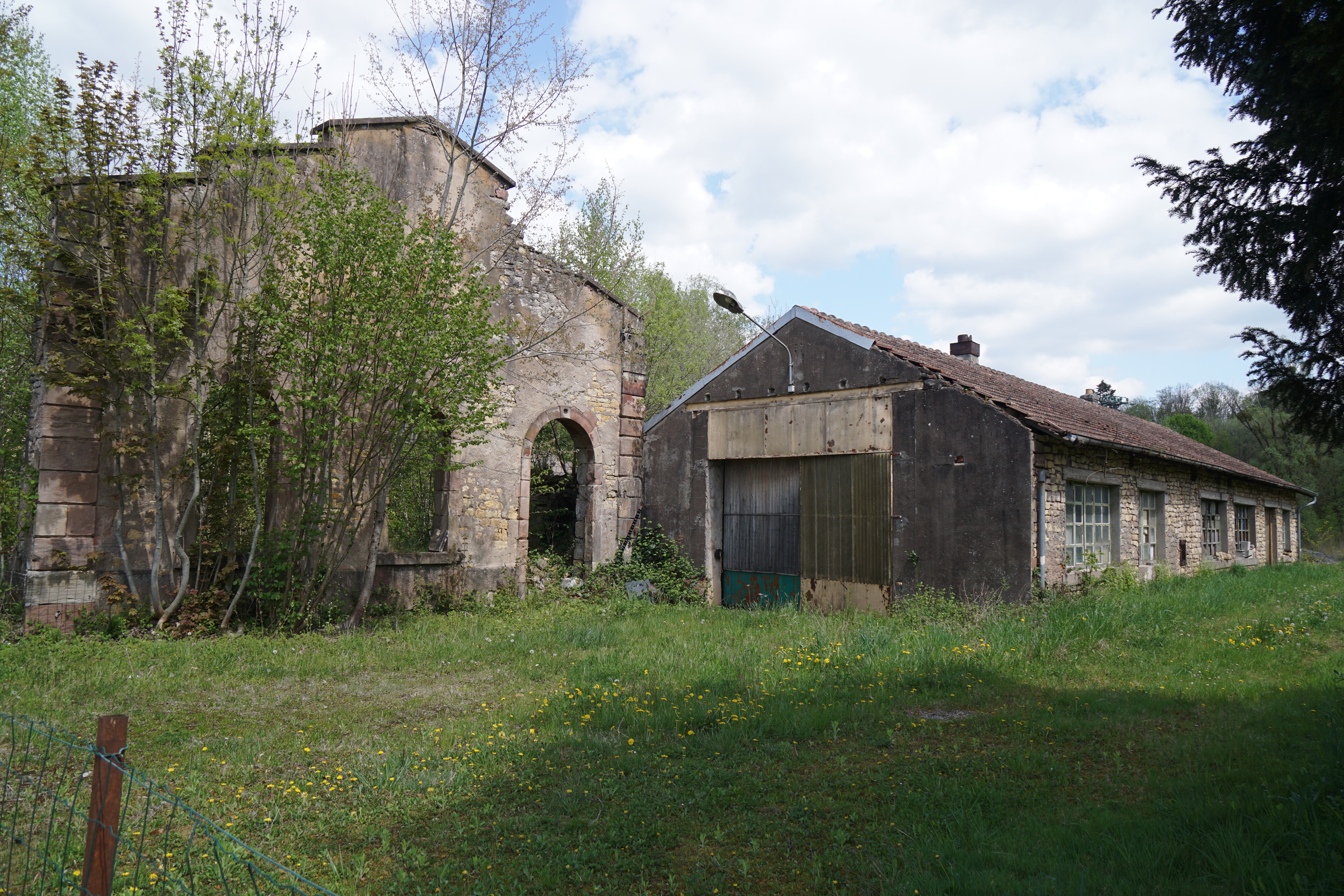
Ruines dans la partie orientale.
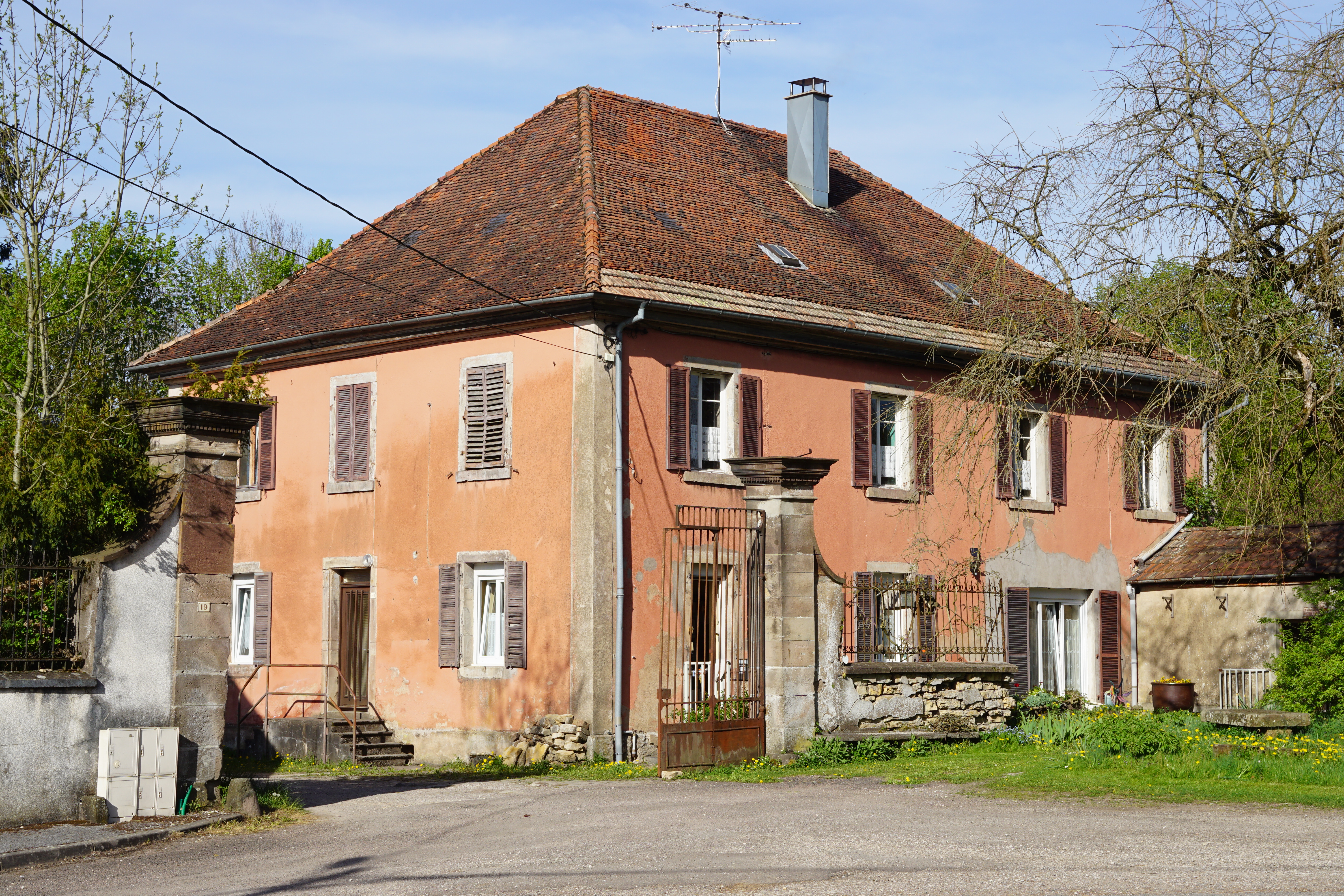
Le pavillon resté intact.
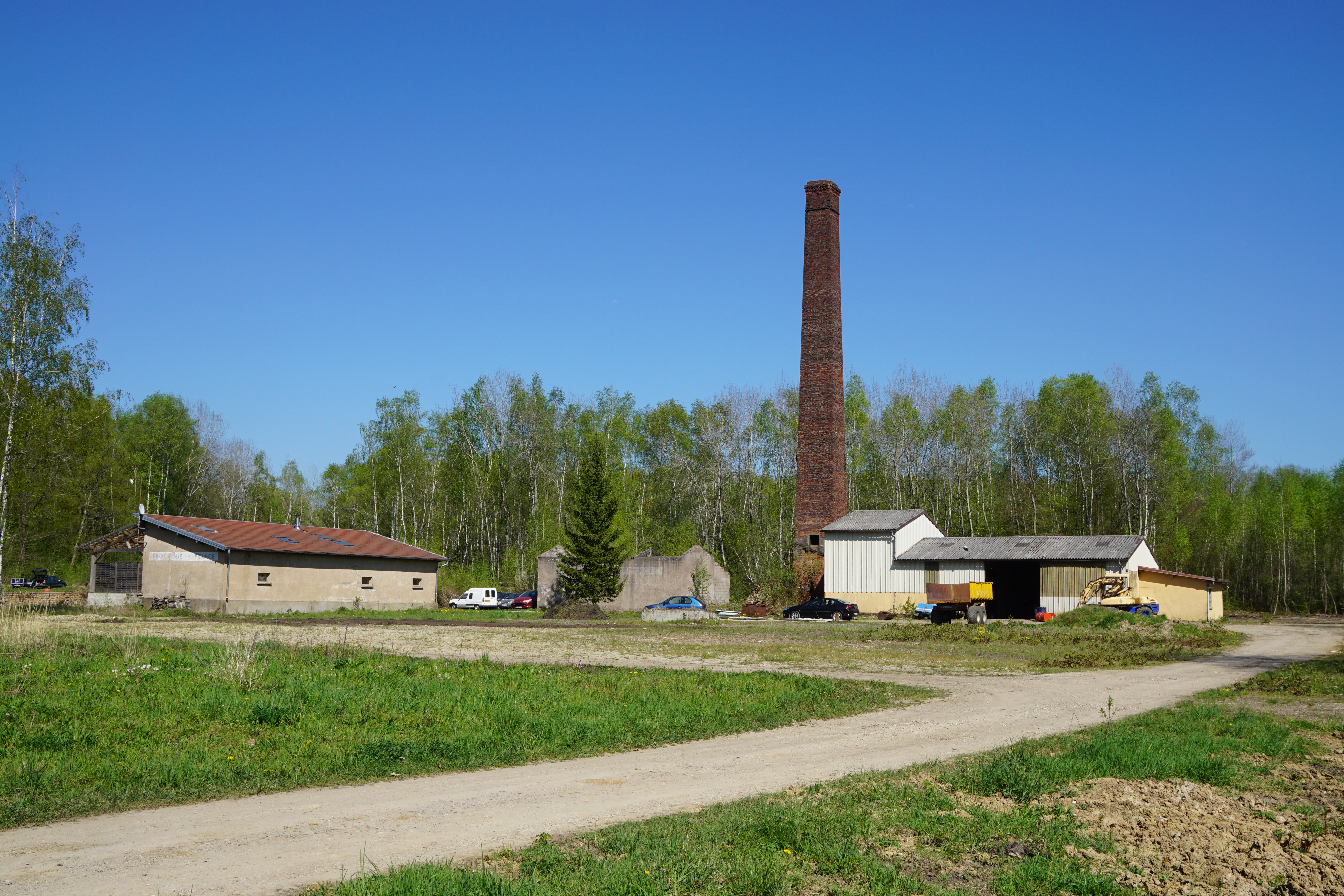
Partie occidentale des vestiges.
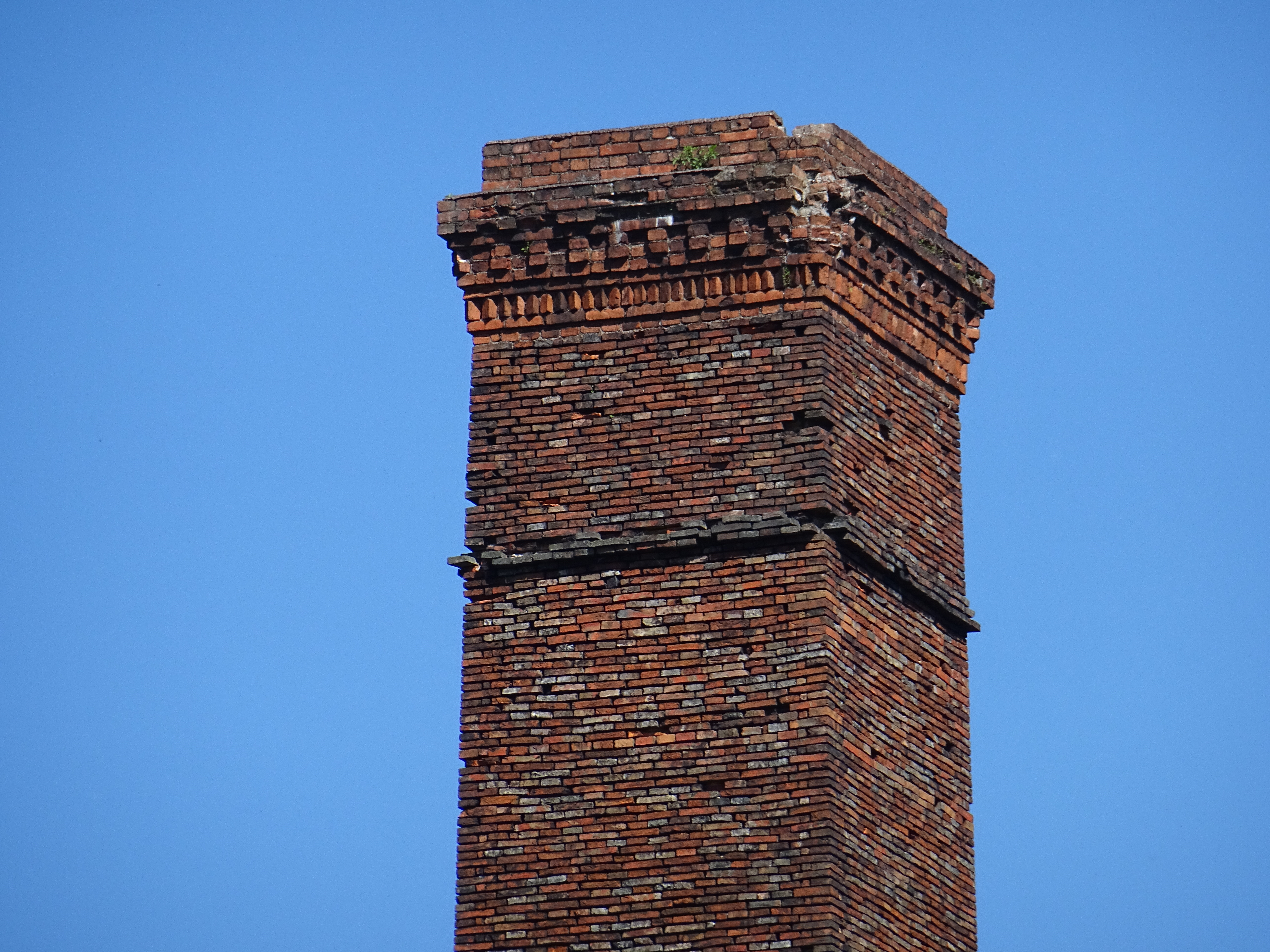
Sommet de la cheminée.

## Houillères

### Anciennes exploitations
Le gîte houiller est découvert à proximité du village de Gouhenans au XVIIIe siècle. En novembre 1776, l’intendant de Franche-Comté et le ministre Henri Bertin échangent des courriers pour accorder l’autorisation d'exploiter le charbon de Gouhenans. En avril 1780, la mine est abandonnée en raison d'infiltrations d'eau abondantes.
L'exploitation est relancée une première fois en 1819,. Le gisement est d’abord exploité au nord du Mont, non loin du Val-de-Gouhenans, par quatre puits et une galerie à flanc de coteau appartenant à messieurs Berthod et Latmotz de Bithaine.

### Nouvelle exploitation

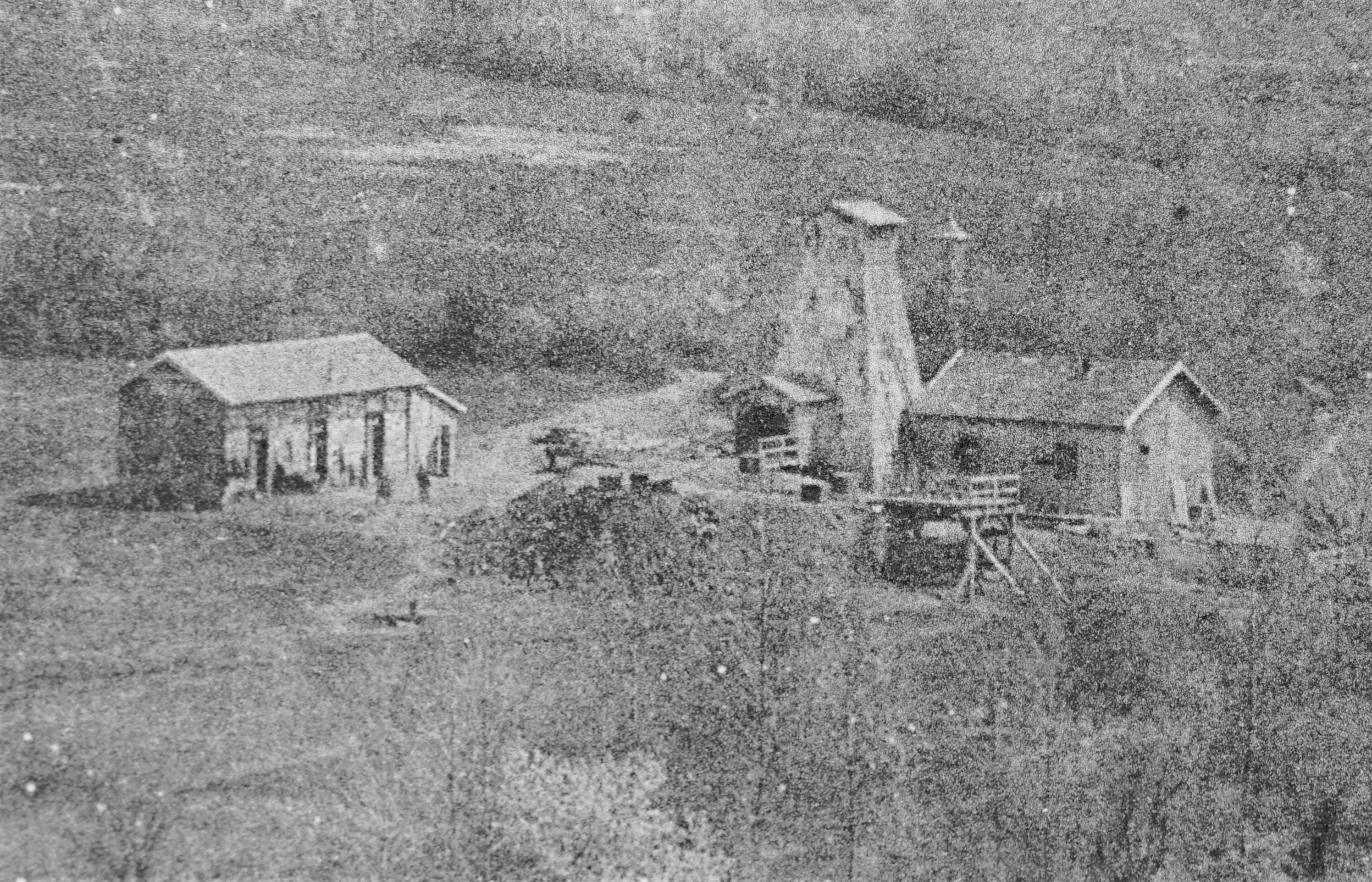
Un puits de Corcelles (Saulnot), creusé et exploité par les mines de Gouhenans pour alimenter la saline dans les années 1910.

Une troisième concession est accordée le 30 juillet 1828, à Monsieur Parmentier et ses associés, qui abandonnent rapidement l'ancienne zone d'exploitation pour une autre au sud-est, dans la zone de la future saline. Seuls les puits no 1 et no 2 sont en activité depuis 1827. Le puits no 1 est le principal puits d'extraction pour la période 1826-1836. En 1833, la production moyenne est de 4 693 quintaux par mois entièrement consommés par la saline.
L'exploitation connaît une interruption en 1835 à cause de l’interdiction de fabrication du sel. Seuls les ouvriers affectés à l’entretien et au pompage des eaux travaillent, soit 17 puis 11 sur les 85 habituels. L'extraction se fait ensuite dans les puits no 4 et no 5. Le puits no 4 est le principal puits d'extraction pour la période 1839-1869. En 1864, la production s'élève à 9 983,8 tonnes de houille, celle-ci est alors vendue 0,90 franc le quintal. La concession de Gouhenans est exploitée par les puits no 4 et no 10, ce dernier sera le principal puits d'extraction pour la période 1864-1874. L'année suivante, les effectifs comptent 80 personnes.
Les quatre concessions de Vy-lès-Lure, Gouhenans, Athesans et Saulnot sont réunies par un décret présidentiel le 14 mars 1879 pour exploiter la houille. La concession de Vy-lès-Lure, active au moment du décret, est abandonnée en 1905, celle de Saulnot est active de 1911 à 1921.
Le puits no 11 est les puits le plus productif de la période 1873-1893, le puits no 15 prend ensuite le relais pour la période 1893-1899. L'activité houillère est abandonnée une première fois en 1900, après l'arrêt prématuré du puits no 15 pour cause d'inondation. L'activité est relancée en 1906, à la suite de l'abandon de la concession de Vy-lès-Lure, par une descenderie puis par les puits no 13 et 17. L'exploitation des houillères cesse définitivement en 1921,.
En 1923, le représentant de la Société minière et industrielle de Gouhenans, Monsieur Gaillard fait une demande de renonciation de concession. Cette renonciation est décrétée le 17 février 1925.

Les contours des six concessions saônoises accordées pour l’exploitation du bassin keupérien.
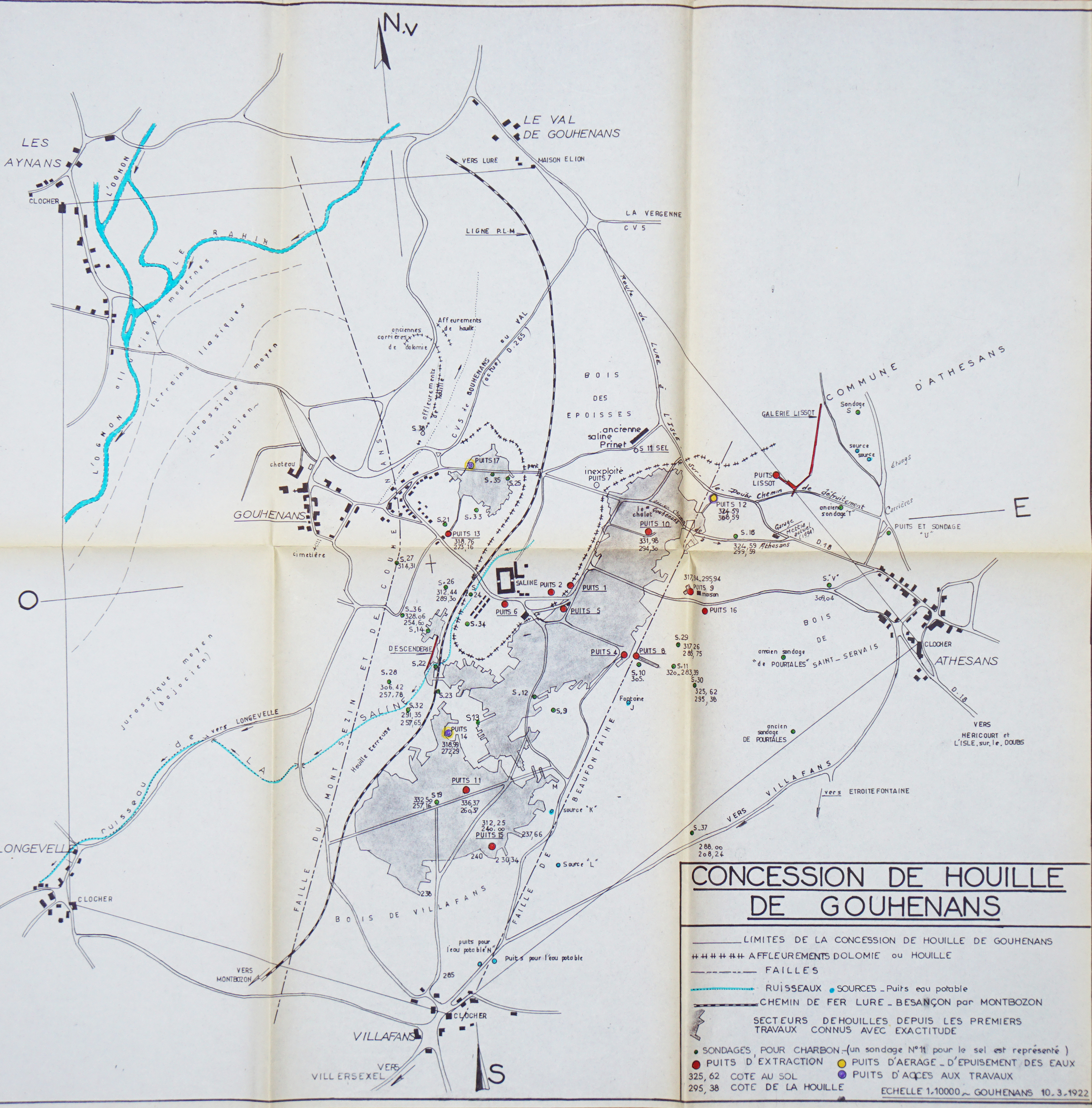
Détail de la concession de Gouhenans avec les différents puits et les zones exploitées.

### Puitsno1
47° 36′ 03″ N, 6° 29′ 04″ E
Le puits no 1 est creusé en 1826 et atteint la houille à 11 mètres de la surface. Il est prolongé jusqu'à 12 mètres de profondeur. Ce puits est implanté à l'est de la future saline, au lieu-dit Chintres-du-Chanois. Le puits est boisé avec une section rectangulaire de 2,65 mètres sur 1,32. Il est abandonné en janvier 1833 en raison de trop fortes infiltrations d'eau. Il est relancé en juillet après dénoyage des travaux. En novembre 1834, le puits est divisé en trois compartiments (deux pour l'extraction, l'autre pour le personnel) par deux cloisons en bois.
L'extraction est assurée par un baritel mû par un cheval actionnant un bras de 5 mètres de long qui entraîne deux tambours de 2 mètres de diamètre. La benne à eaux peut contenir un volume de 312 litres et le chariot à charbon 2,5 quintaux. Le baritel permet de remonter 16 chariots par heure, soit 4 tonnes. Le puits no 1 est définitivement abandonné en 1839 ; le puits no 4 est relancé pour lui succéder.
Au début du XXIe siècle, plusieurs terrils et talus subsistent dans le secteur du puits.

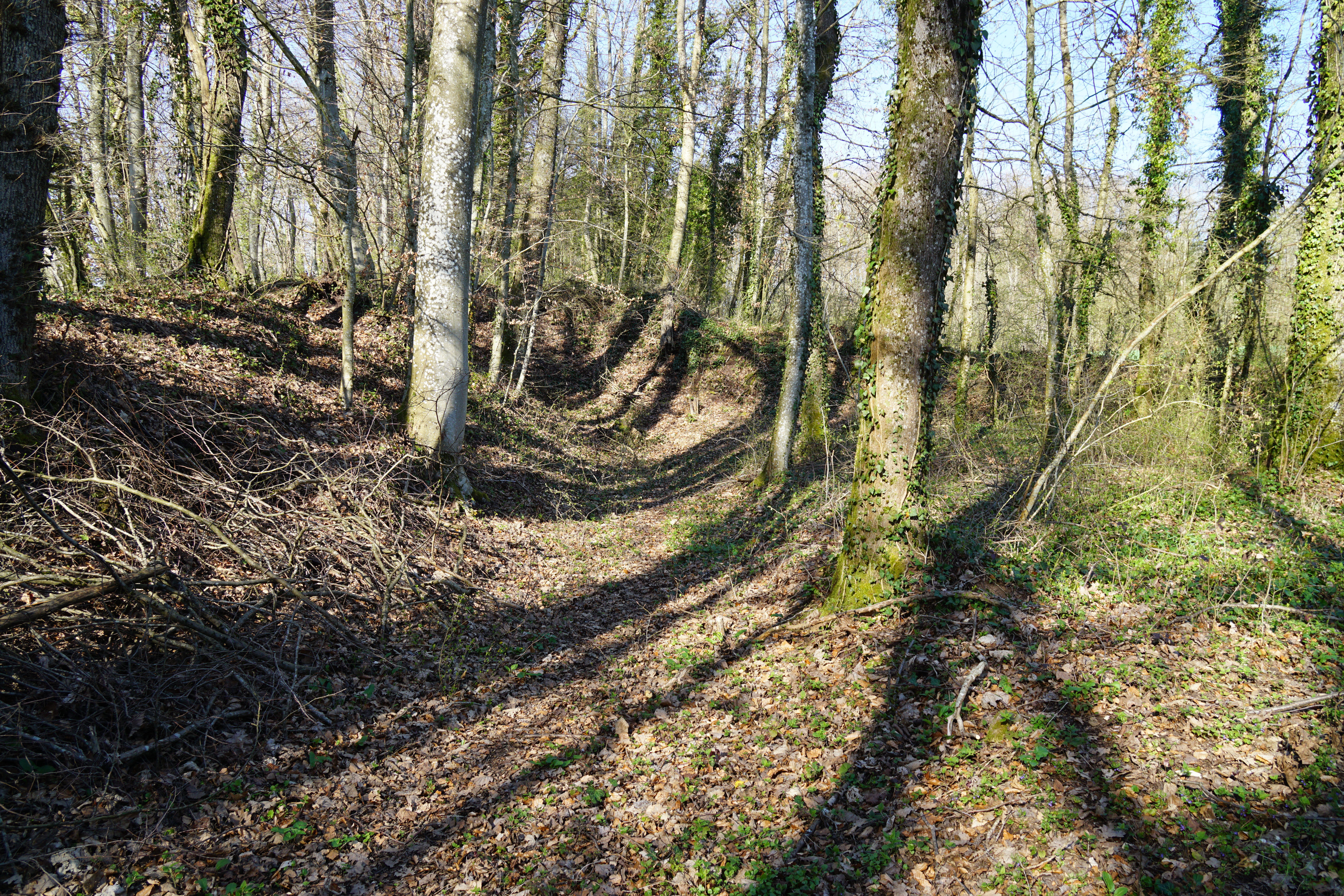
Le terril du puits no 1.
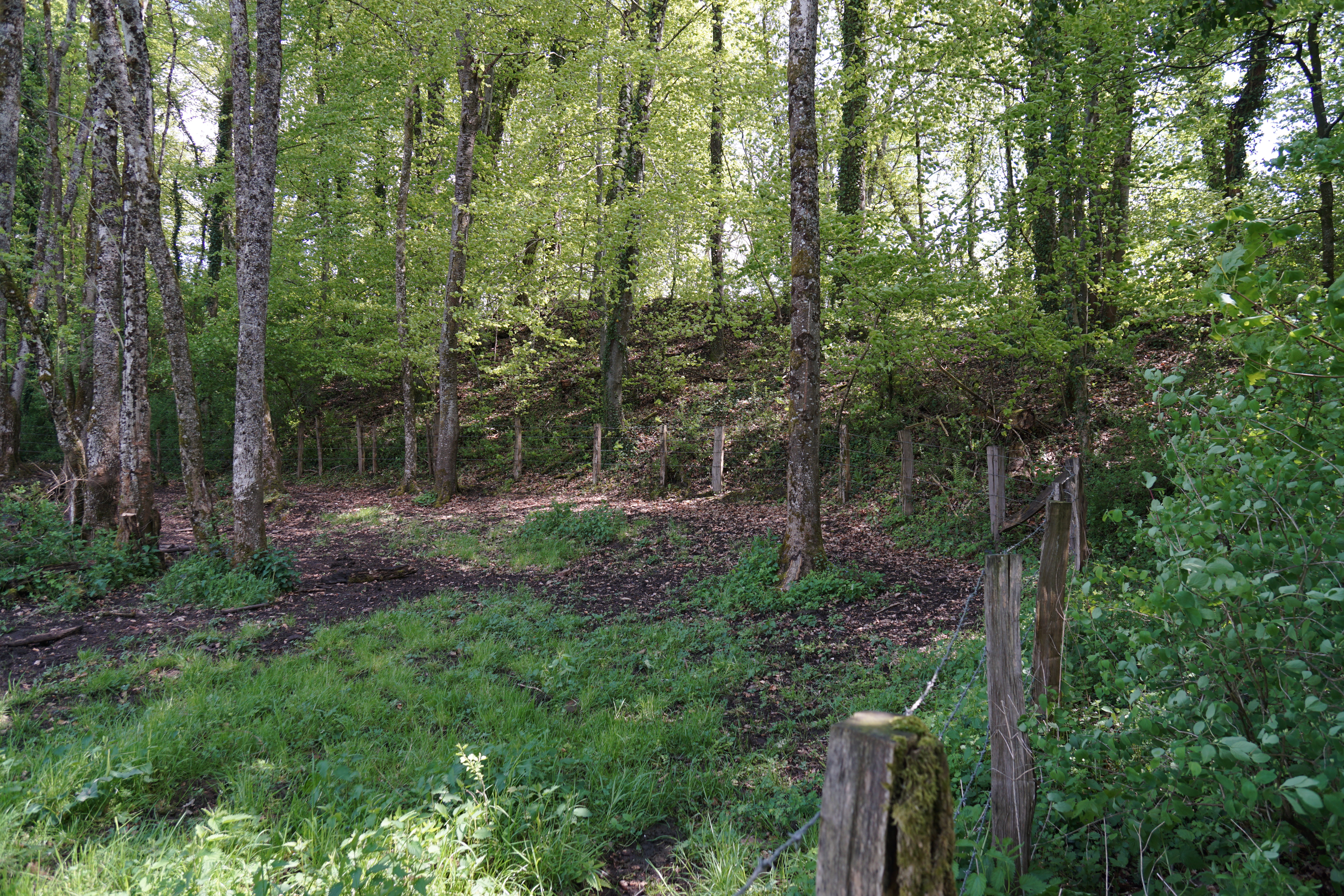

### Puitsno2etno3
47° 36′ 01″ N, 6° 28′ 57″ E ; 47° 36′ 19″ N, 6° 29′ 18″ E
Les deux puits no 2 et no 3 sont creusés dans le voisinage du puits no 1. Ils sont rapidement abandonnés.
Le puits no 2, profond de 11 mètres, est longtemps resté ouvert avec un terril en friche. Une vache d'un pâturage voisin y est tombée. Il est remblayé au début des années 1980 par le propriétaire du terrain.

### Puitsno4etno8
47° 35′ 50″ N, 6° 29′ 14″ E ; 47° 35′ 48″ N, 6° 29′ 15″ E

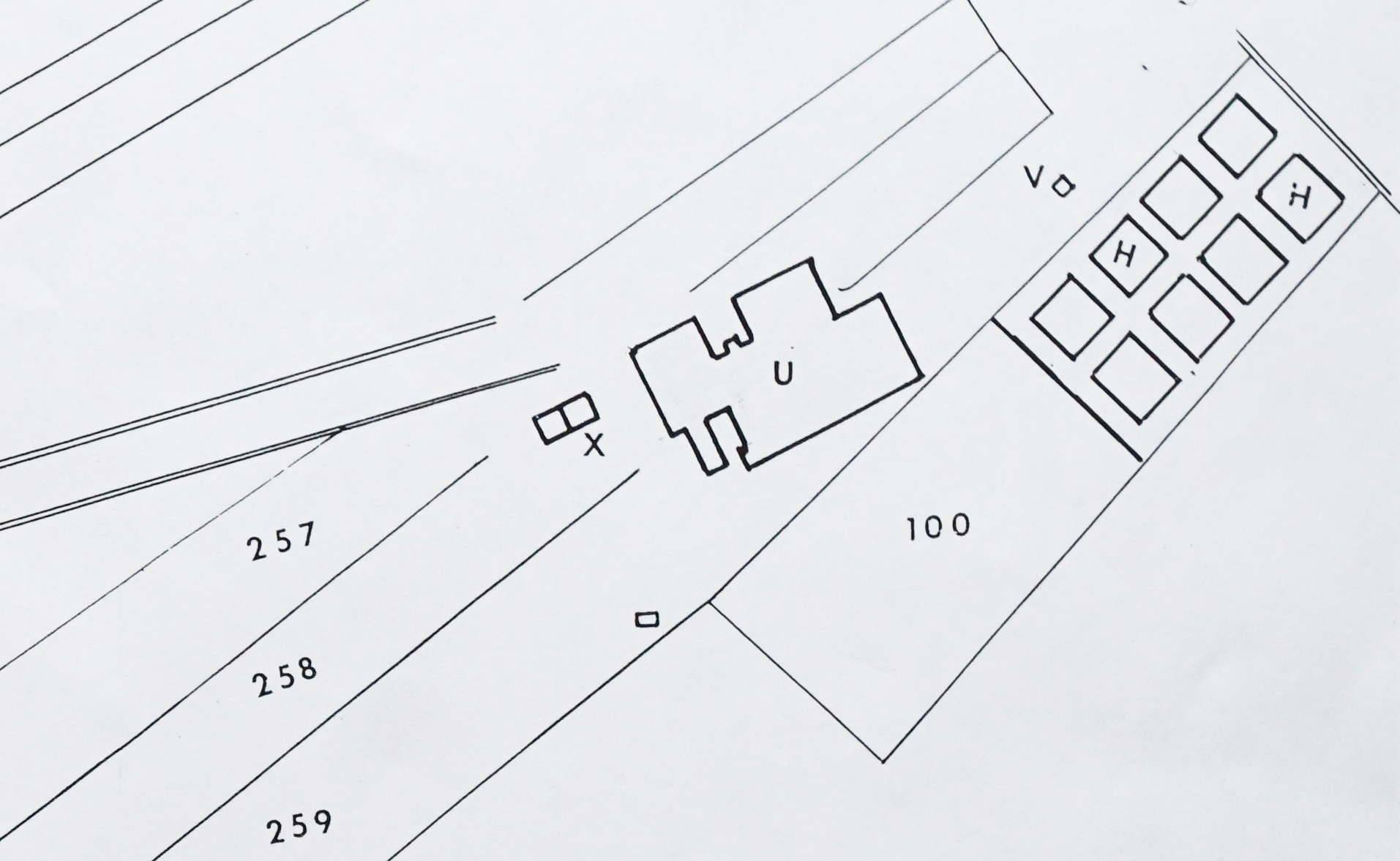
Plan de masse des puits no 4 et no 8 :
U. puits no 4, machine d'extraction, chaudières, lavoir à houille et moulin à gypse ;
X. fours à gypse et écurie ;
V. puits no 8 ;
H. bassins de décantation.

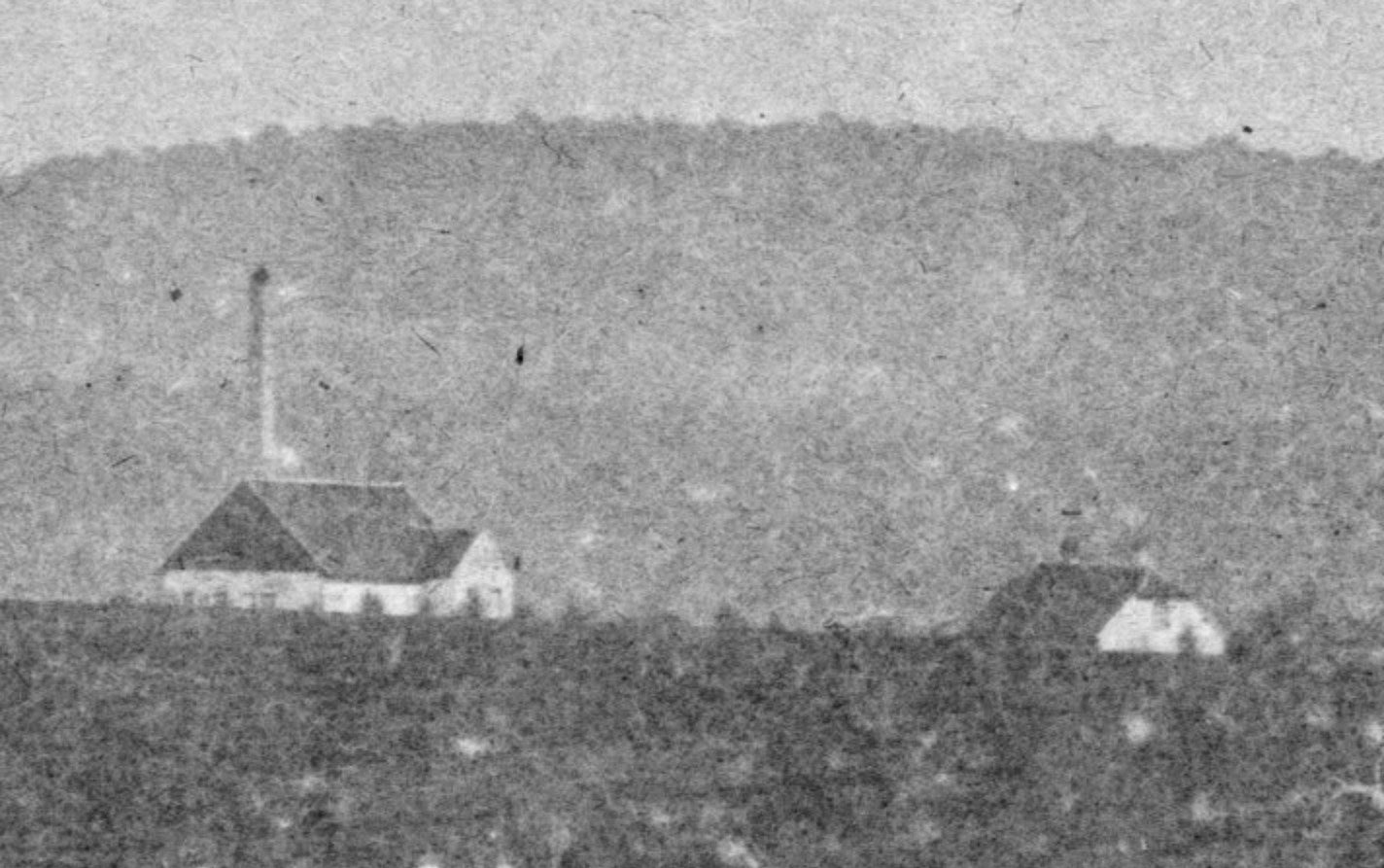
Vue éloignée du puits no 4.

Le puits no 4 est foncé en 1828. Il est d'abord équipé d'un baritel à quatre chevaux. Le puits est boisé avec une section rectangulaire de 2,66 mètres sur 1,33. Il mesure 33,33 mètres de fond, et rencontre une couche de houille de 0,80 mètre de puissance. Il est creusé dans le lieu-dit Aux-Planchottes, à la limite de la commune d'Athesans. En janvier 1832, il est temporairement arrêté en raison de trop fortes infiltrations d'eau. Les travaux de remise en état commencent en janvier 1837. Le puits est équipé d'une machine à vapeur de 12 ch destinée à l'extraction et au pompage, installée dans un bâtiment construit dès mai 1837. L'eau destinée à alimenter les deux chaudières est puisée sous le bâtiment de la machine dans un ruisseau souterrain. La chambre d’accrochage doit être établie à 5 mètres du puits dont le fond est instable ; la jonction est réalisée par une galerie en briques elliptique. Les travaux sont mis en communication avec le puits no 6. L'aérage est assuré par une gaine qui passe par le foyer des chaudières et la cheminée. Le puits est relancé en 1839 pour remplacer le puits no 1. La houille est lavée avant d'être commercialisée pour être débarrassée du sulfure de fer qu'elle contient. En mai, il est le seul puits en activité et subit une arrivée d'eau de 2 200 hectolitres par jour.
En 1847, le carreau du puits accueille huit bassins de décantation, une petite écurie et un four à gypse. Le puits no 8, dit « puits de-la-Chèvre » en raison de son petit chevalement rudimentaire équipé d'un treuil à bras, qui est un puits de recherche, est creusé à côté des bassins et des bâtiments du puits no 4. Le puits no 8, situé à 60 mètres au sud-est du puits no 4, mesure 19 mètres de profondeur. Il est poursuivi par des travaux de recherche mais est abandonné en 1848, faute de résultats concluants. Pendant ce temps, le puits no 4 produit 81 241 quintaux dans l'année, dont 300 sont vendus aux maréchaux des environs.
En 1850, le puits no 4 reste le seul en exploitation. Le charbon qui en sort est lavé pour être séparé du gypse et de la pyrite. Il est d’abord criblé pour séparer les gros morceaux, triés à la main et le menu qui, lui, est lavé dans un crible à secousses et une table vibrante. Les stériles obtenus sont écrasés et lavés dans un petit crible à secousse et le menu repasse sur un filtre à maille. La matière obtenue est alors broyée entre deux poulies de fonte et est de nouveau lavée pour en extraire la pyrite utilisée dans l'usine chimique pour la fabrication d'acide sulfurique. Le lavage de la houille occupe 9 ouvriers et celui de la pyrite en occupe 7 autres. En 1853, les travaux s’organisent autour d'une galerie de 417 mètres de long desservant le puits. En surface, le charbonnage est équipé, en plus de la machine d'extraction, de deux pompes d'extraction, deux pompes de secours, d'un broyeur à minerais, de deux gros cribles à houille et de lavoirs à houille et pyrite. Sa profondeur est alors de 80 mètres. Le 26 juin 1854, un petit rouleur de 19 ans meurt d'une hémorragie cérébrale à la suite de la chute d'un bloc de schiste.
En 1859, une nouvelle machine à vapeur de 15 ch est mise en place pour l'extraction et l'exhaure. La même année le puits no 8 est en activité avec son petit chevalement en trépied, il exploite alors du charbon de piètre qualité mais surtout de la pyrite. une catastrophe dans ce puits tue quatre mineurs dont le plus jeune est âgé de 13 ans. Ce puis est ensuite abandonné. Les derniers travaux d'extraction cessent finalement fin 1864. Il est maintenu ouvert pour l'exhaure du puits no 10 qui lui succède.
Au début du XXIe siècle, le terril, l'emplacement du puits no 4 ainsi que des restes de ruines des bâtiments subsistent en lisière de forêt.

Vestiges :
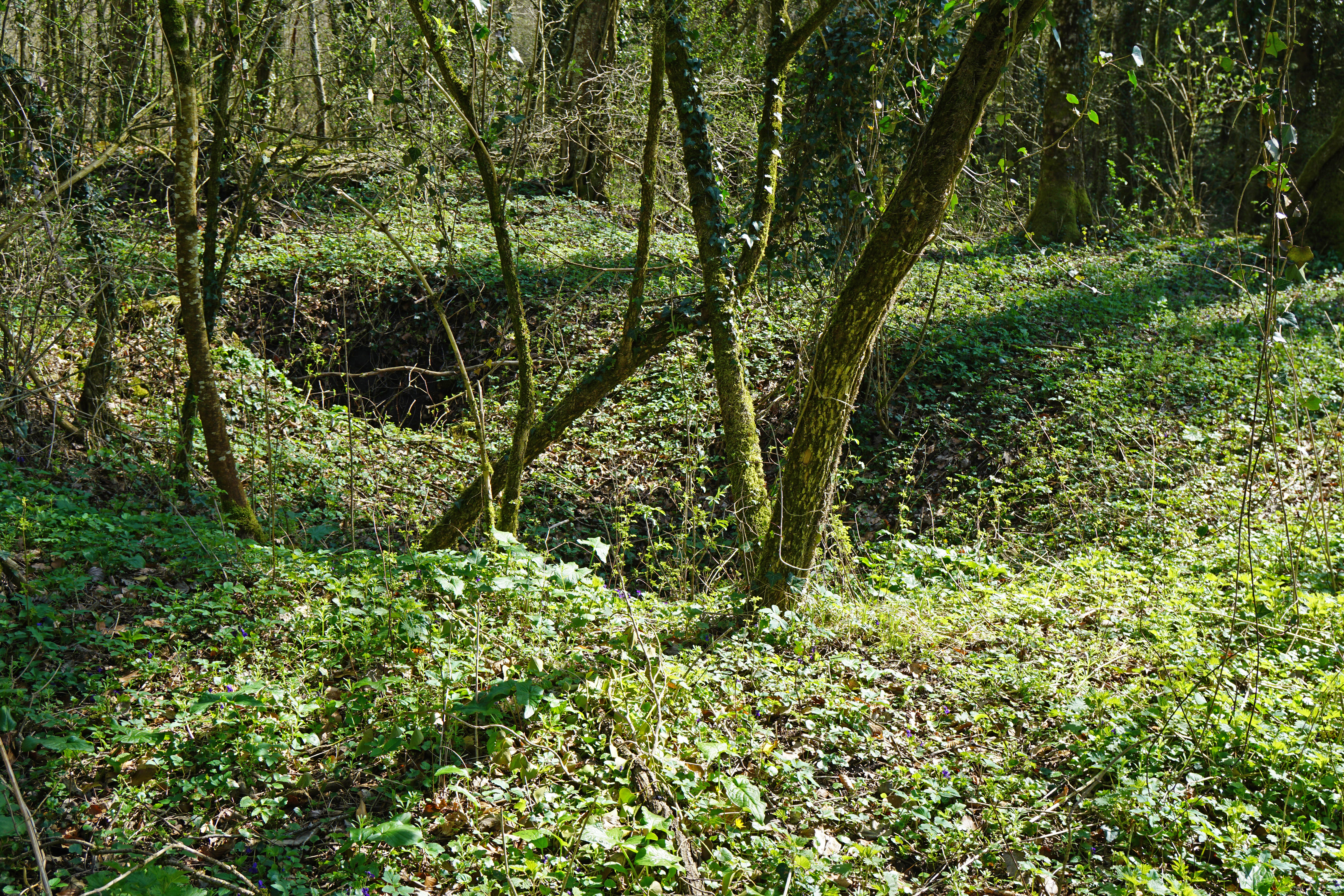
Emplacement du puits no 4.
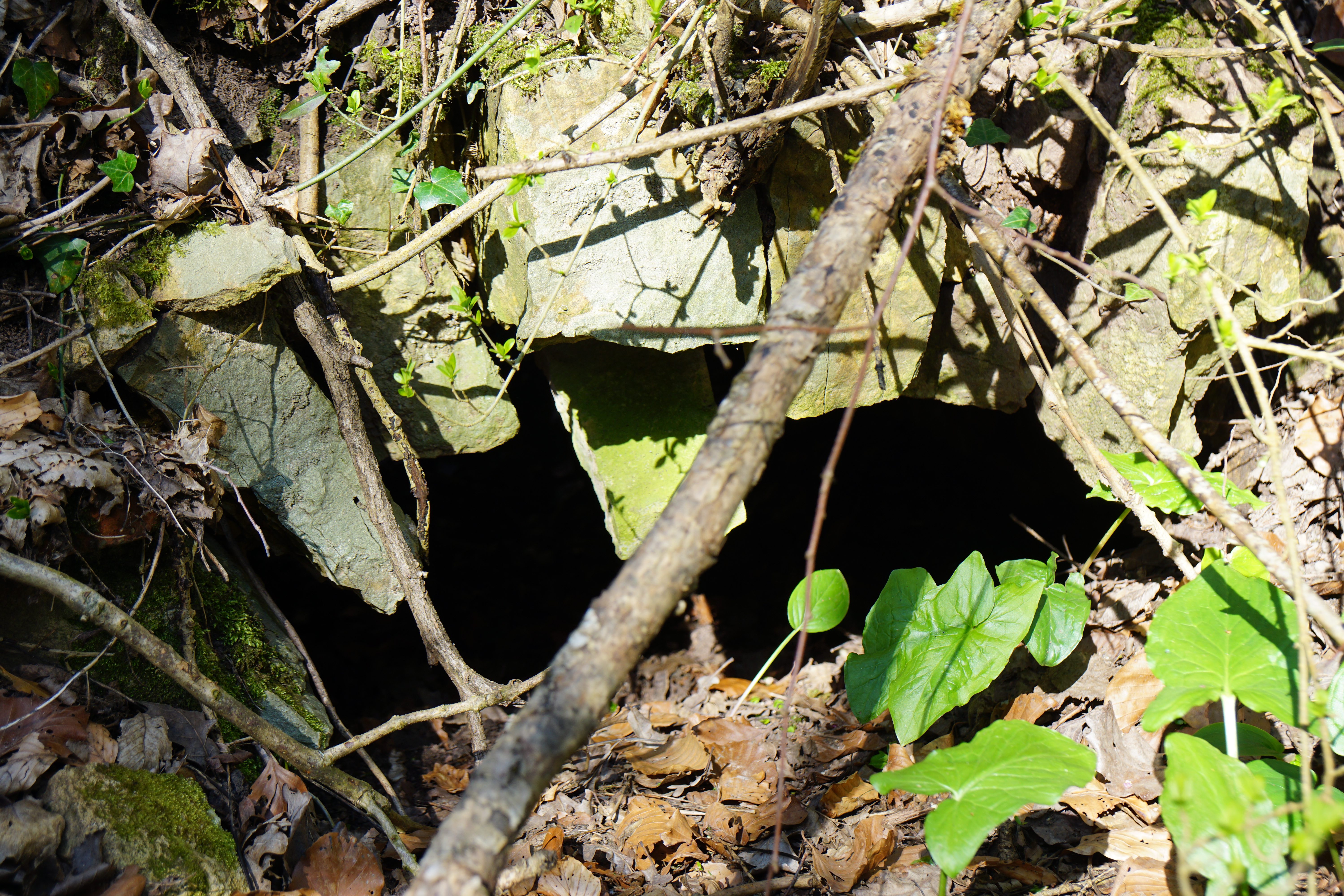
Détail d'une ruine de bâtiment.
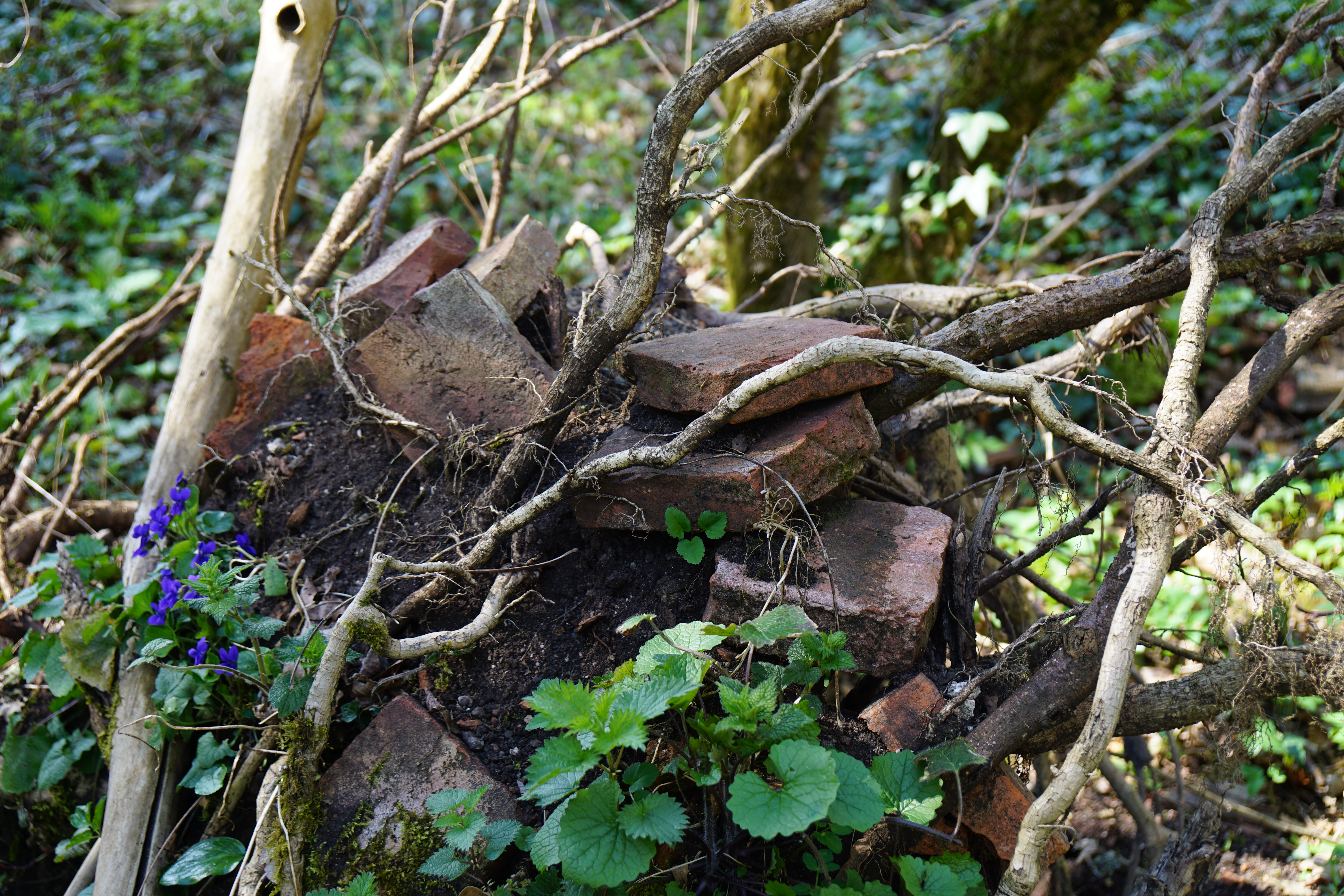
Briques déracinées.
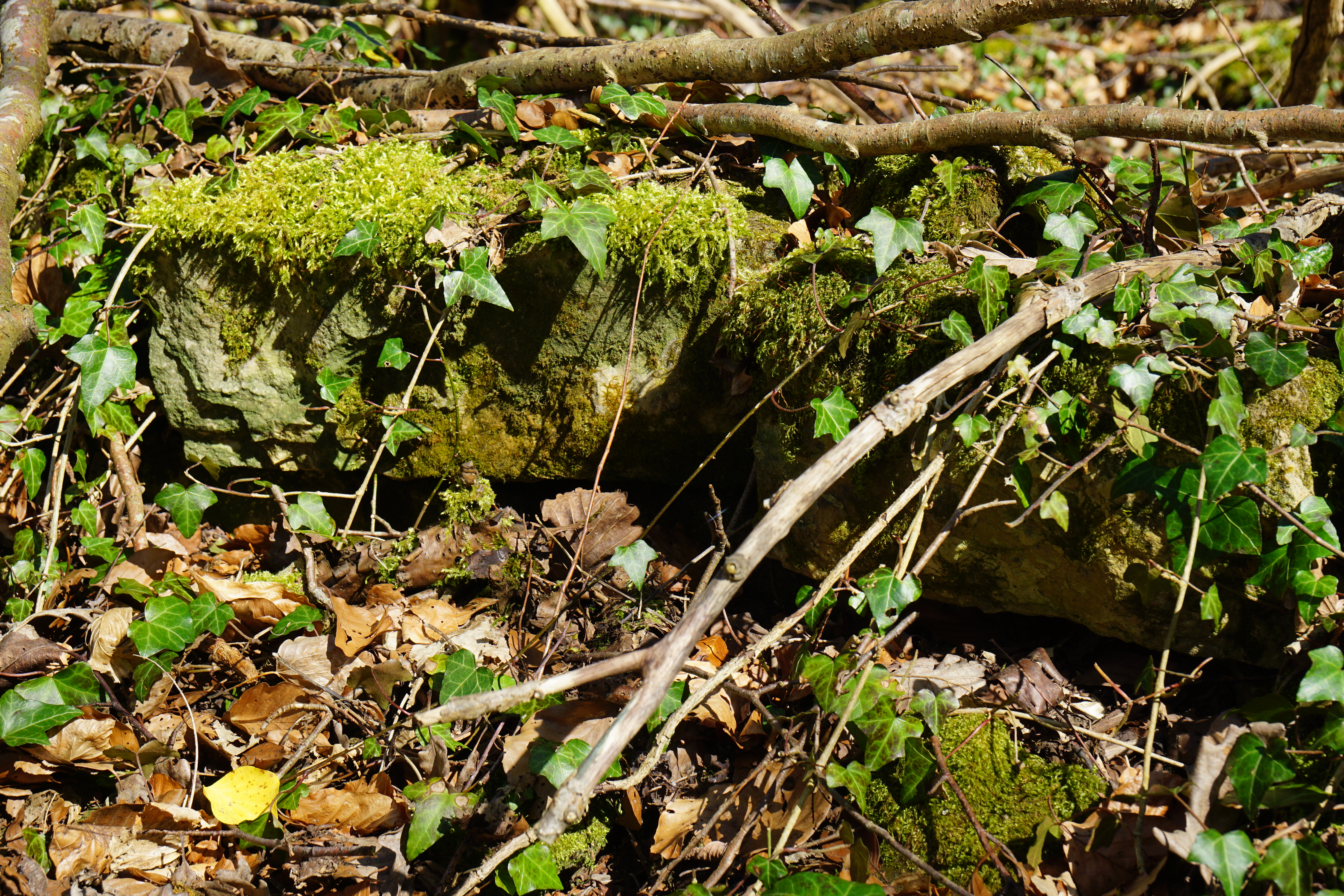
Base de mur.

Le terril est le plus imposant de toutes les exploitations du bassin keupérien (le puits no 4 ayant la plus grande longévité, toutes compagnies confondues, avec 30 ans d'extraction). Il mesure 20 à 60 mètres de large, 265 mètres de long et culmine à une dizaine de mètres de hauteur, juste en face du puits.

Le terril :
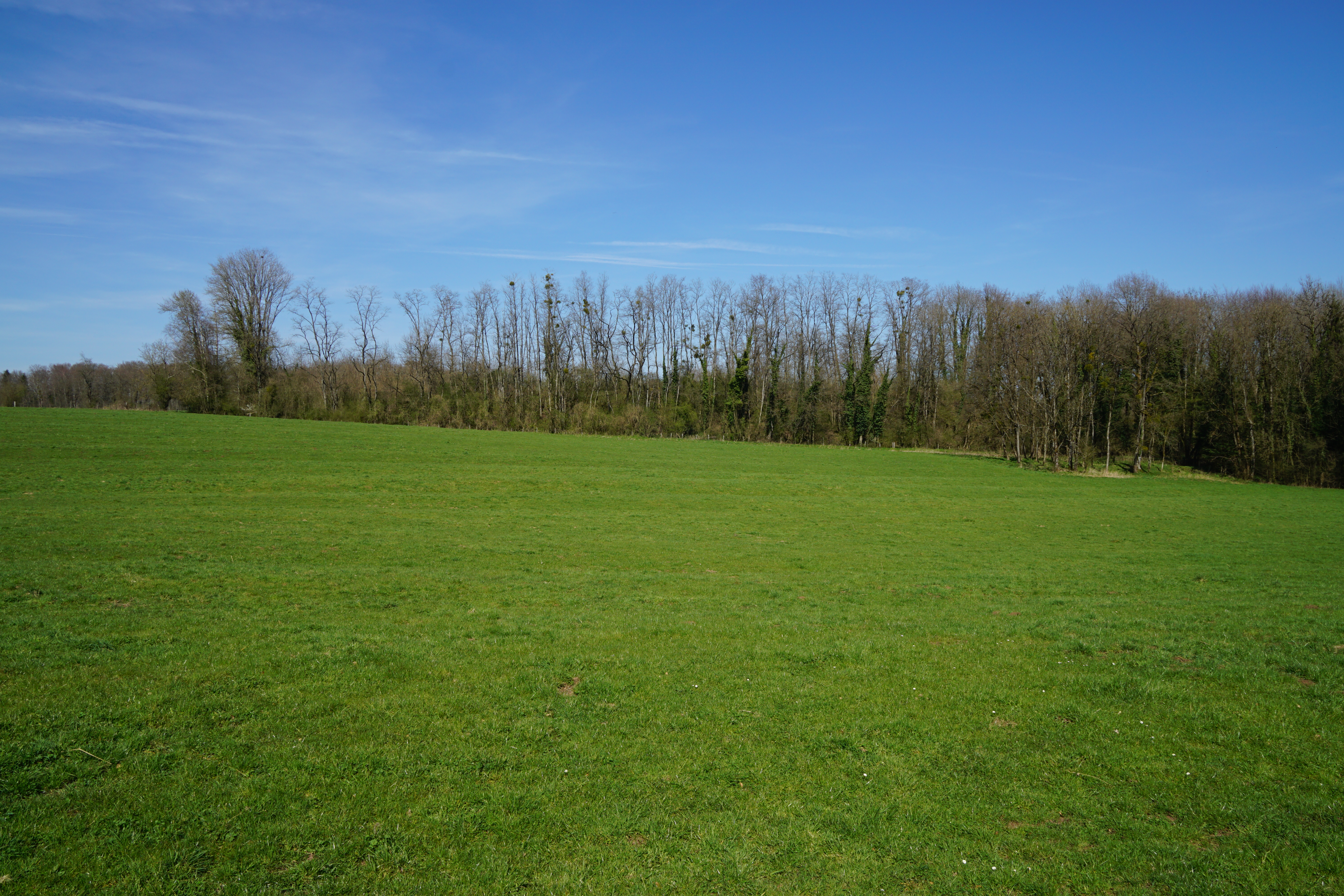
Étendue.
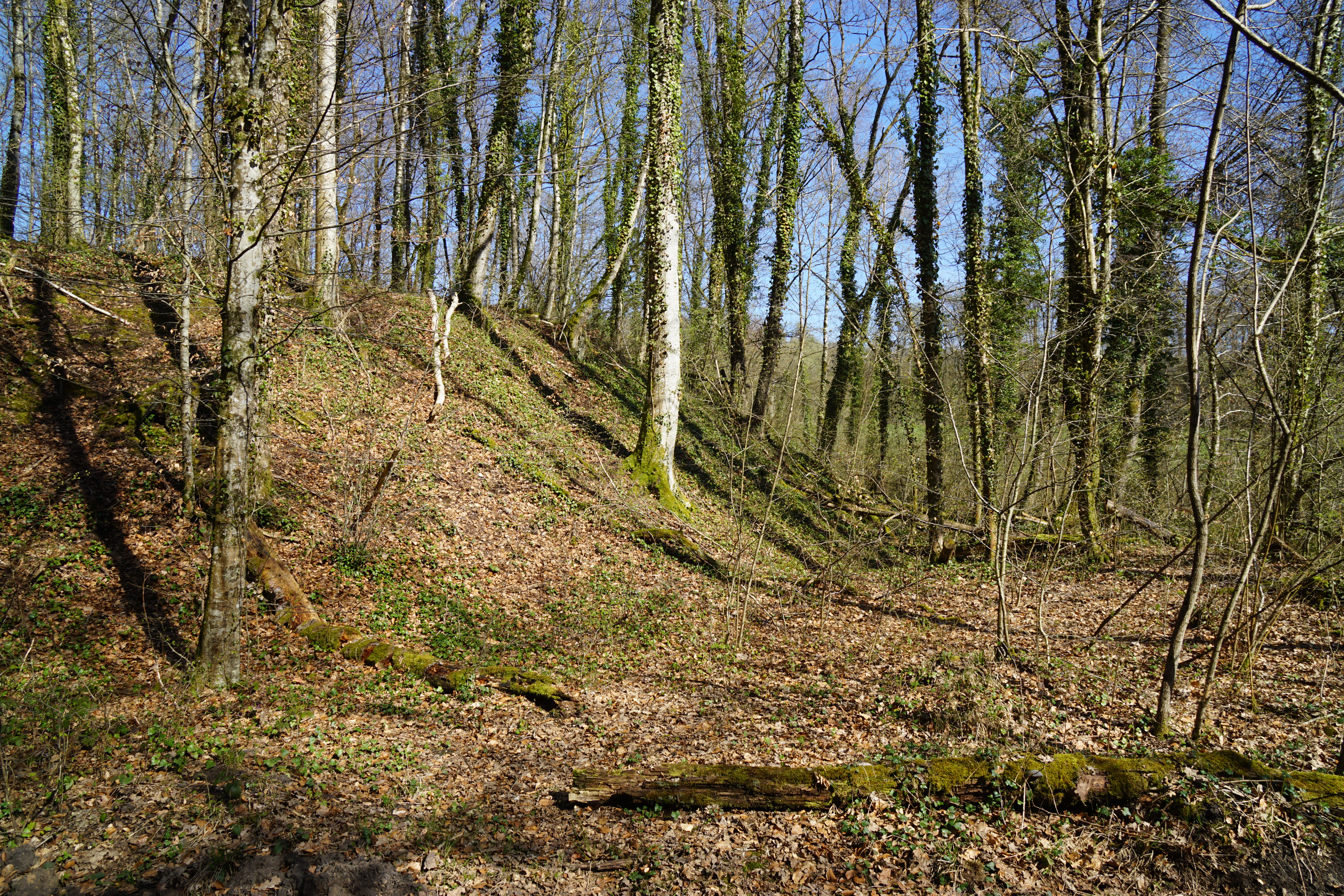
Extrémité.
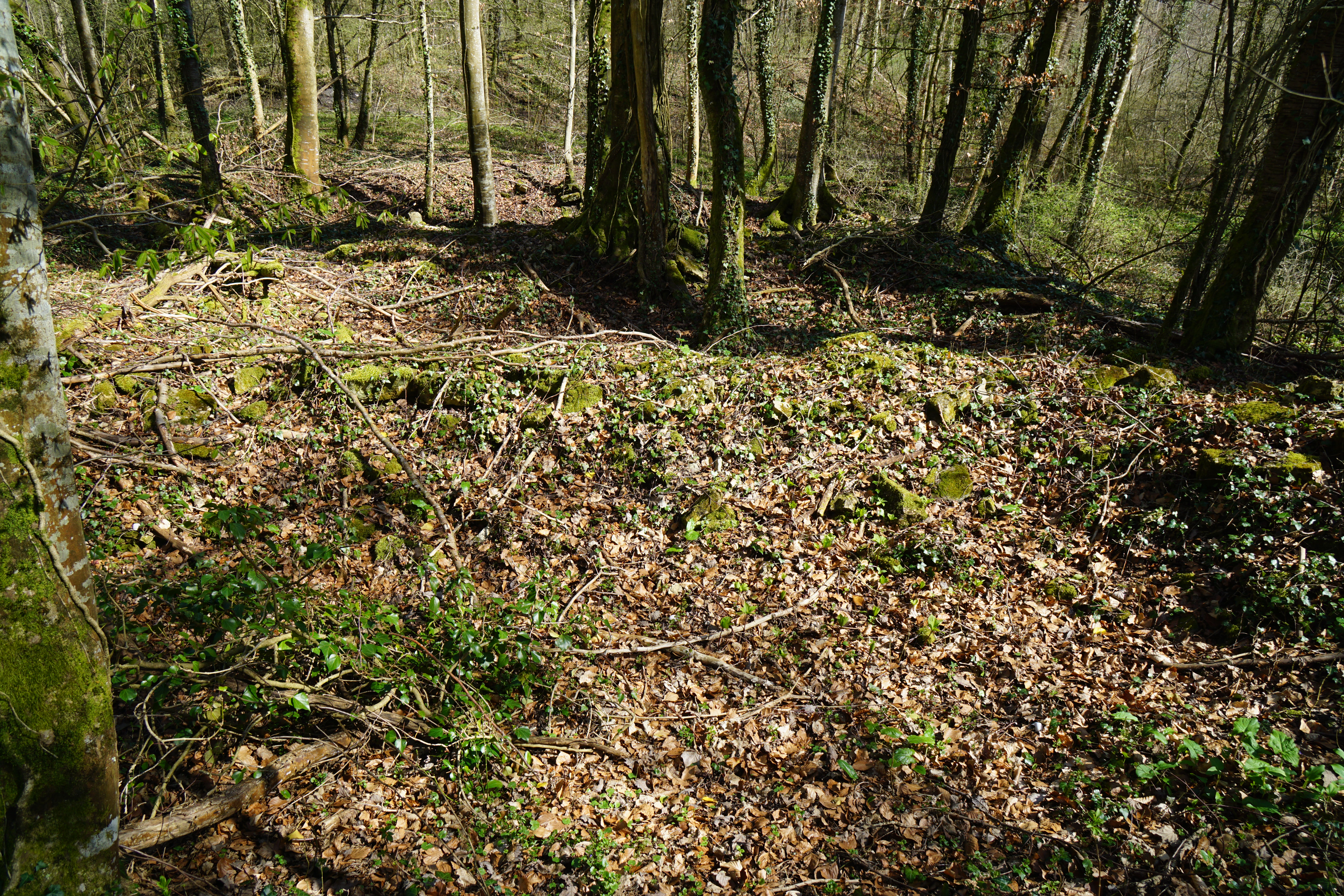
Vue plongeante.
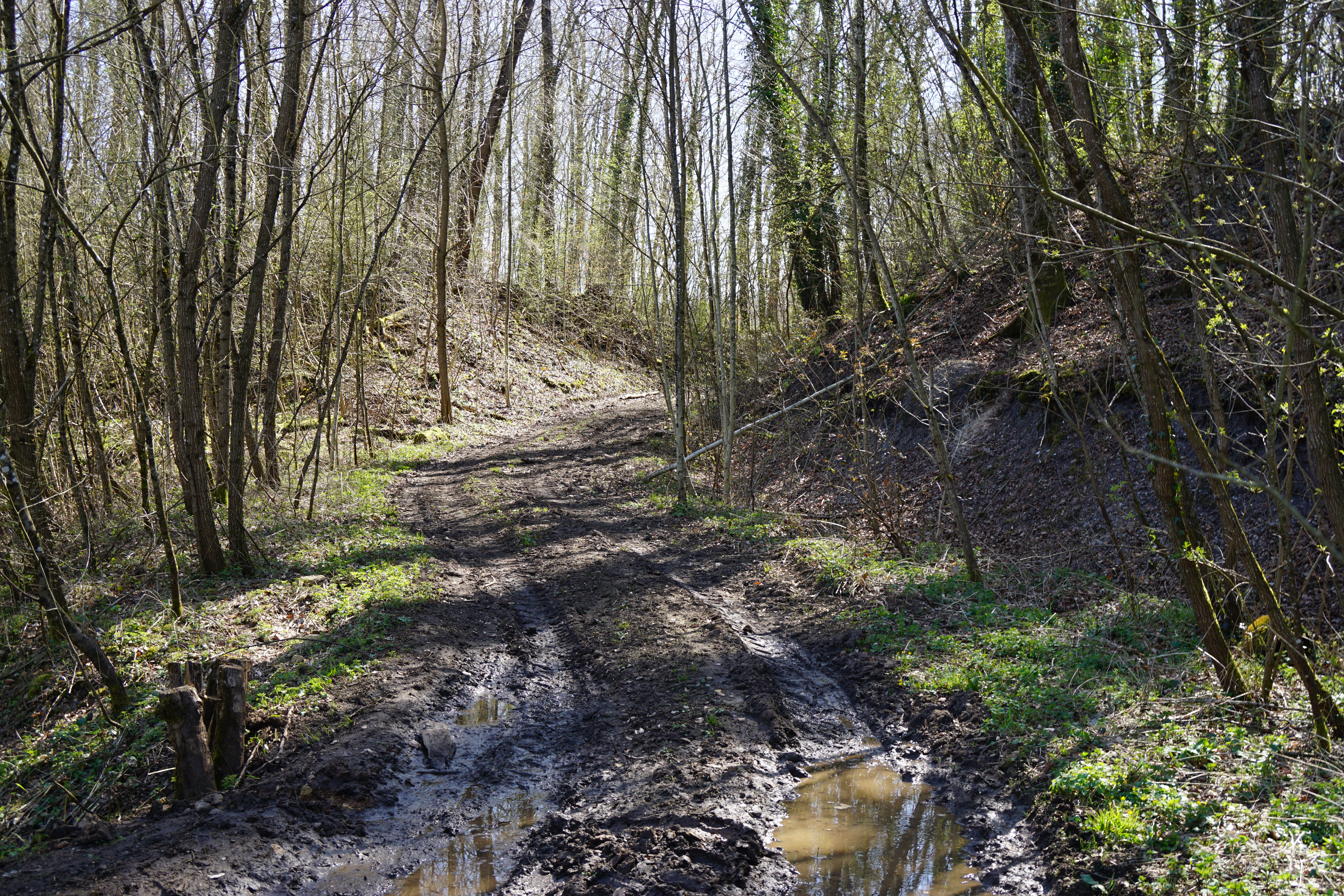
Chemin coupant le terril en deux.
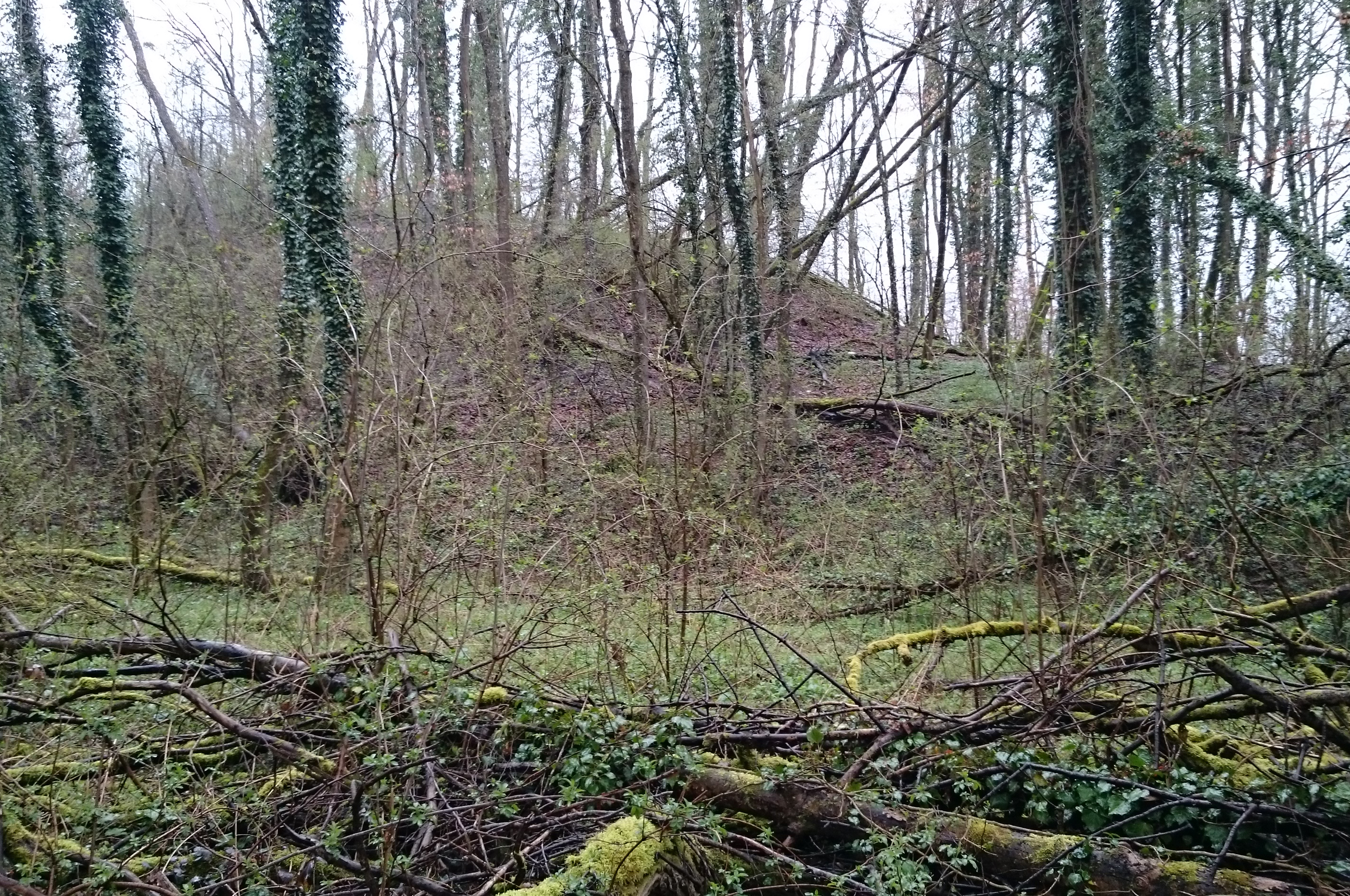
Point culminant.

### Puitsno5
47° 35′ 59″ N, 6° 29′ 01″ E

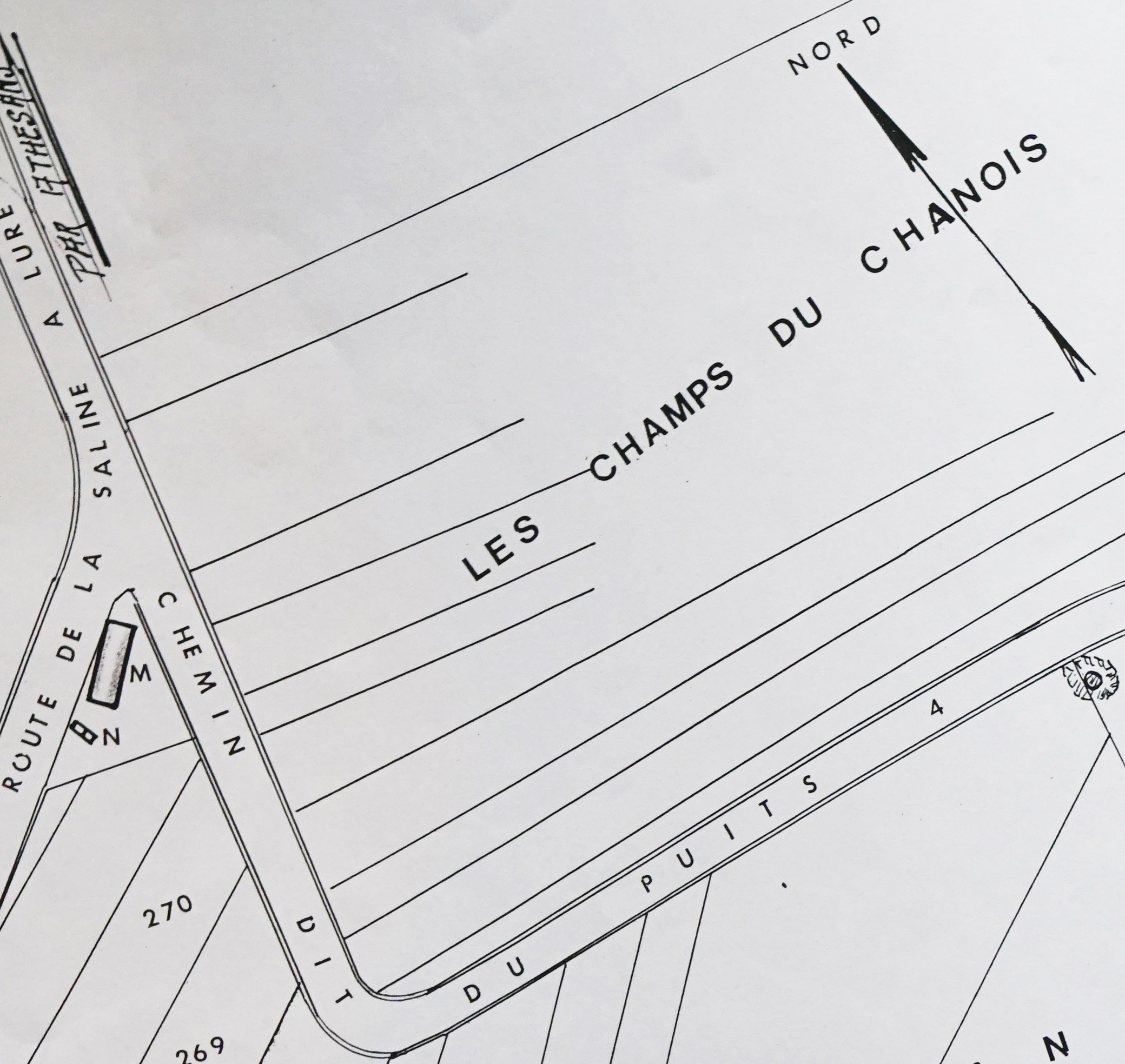
Plan du site du puits :
M. forge et logement ;
N. puits et cheminée d'aérage.

Ce puits profond de 15 mètres ventile le puits no 6 depuis décembre 1833, après leur mise en communication, puis le no 4 au moyen d'une cheminée en bois puis en tôle,. Il possède une section rectangulaire de 2,66 mètres sur 1,33. En 1847, le puits no 5 est équipé d'une cheminée d'aérage. Le carreau comporte un bâtiment regroupant la forge des mineurs et un logement. Ce bâtiment existe toujours au début du XXIe siècle. Au bord de la route de la saline, le puits est situé dans une propriété privée.

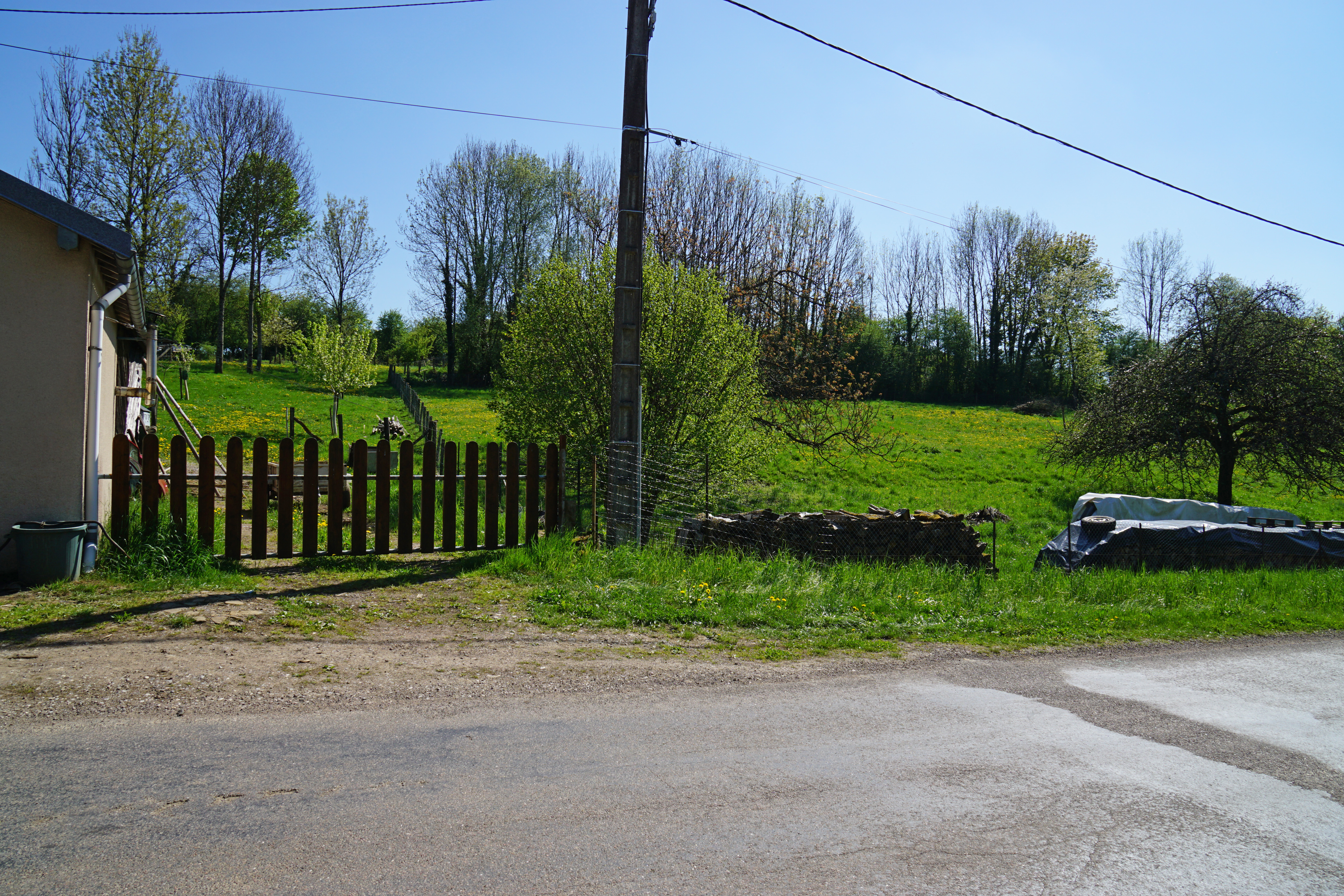
Emplacement du puits no 5.
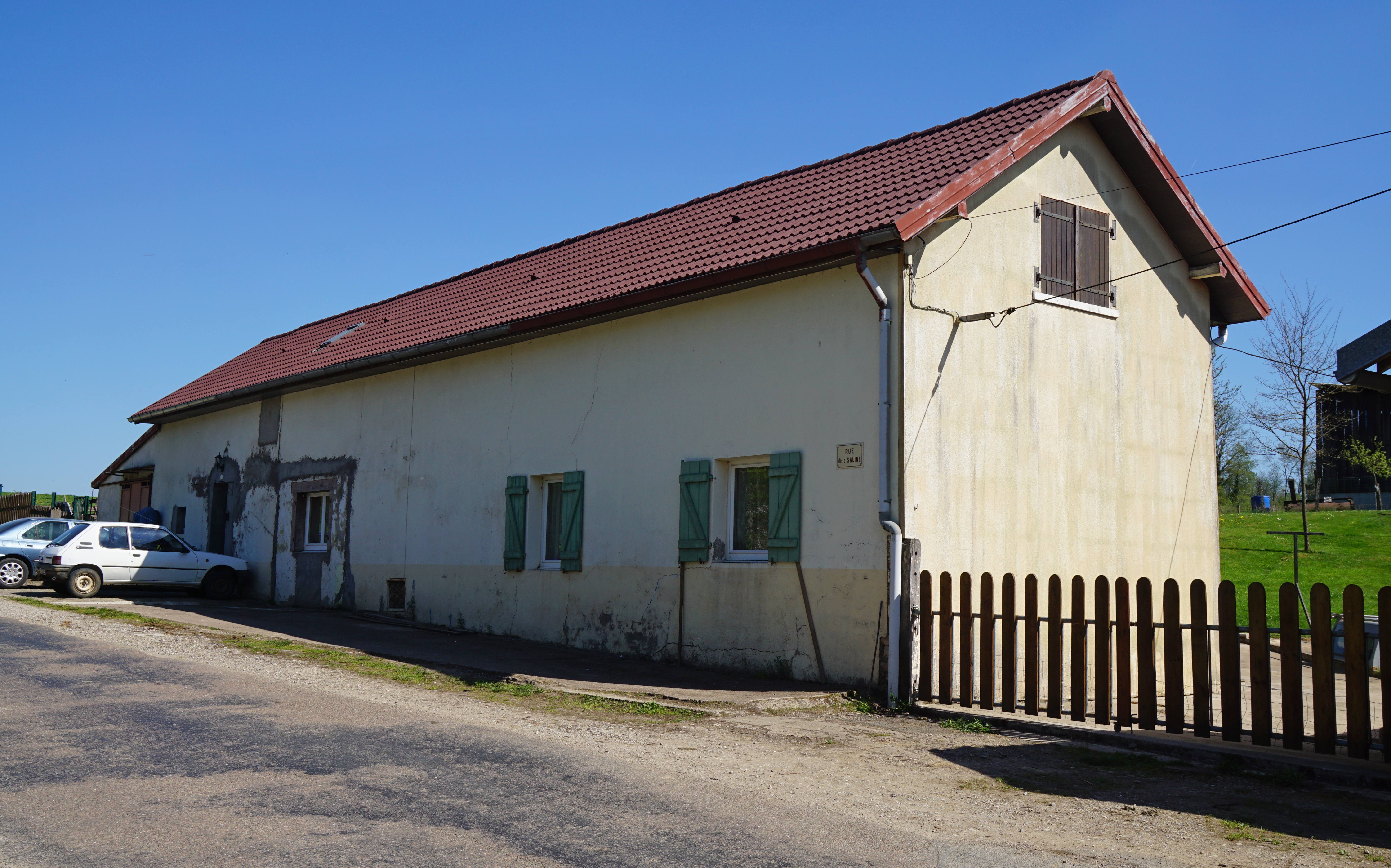
Le bâtiment subsistant.

### Puitsno6
47° 36′ 01″ N, 6° 28′ 49″ E
Le puits no 6 est creusé vers 1830. Il mesure 6,33 mètres de profondeur, 3,33 mètres de longueur et 2,66 mètres de largeur. Le fond du puits débouche d'un côté sur une galerie d'exhaure maçonnée et de l'autre sur une galerie d'extraction boisée de 290 mètres permettant l'accès à un bure de 5,39 mètres donnant accès aux travaux miniers. Enfin, un puisard de six mètres recueille les eaux. La qualité et la quantité de charbon extrait diminuent dès 1833. En 1834, le puits est desservi par un baritel identique à celui du puits no 1 mais ne comprenant qu'un seul tambour. La houille extraite est très ferreuse et pyriteuse. Il est le seul puits en activité au printemps 1836 avec trente ouvriers. 21 042 quintaux de houille sont extraits de ce puits entre août 1836 et janvier 1837, mais il arrive à épuisement. En 1837, la houille est exploitée dans les anciens chantiers du puits no 5 par dépilage et dans le secteur accidenté du puits no 1. 17 614 quintaux sont ainsi extraits dans des conditions difficiles jusqu’à la fin de l'année. Le puits cesse l'extraction en 1839.
Le site du puits est modifié lors de la construction de la gare du « tacot » et l'orifice du puits est recouvert de plusieurs mètres de déblais. Il se retrouve successivement dans la cour de l'école puis du café des Salines. Au début du XXIe siècle, il est situé dans le jardin d'une propriété privée.

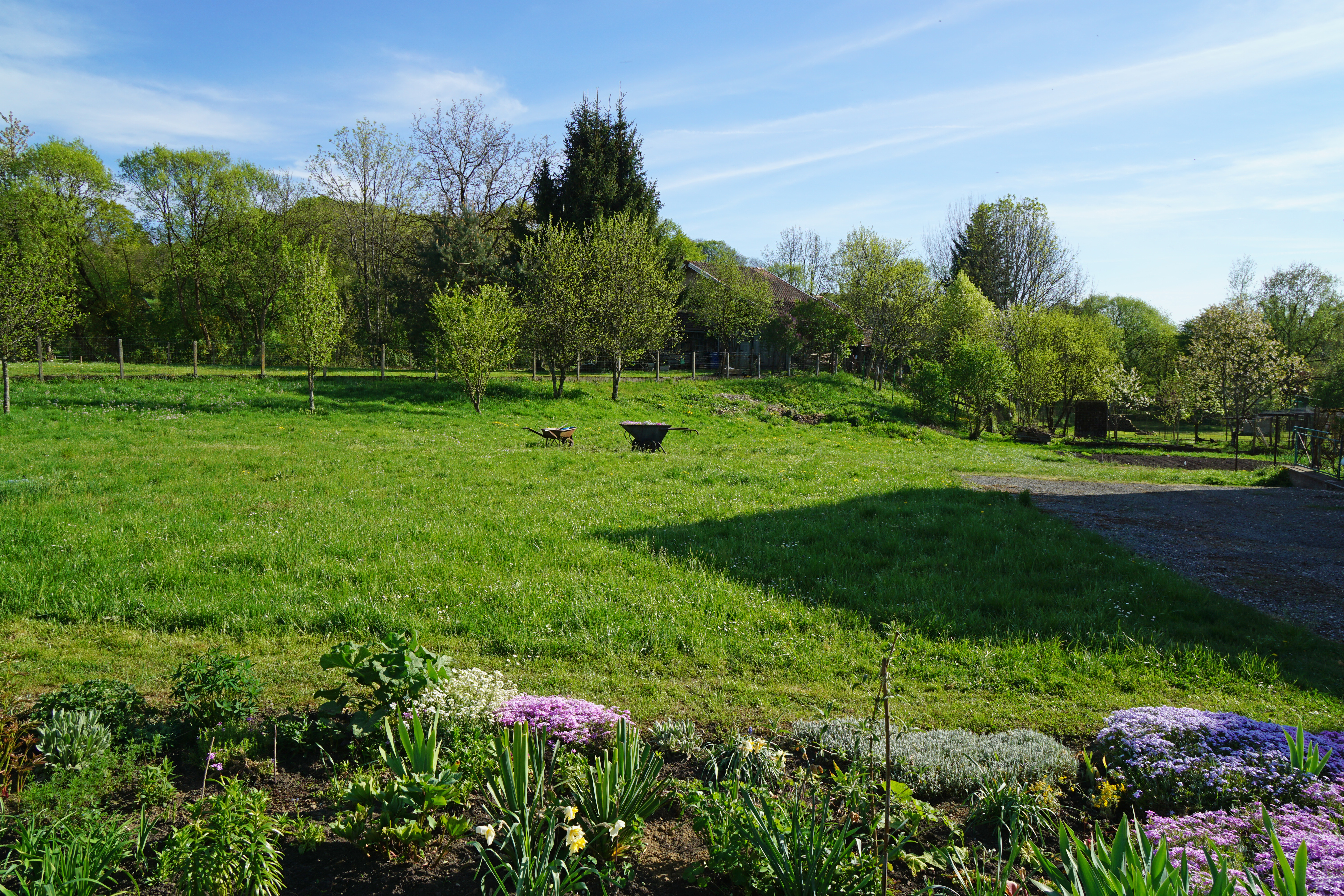
Emplacement du puits no 6.

### Puitsno7
47° 35′ 55″ N, 6° 29′ 49″ E
Le puits no 7 est un puits de reconnaissance entrepris au début de 1833 à 1,2 km à l'est des travaux d'exploitation. Il possède une section rectangulaire de 2,30 mètres sur 1 et rencontre deux couches de houille terreuse, successivement à 8 et 10 mètres de la surface. Arrivé à 25 mètres de profondeur, la mauvaise qualité des roches et l'abondance des eaux provoquent son abandon.

### Puitsno9
47° 35′ 59″ N, 6° 29′ 33″ E
Le puits est creusé en 1848, un bâtiment est construit. En 1850 le puits rencontre la houille. Trois galeries de recherches sont creusées pour suivre la couche principale et tester sa qualité sur la durée (notamment la concentration de pyrite), et suivre deux couches secondaires trop minces pour être exploitées. Une grande faille sépare ces travaux de ceux du puits no 4. En 1852, un chemin de fer fait la liaison entre le puits et la saline, qui entre en activité avec une machine à vapeur de 8 ch, deux pompes en fonte, sa profondeur est de 36,5 mètres. Le carreau accueille également une maison de maître-mineur.
Au début du XXIe siècle, le puits est situé à proximité d'un champ, derrière l'ancienne maison du maître-mineur.

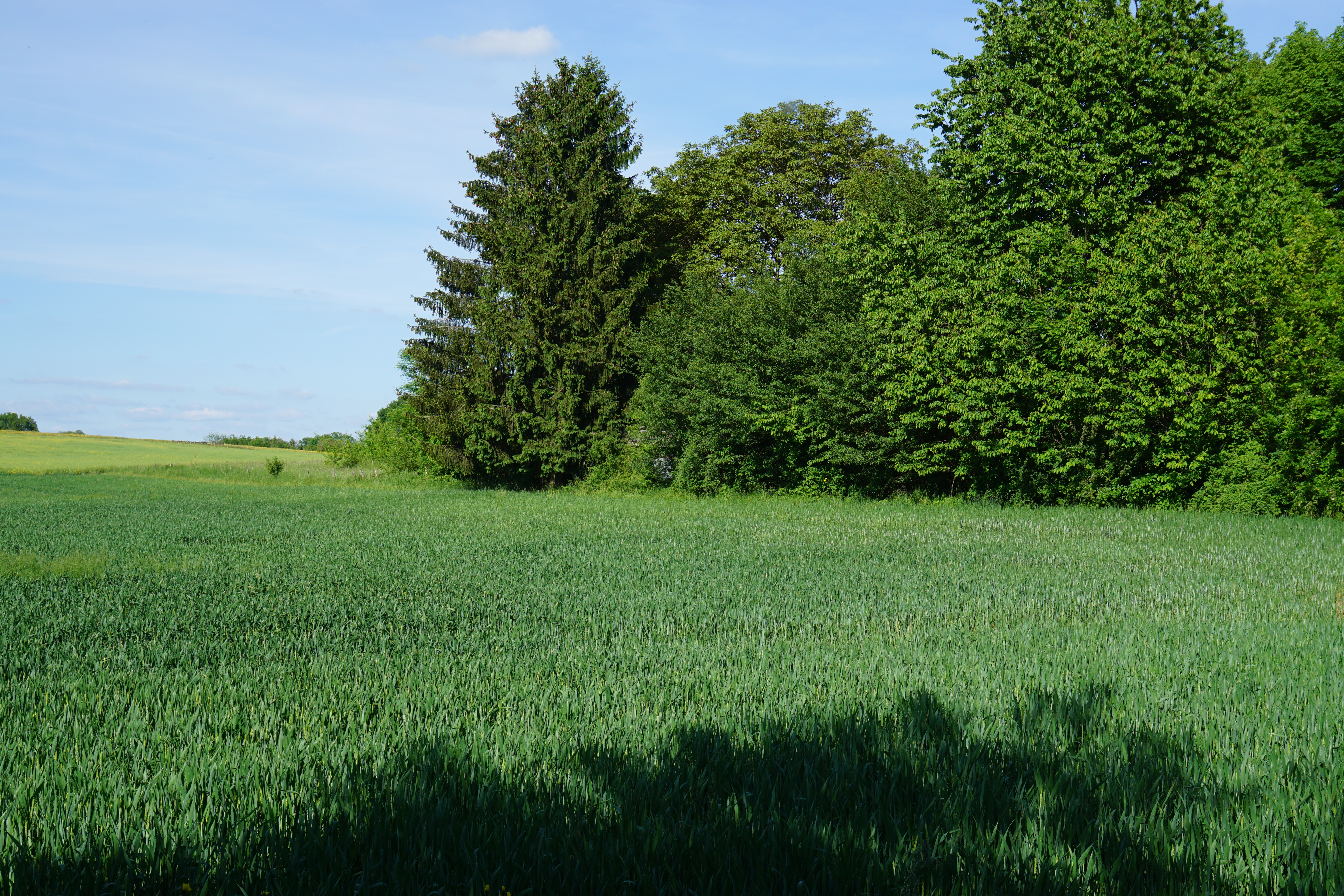
Emplacement du puits no 9.

### Puitsno10
47° 36′ 09″ N, 6° 29′ 26″ E
Le puits no 10 est creusé au lieu-dit du Chanois à partir du 10 août 1863 pour succéder au no 4, qui arrive à épuisement. Ce charbonnage est utilisé de septembre 1864 à février 1874. D'une profondeur de 37,60 mètres, il est équipé d'une machine à vapeur de 30 ch et exploite une couche de 0,60 mètre de houille de bonne qualité. Le compartiment d’extraction possède une section rectangulaire de 2,08 mètres × 1,52 mètre. En août 1866, les galeries situées au sud de la mine sont envahies par de l'eau provenant du puits no 4. Ce problème est résolu après 12 jours de pompage. Le dépilage des massifs de houille dans cette zone est prioritaire à cause de la menace d’inondation. Il s'achève fin 1867. En novembre 1866, les travaux s'approchant du puits no 9 rencontrent une houille de plus en plus dure et pyriteuse, séparée par une couche croissante de stérile. En novembre 1867, l'une des chaudières est réformée pour cause de fuites, et des travaux doivent avoir lieu. Des tours à bras sont installées sur chaque compartiment du puits pour ne pas interrompre l'extraction, qui continue au rythme de 45 tonnes par jour. En décembre 1867, une galerie est creusée pour exploiter un massif de houille laissé par le puits no 1. Le 5 janvier 1868, l'arbre des bobines de la machine d'extraction est sectionné en deux endroits par des manchons défectueux qui ont porté des coups répétés sur ces derniers. Une berline qui remontait est précipitée dans le puisard après avoir fracassé la chambre d’accrochage. Le câble libéré est remonté, a quitté la molette et s'est enroulé autour de la bobine. Les réparations durent 5 jours. Le dispositif mis en place lors du précédent changement de chaudière est réutilisé pour éviter l'interruption de l'extraction. En février, les chantiers réalisés vers le puits no 9 sont abandonnés à cause de la trop mauvaise qualité du charbon ; à l'inverse, les chantiers exploités en direction des affleurements de la région du puits no 1 exploitent une couche de très bonne qualité.
Un « toc-feu » (foyer et cheminée d'appel d'air) est installé en juin 1868 pour favoriser l'aérage, médiocre en été. En juillet, la mine compte 5 chantiers au nord, 4 à l'est, 4 au sud et 7 à l'ouest. En 1869, du schiste est extrait pour la fabrication d'alun dans l’usine chimique. En janvier et février 1870, le chevalement qui domine les plaines environnantes est utilisé par les troupes prussiennes comme point d'observation dans le cadre de la bataille de Villersexel. Le puits arrive à épuisement en février 1872 et ne suffit plus pour assurer la production de sel. La production du puits passe ainsi de 122 000 quintaux en 1870 à 93 000 quintaux en 1871, puis 73 434 quintaux en 1872. Les puits no 11 et 13 lui succède.
Au début du XXIe siècle, le terril et l'emplacement du puits subsistent en bordure d'un bois.

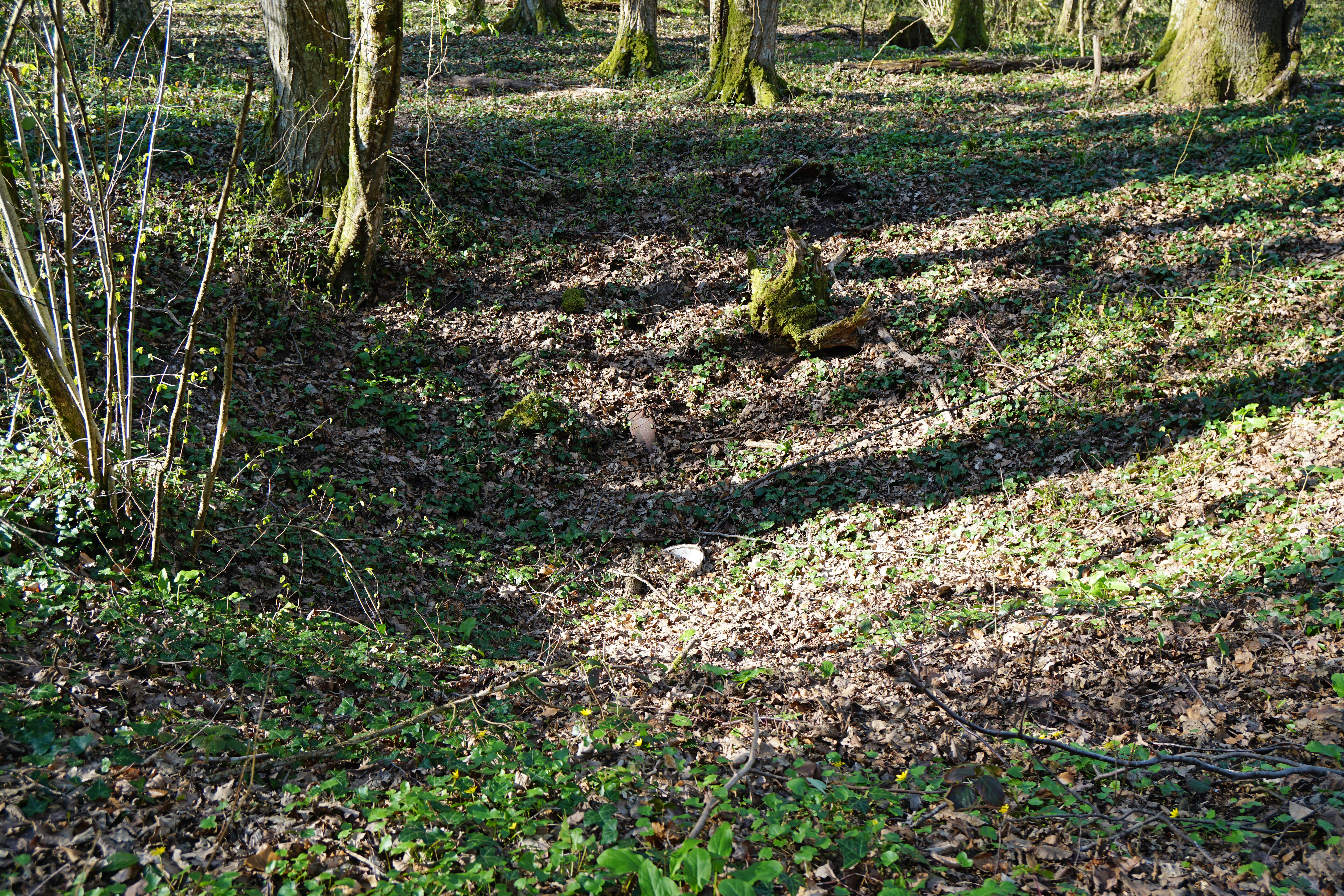
L'emplacement du puits.
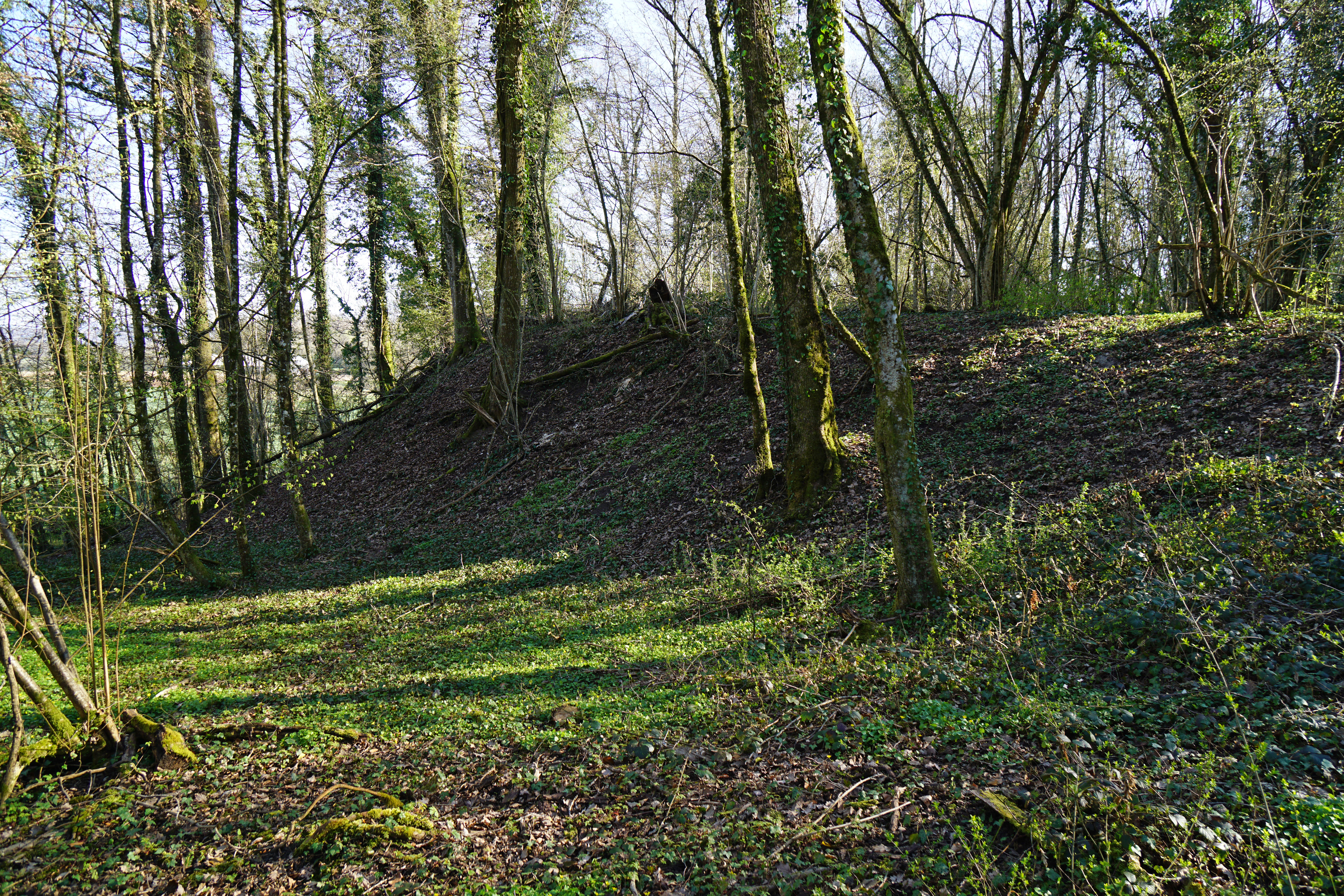
Le terril.

### Puitsno11
47° 35′ 30″ N, 6° 28′ 31″ E

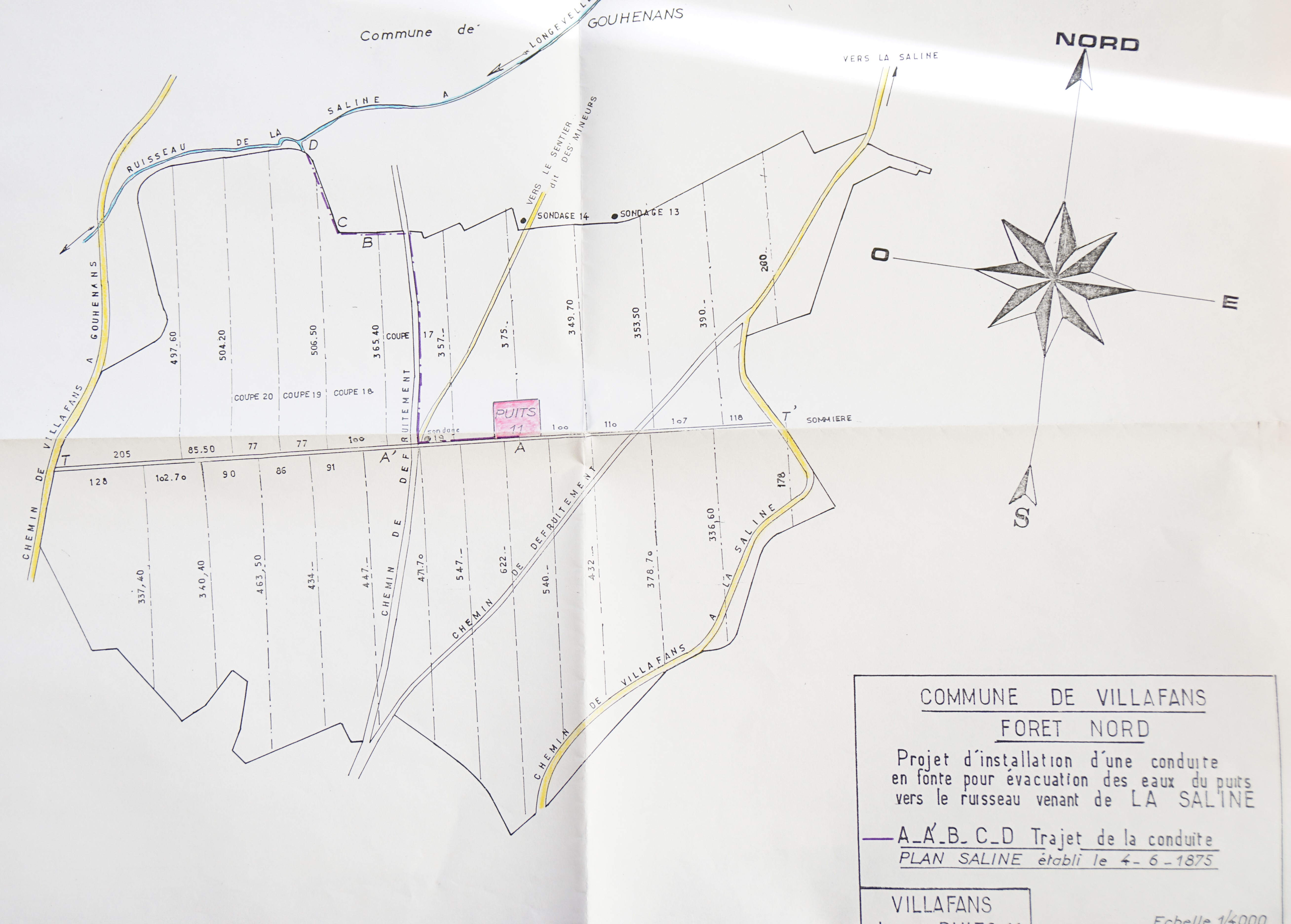
Implantation du puits no 11 dans la forêt de Villafans.

L’autorisation de creuser le puits no 11 est demandée le 5 août 1871 et est obtenue le 8 septembre suivant. Le sondage no 19 est alors entrepris en reconnaissance. Il rencontre une couche de houille de 0,9 mètre à 75,34 mètres de profondeur. Le puits est finalement creusé dans la forêt située au nord de Villafans à partir de mars 1872. Le 15 juin 1873, une couche de houille dure de bonne qualité mesurant 1,2 mètre d'épaisseur est rencontrée. Le puits est achevé à 76 mètres de profondeur au mois de juillet. Il possède une section rectangulaire de 3,68 mètres × 1,52 mètre, boisée avec des cadres. Il est divisé en quatre compartiments : celui des échelles pour la descente des ouvriers, celui de l'aérage et deux autres pour l'extraction. La production du puits s'élève à 600 tonnes en octobre 1873, 1 600 tonnes en février 1874 et 1 800 tonnes en mars 1874. Le 9 décembre 1874, un éboulement fait un mort et un blessé grave. C'est le premier accident dû à l'usage de la poudre. Un an plus tard, le puits compte 24 tailles de 8 mètres de large chacune. La production s'élève à 932 tonnes en janvier 1876, 868 tonnes en février et 906 tonnes en mars. L'arrivée d'eau est de 100 m3 par jour. En août 1876, le puits compte 21 chantiers desservis par deux grandes galeries de roulage. La même année, une conduite en fonte est installée pour envoyer les eaux de mine vers le ruisseau de la saline qui se déverse dans l'Ognon.
La houille est remontée par des bennes et acheminée par des berlines. Les travaux, situés à une centaine de mètres de profondeur, sont régulièrement visités par le garde-mine du département jusqu'à la fermeture du puits en 1893.
Les ouvriers sont payés au mètre carré enlevé. Ils doivent s’éclairer à leur frais et achètent la poudre aux exploitants qui fournissent le boisage gratuitement. L'aérage se fait par la descente de l'air neuf dans le puits d'extraction, qui se répartit ensuite entre les chantiers situés à l'est et ceux à l'ouest, avant de remonter par une gaine qui passe par le compartiment des échelles. En 1889, le puits compte 29 mineurs, 13 rouleurs, 3 muletiers et un accrocheur, 16 chantiers sont en activité. En 1890, les deux secteurs d'exploitation historiques du puits (Est et Ouest) n'en forment plus qu'un.

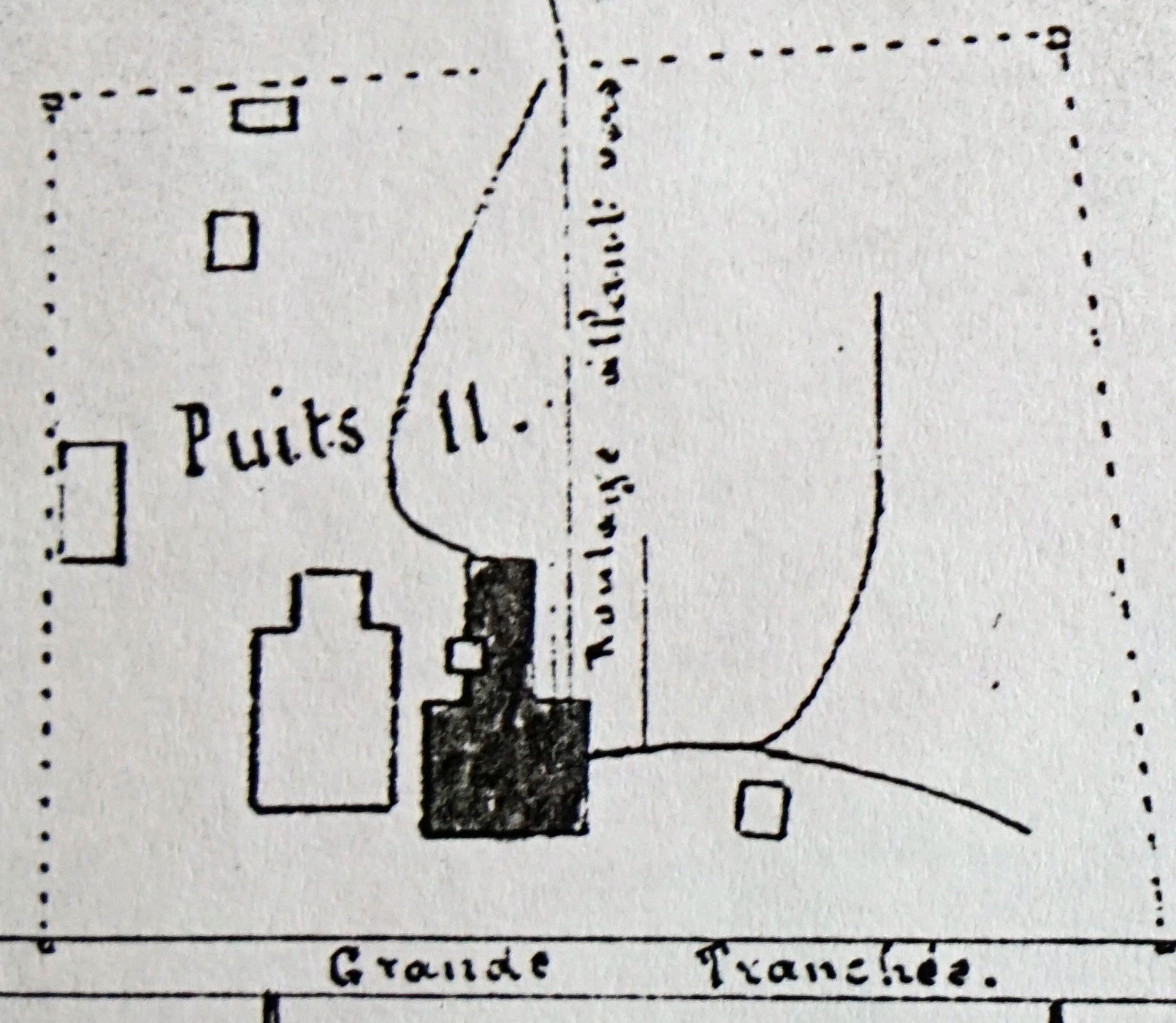
Plan de masse des installations du puits.
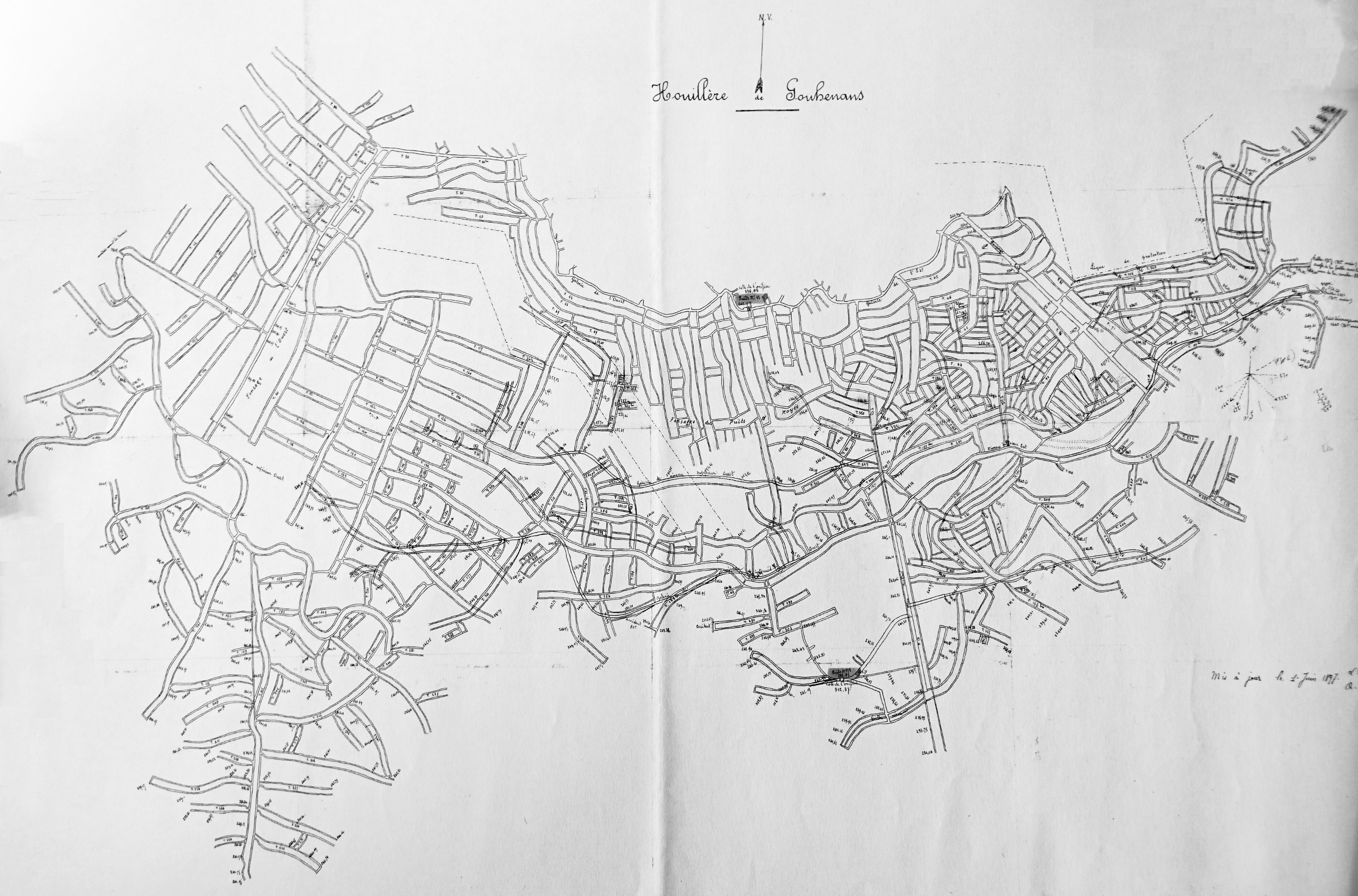
Plan des travaux des puits no 11 et 15.

Le puits cesse l'extraction en 1893 et ferme définitivement en 1899 après avoir assuré la descente des ouvriers et l'aérage du puits no 15. Lors du démantèlement, une grande chaudière horizontale à deux bouilleurs est transférée à l'usine chimique où elle est repeinte et entretenue pour une éventuelle revente. Elle est finalement mise à la ferraille en 1936 par l'entreprise Rollin de Lure.
Au début du XXIe siècle, le terril ainsi qu'un effondrement important au niveau du puits sont visibles. Un long terril cavalier de quatre mètres de haut coupé par deux ponts le relie au puits no 15.

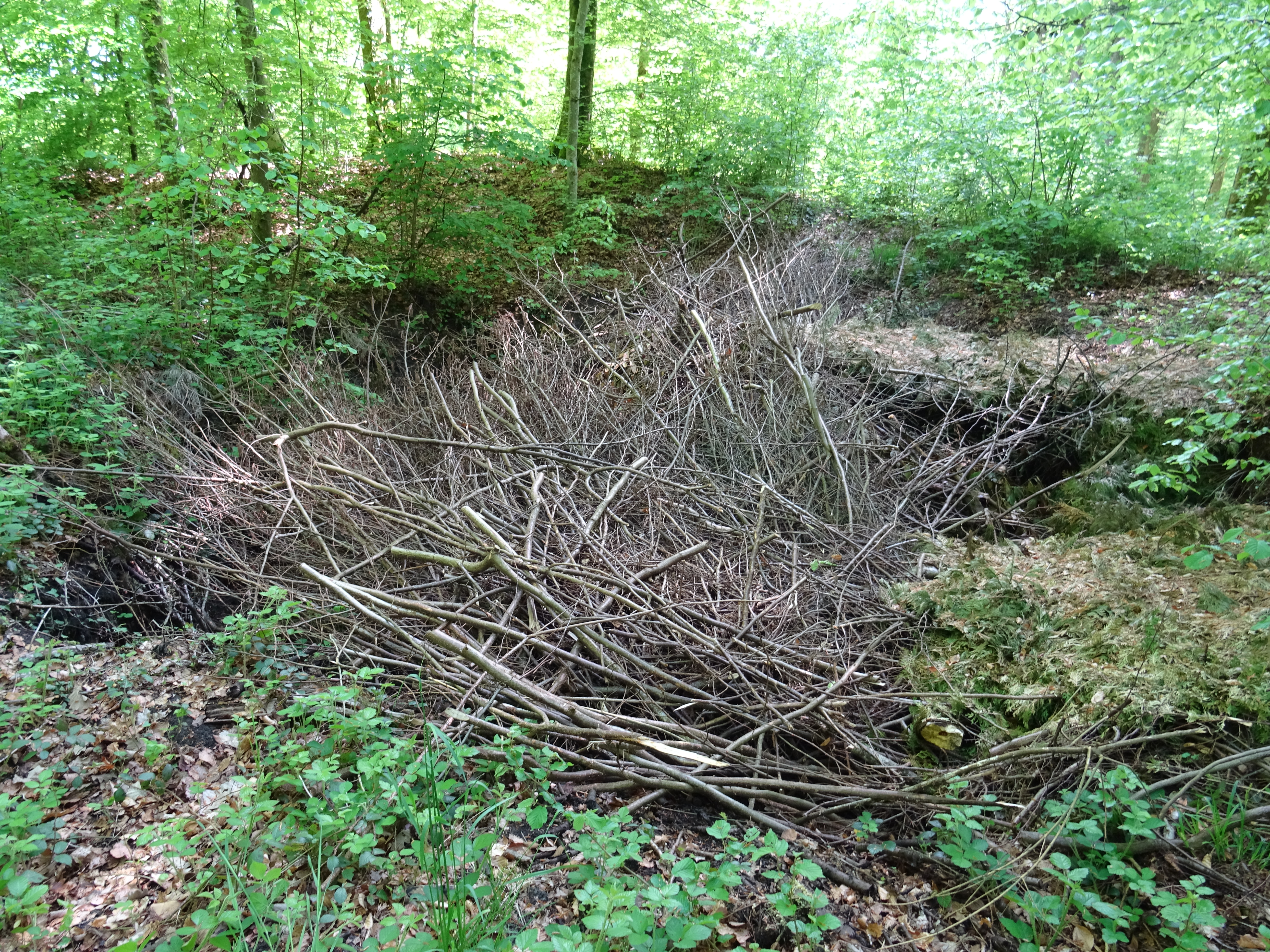
Enfoncement du puits obstrué par des branchages.
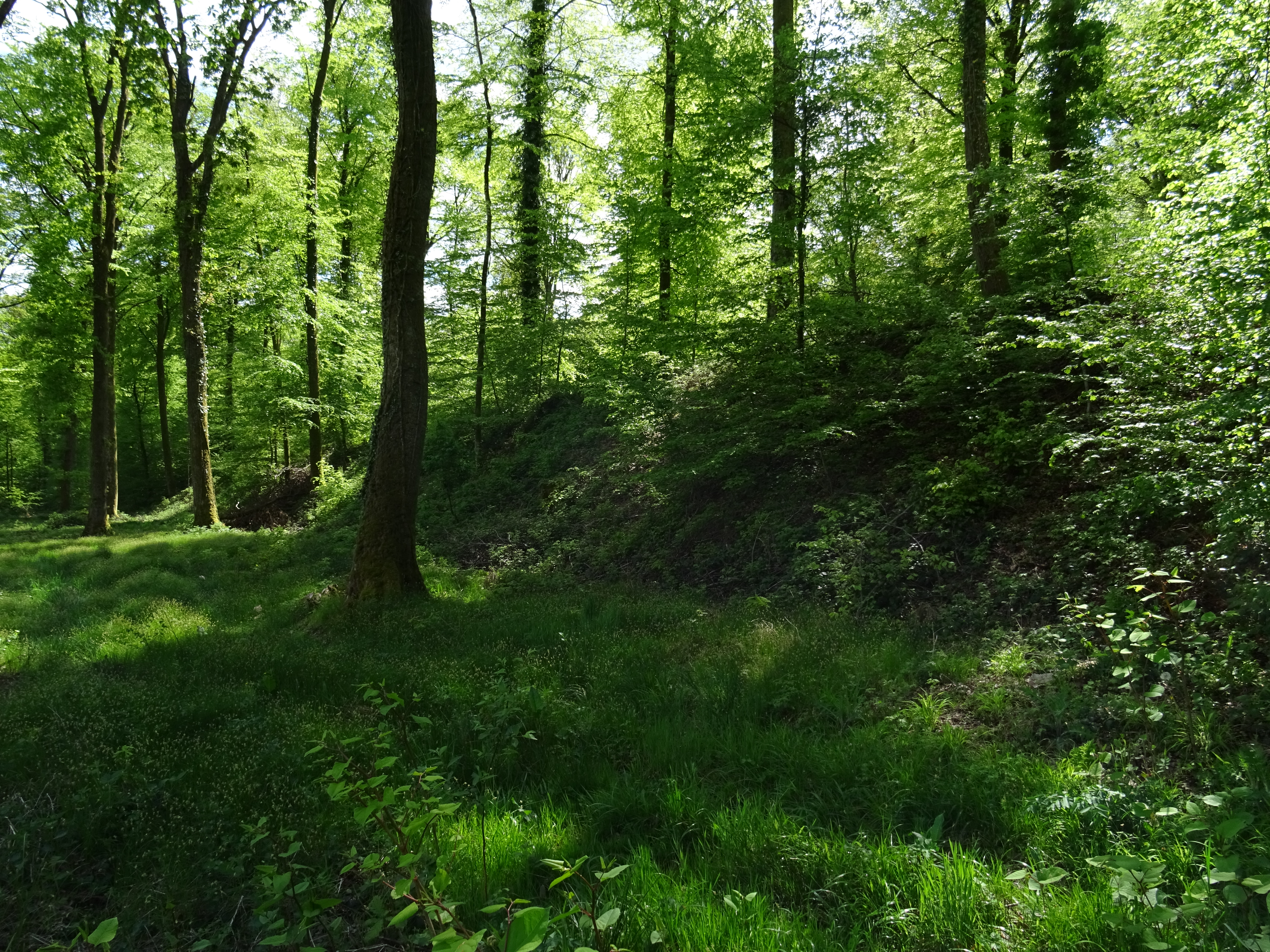
Le terril du puits no 11.
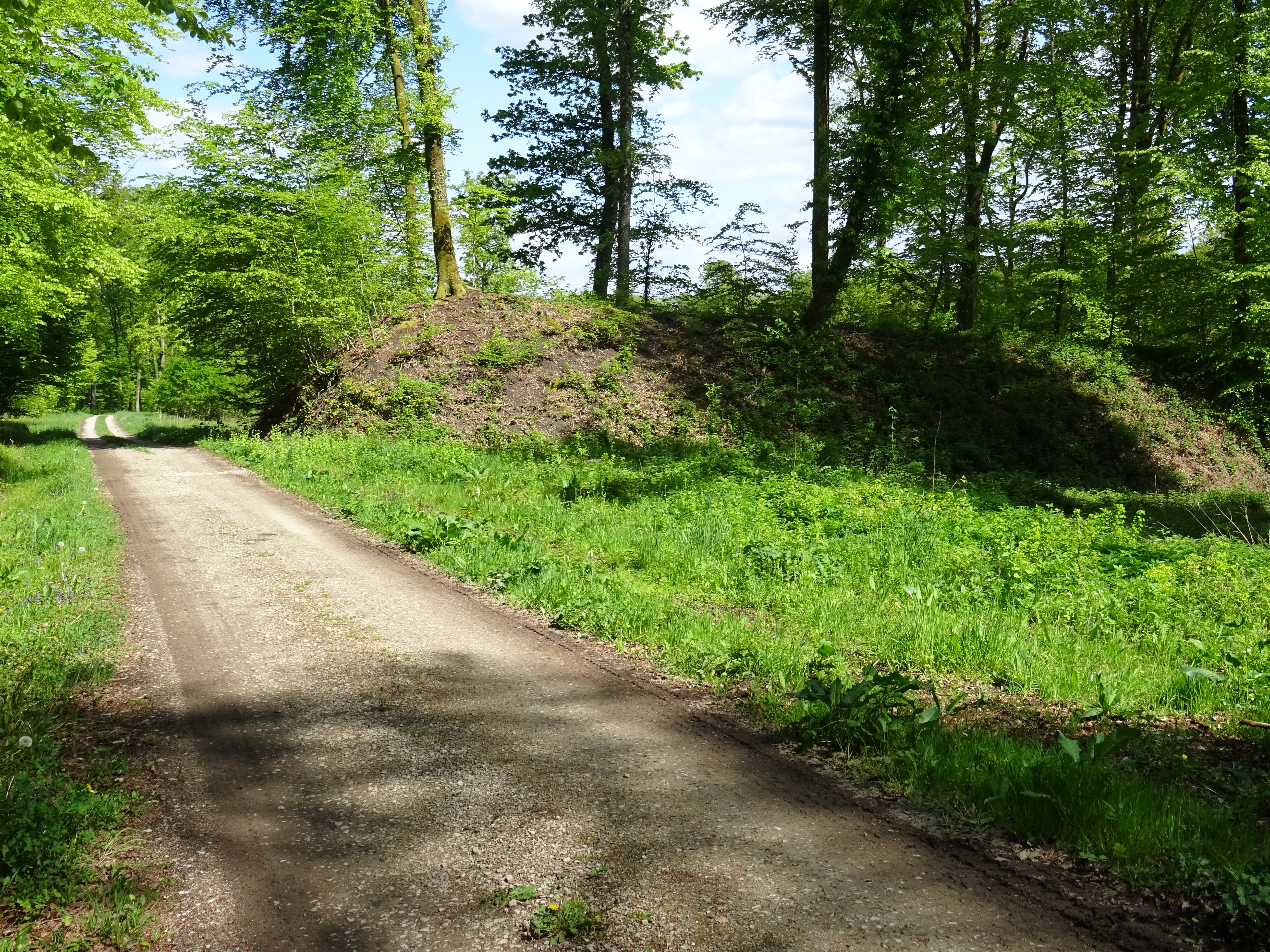
Le terril cavalier.

### Puitsno12
47° 36′ 15″ N, 6° 29′ 45″ E
Le puits no 12 est un puits d'aérage creusé en 1873 et utilisé jusqu’en 1899.
Au début du XXIe siècle, un entonnoir subsiste à l’emplacement du puits, au bord de la route départementale 18 qui coupe le terril en deux.

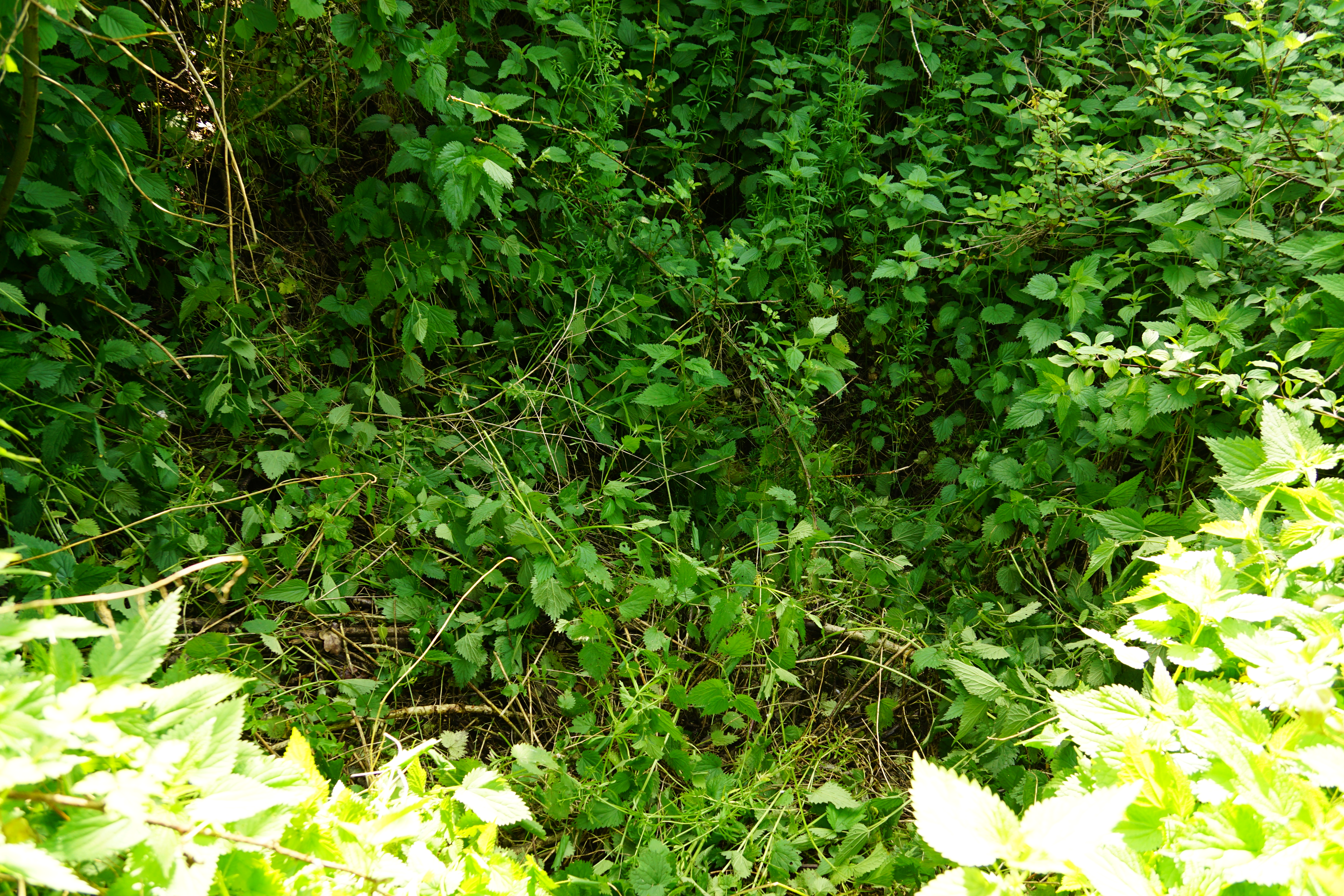
L'emplacement du puits.
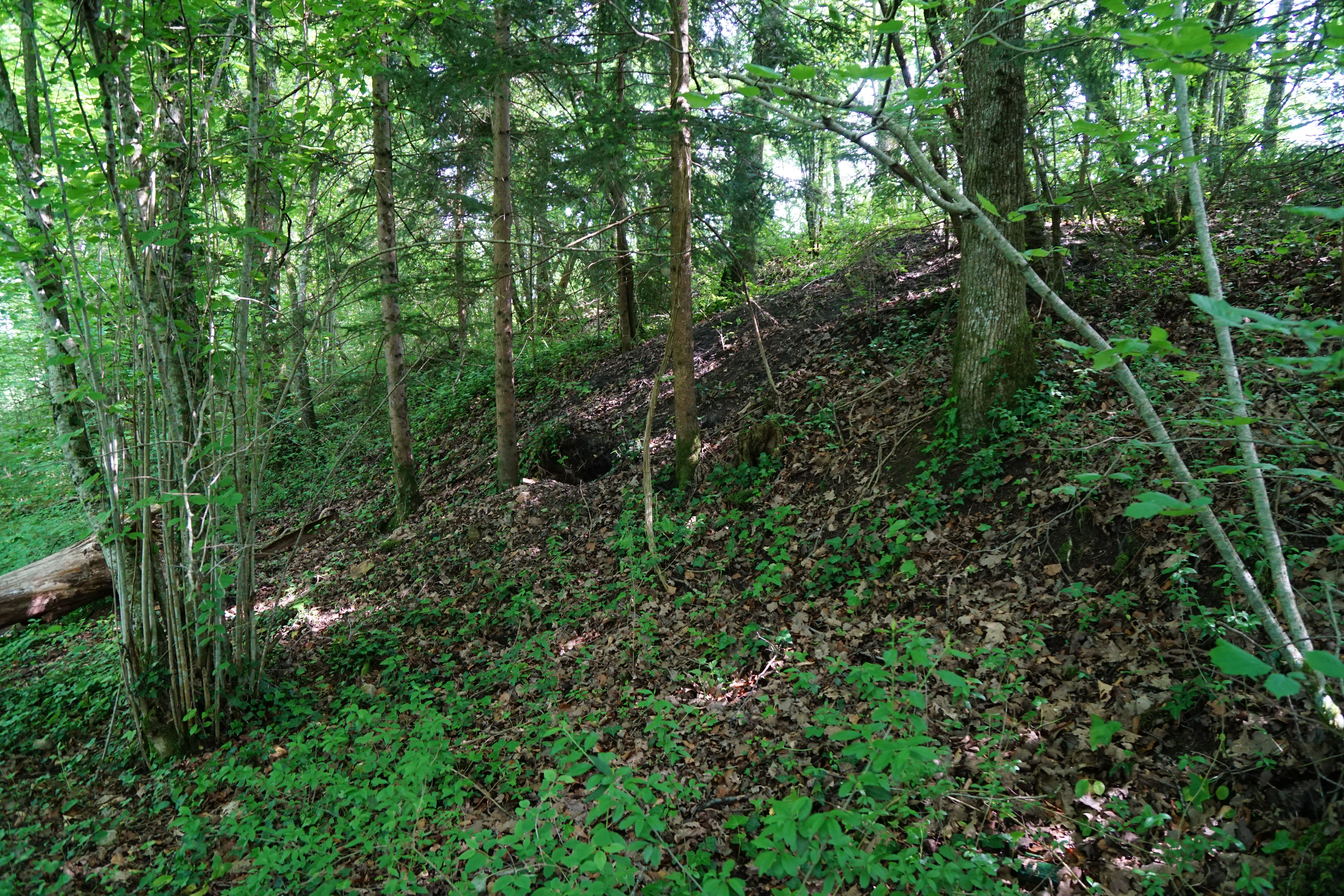
Le terril, côté Nord.
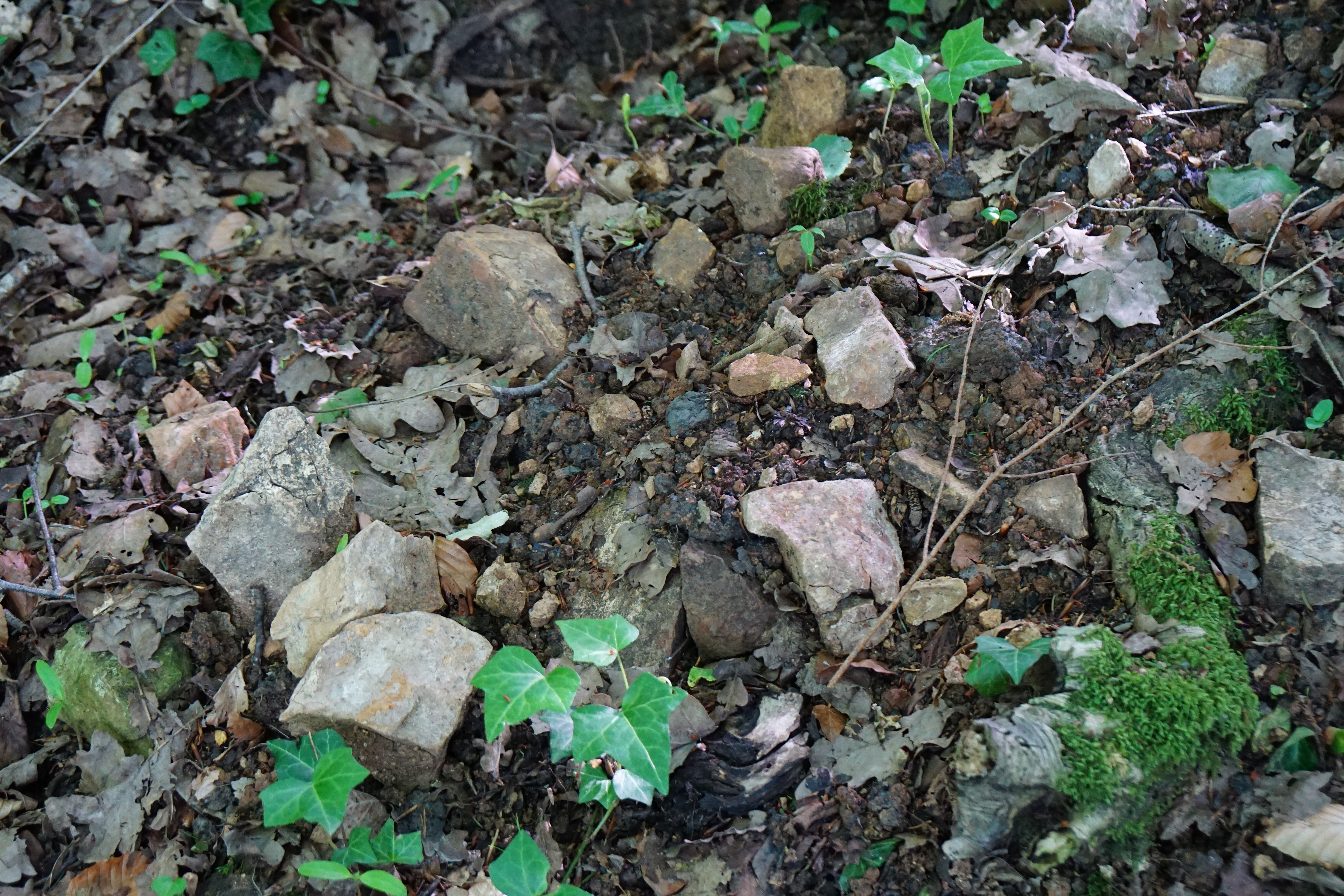
Roches constituant le terril.
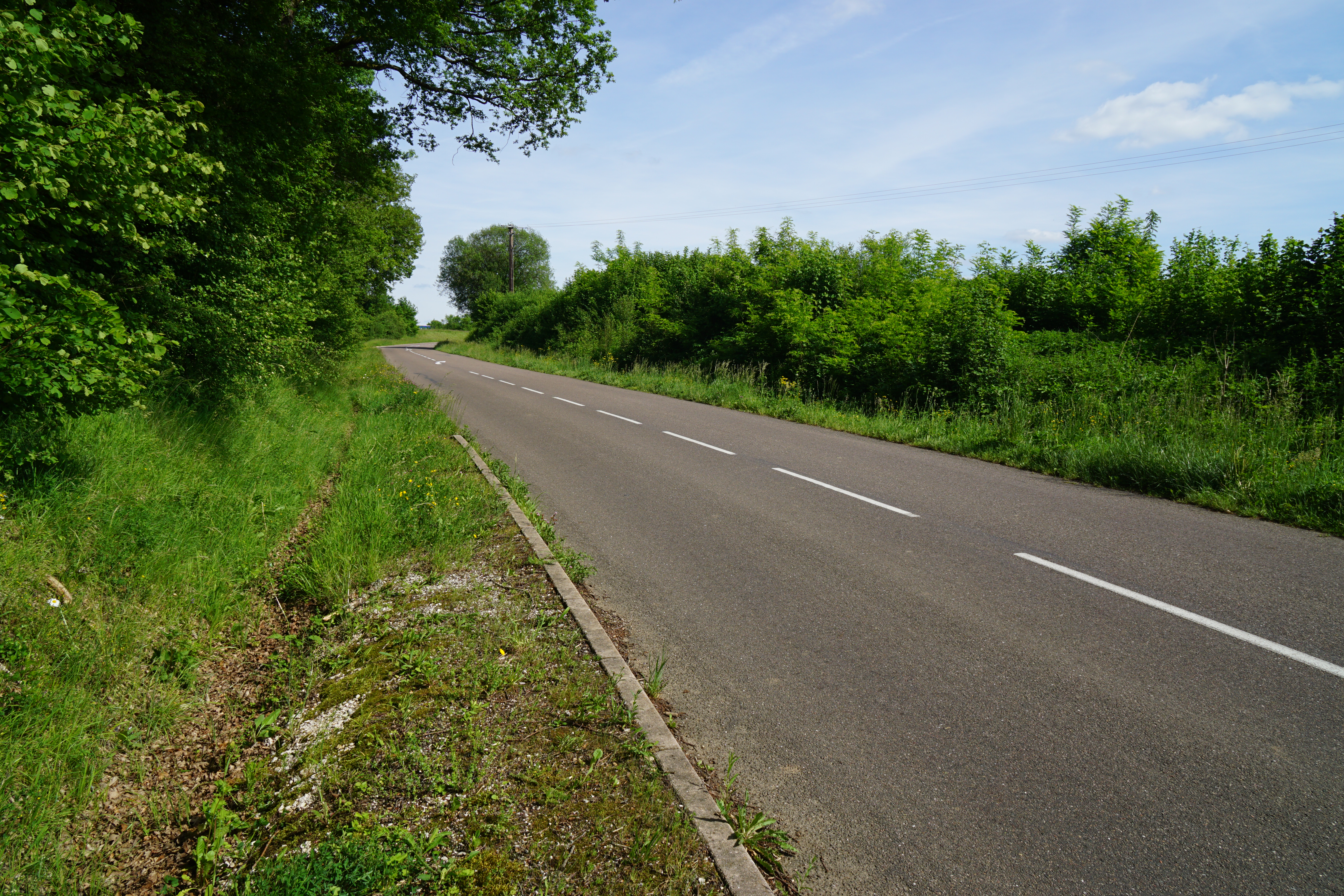
Le terril séparé en deux par la RD 18.

### Puitsno13
47° 36′ 15″ N, 6° 28′ 37″ E
La demande d'implantation est faite auprès des riverains en octobre 1873. Après l'achat de plusieurs parcelles, le fonçage commence le 22 octobre. La première couche est rencontrée par un sondage de reconnaissance voisin à 36,65 mètres de profondeur. Le puits tombe sur un accident de terrain. La couche de charbon mesure 0,6 mètre d'épaisseur. Le puits est achevé en 1874 grâce à l'utilisation d'un baritel. Il est équipé d'un chevalement neuf et d'une machine d'extraction à deux cylindres horizontaux de 15 ch. Une pompe actionnée par une locomobile permet de contenir l'arrivée d'eau, qui varie de 25 à  30 m3 par jour. Le plan d'exploitation prévoit alors que le puits no 13 exploite la houille nécessaire au fonctionnement des usines de la saline, tandis que le puits no 11 exploiterait le charbon destiné à la commercialisation. L'exploitation du puits cesse vers 1888 car limitée par des accidents de terrain.
Cet ancien puits de recherche est repris en 1911 pour exploiter le secteur du nouveau puits no 17, ouvert en 1909. Le puits no 13 possède alors une section rectangulaire de 3,50 mètres sur 1,35 et mesure 50 mètres de profondeur. Il est équipé d'un nouveau chevalement avec une charpente en bois, où passent les câbles métalliques actionnés par un treuil électrique. Le puits no 13 devient alors le puits d'extraction, tandis que le puits no 17, moins profond et plus proche des chantiers, sert à la descente des ouvriers.

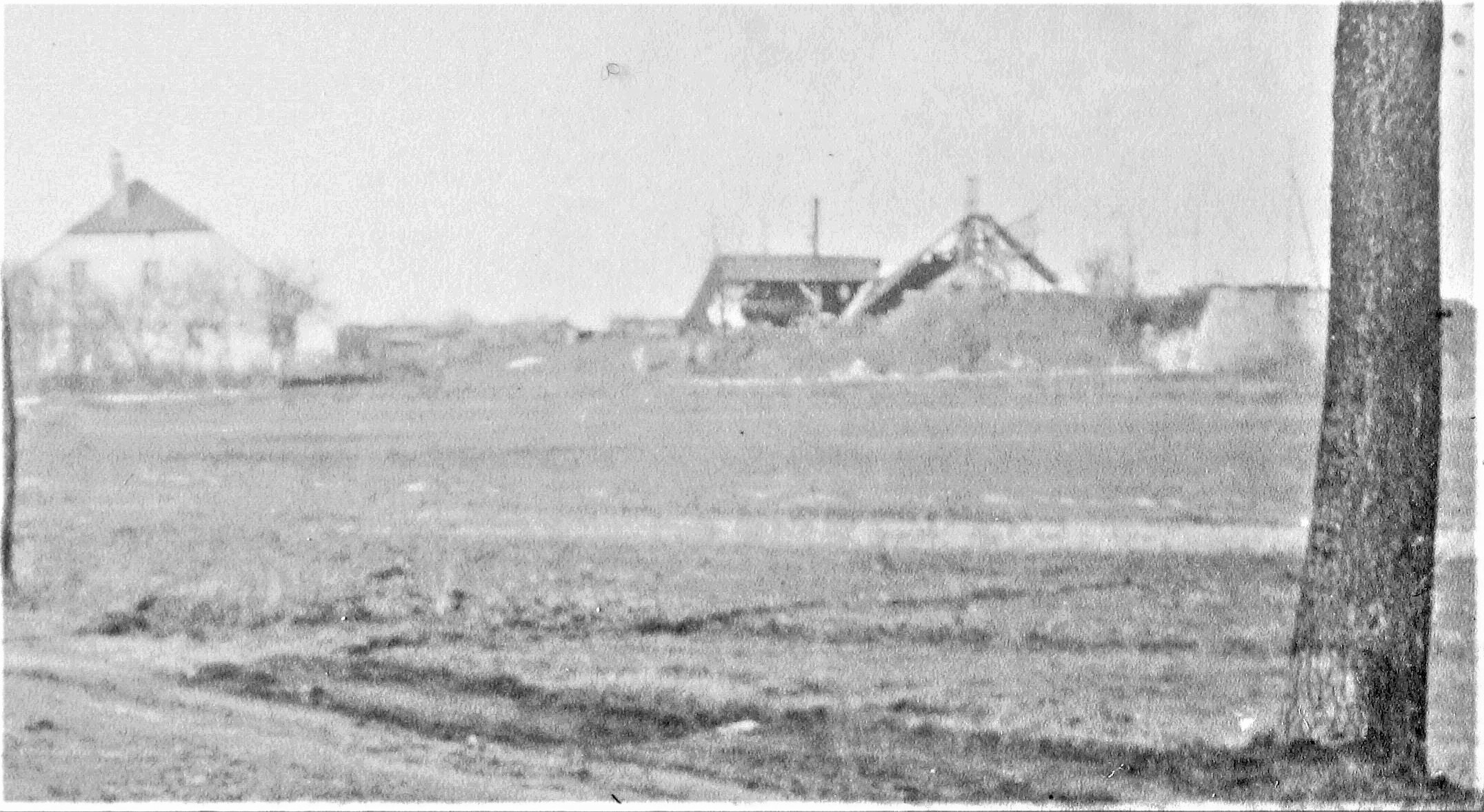
La remise en état du puits.
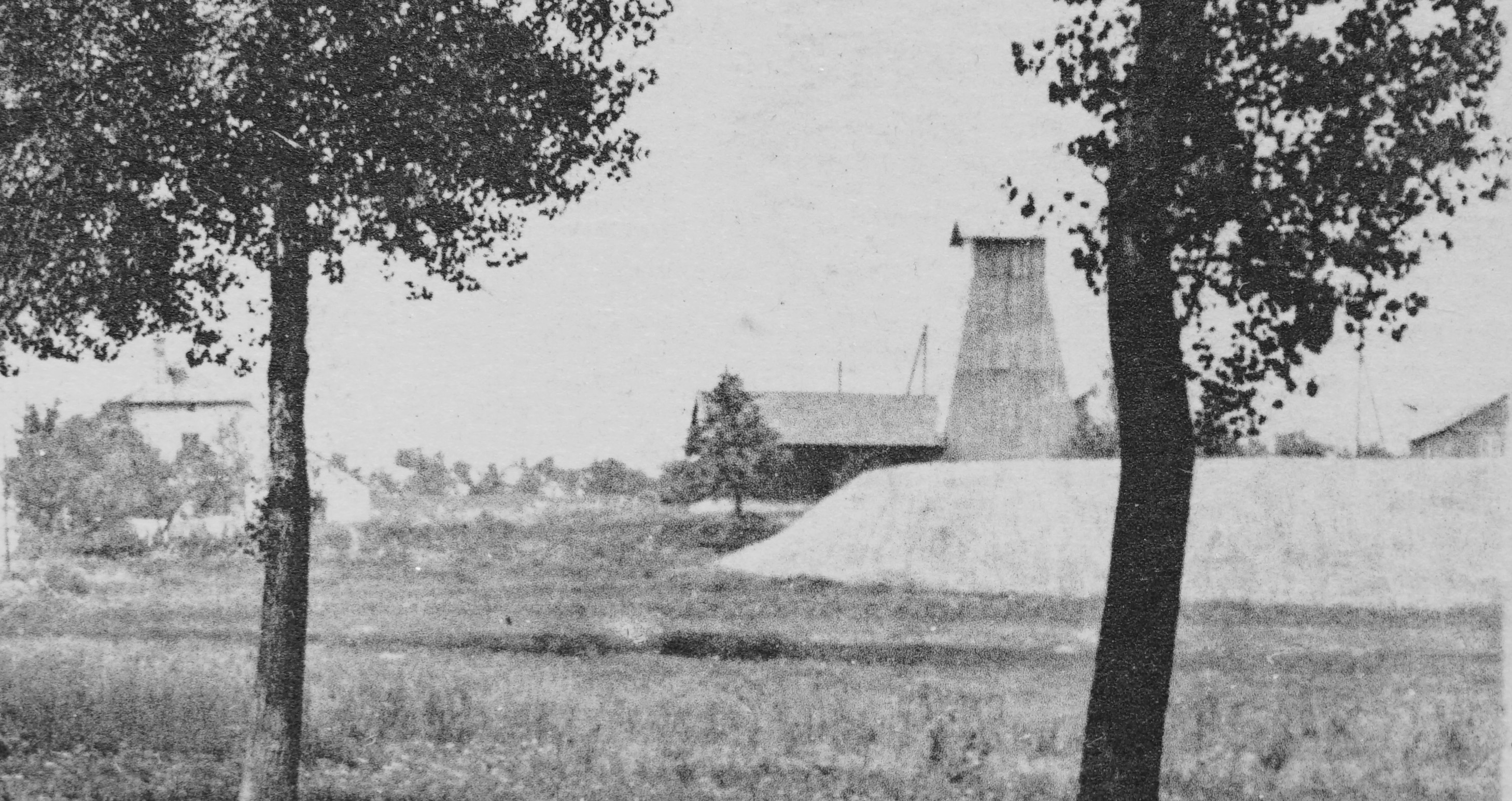
Même vue avec le chevalement définitif.
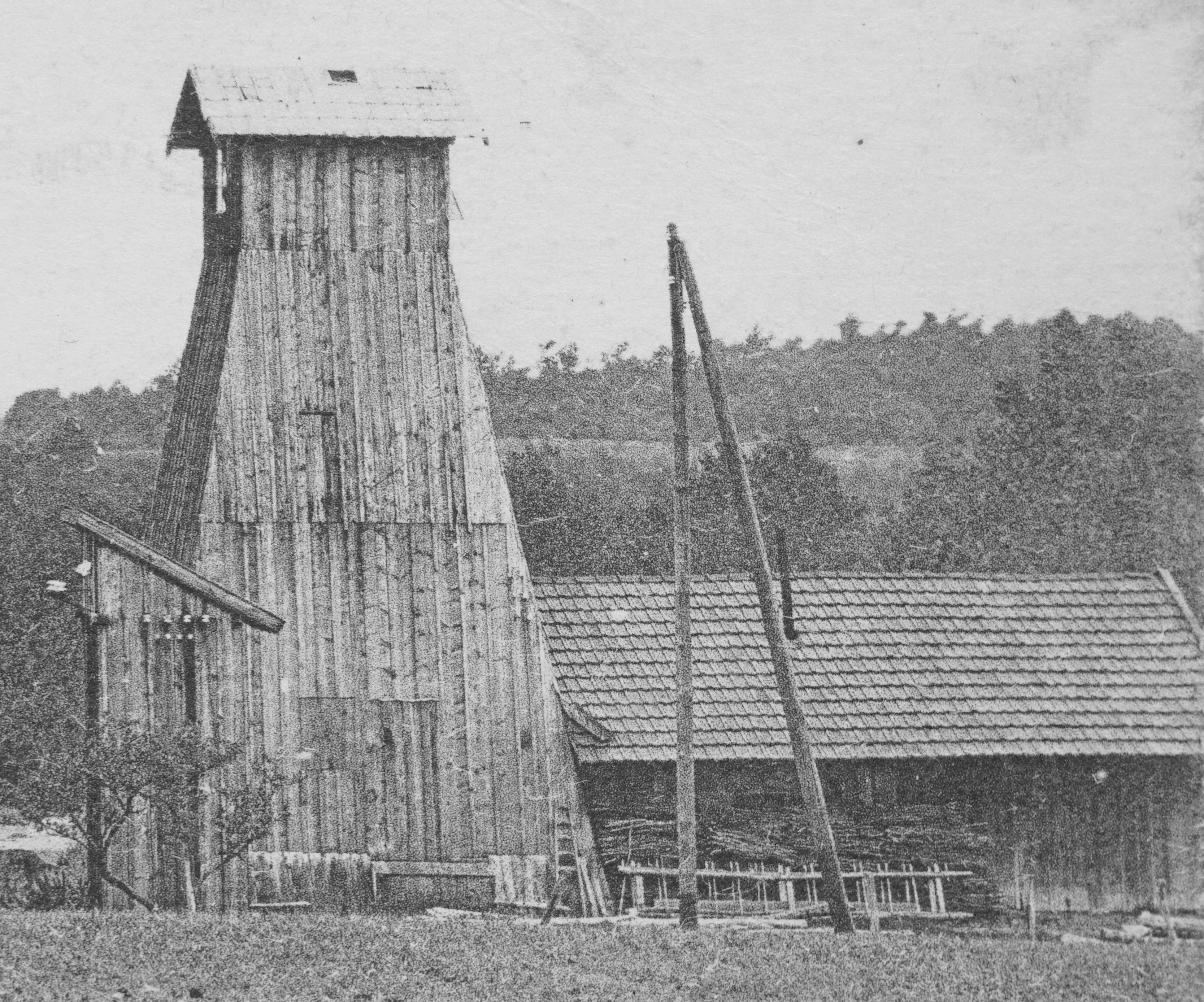
Vue rapprochée.

L'ancienne maison du maître mineur, située au bord de la route, est démolie en 1989. Des petits bâtiments en bois, dont la lampisterie subsistent également mais sont démolis à la même période,. Au début du XXIe siècle, le terril et l'emplacement du puits subsistent dans un petit parc privé.

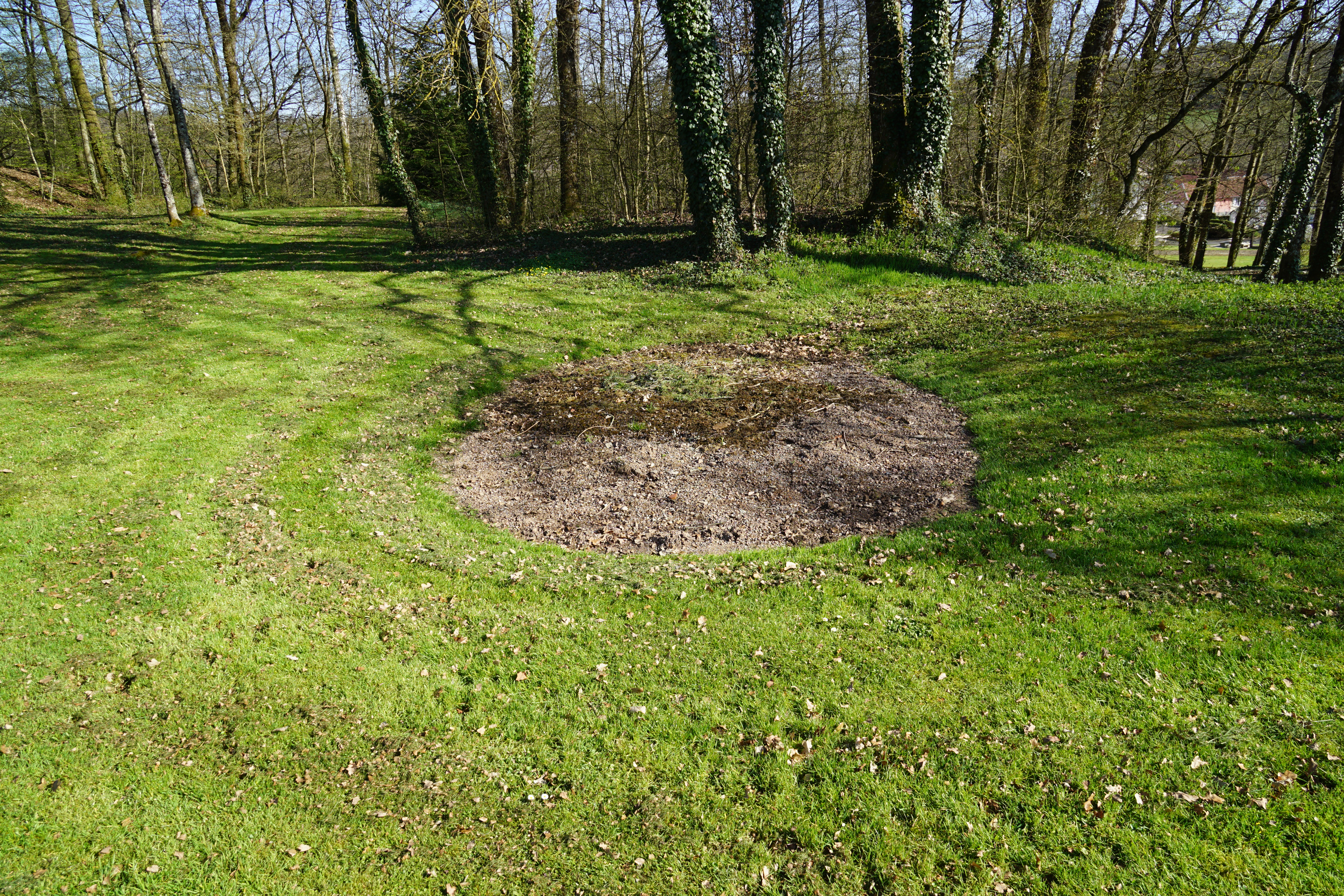
L'emplacement du puits.
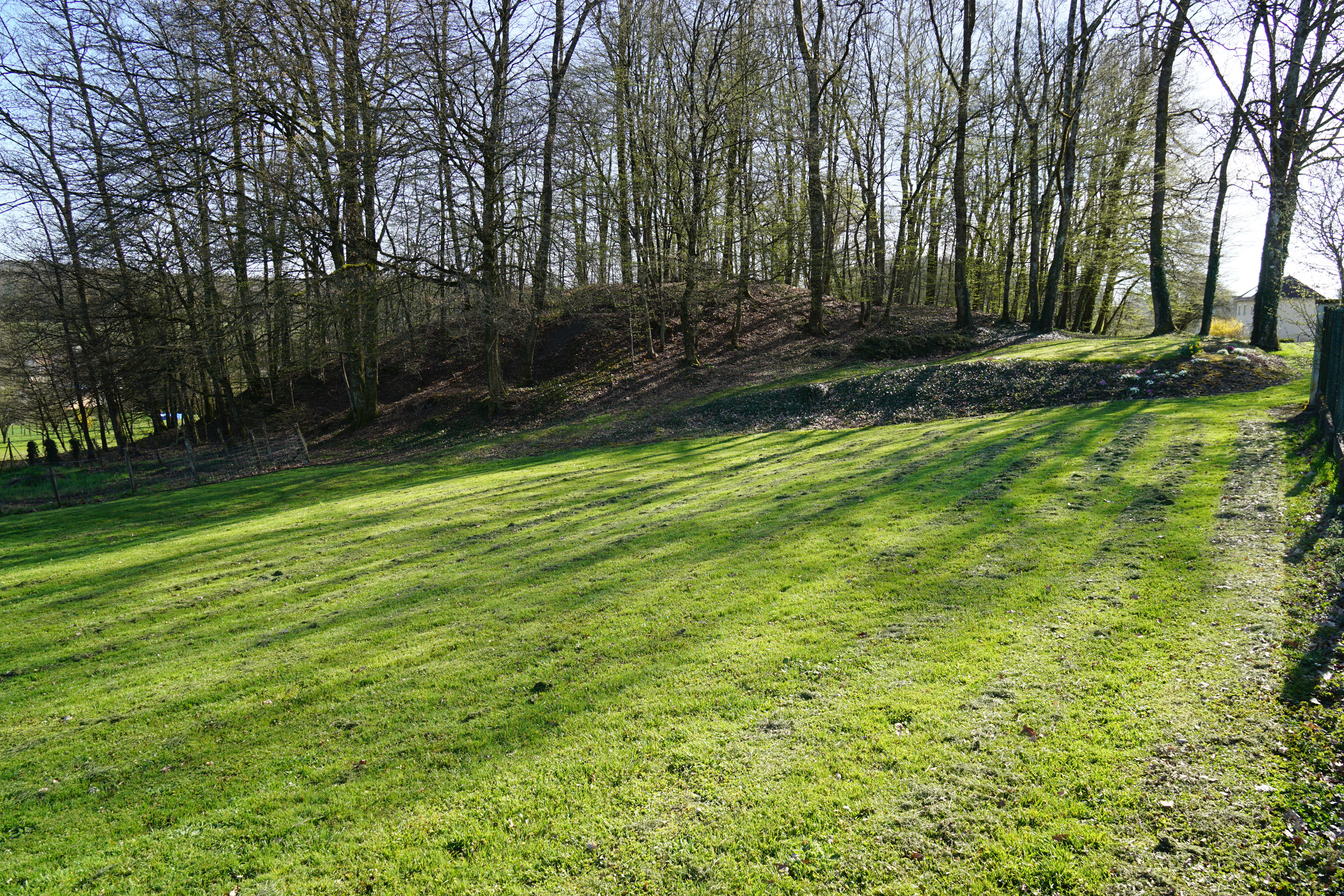
Le terril.
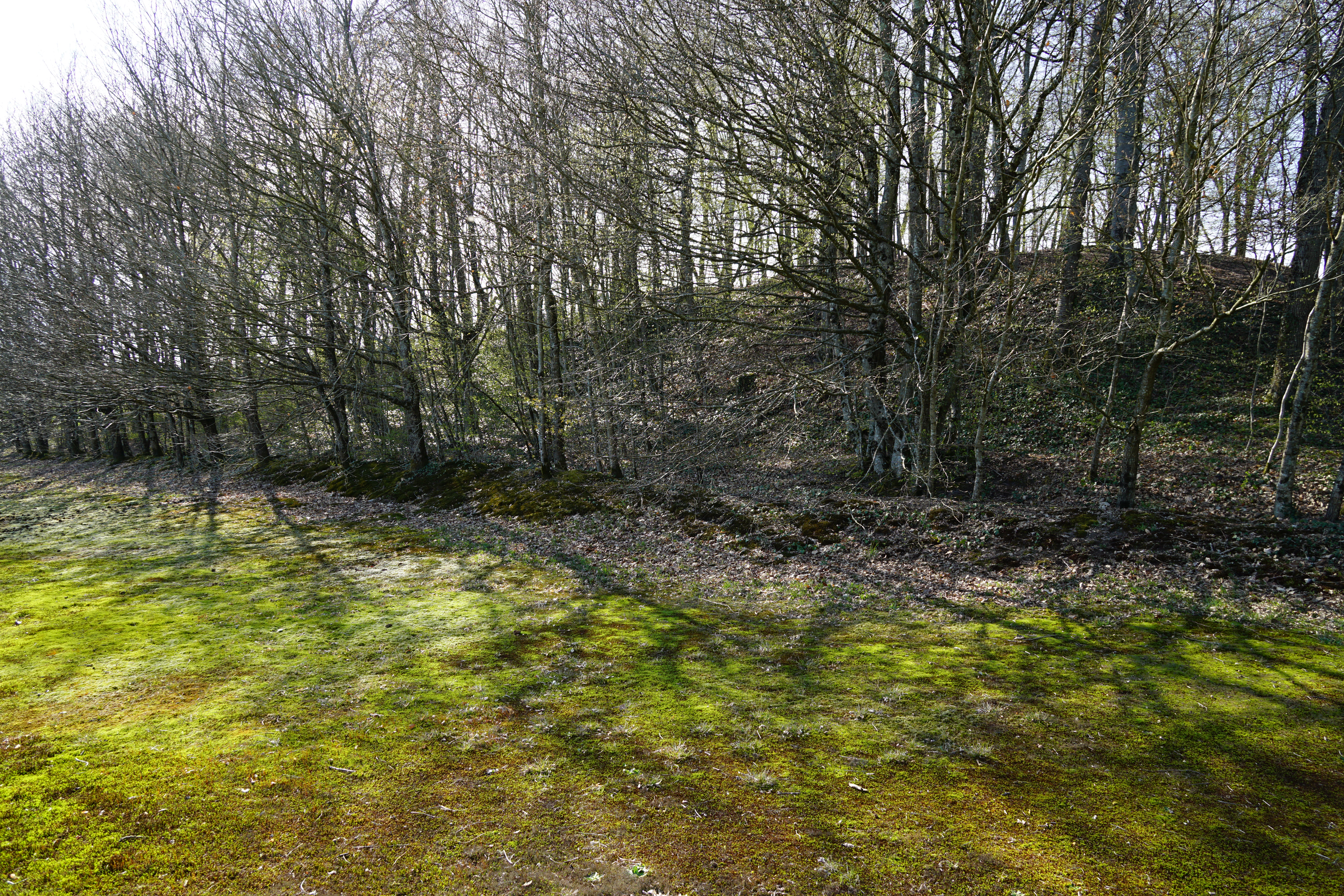

### Puitsno14
47° 35′ 41″ N, 6° 28′ 29″ E
En octobre 1879, les ouvriers du puits no 11 rencontrent le trou de sonde no 15. L’emplacement est désigné comme chambre d'accrochage du futur puits no 14. Celui-ci est creusé depuis le fond en suivant le trou de sonde, c'est le seul puits de la concession qui n'est pas creusé depuis la surface. Il possède une section rectangulaire de 3,68 mètres × 1,52 mètre, boisée avec des cadres. Il est divisé en quatre compartiments : celui des échelles pour la descente des ouvriers, celui de l'aérage et un autre pour l'extraction. Le fonçage du puits touche à sa fin en mars 1880. À environ 48 mètres de profondeur, il sert à l'aérage et à l'accès des travaux du puits no 11. En 1882, le puits no 11 exploite une houille de qualité dans le secteur du puits no 14.
Au début du XXIe siècle, un large entonnoir subsiste à l’emplacement du puits, en bordure de bois. Seul un morceau du terril subsiste.

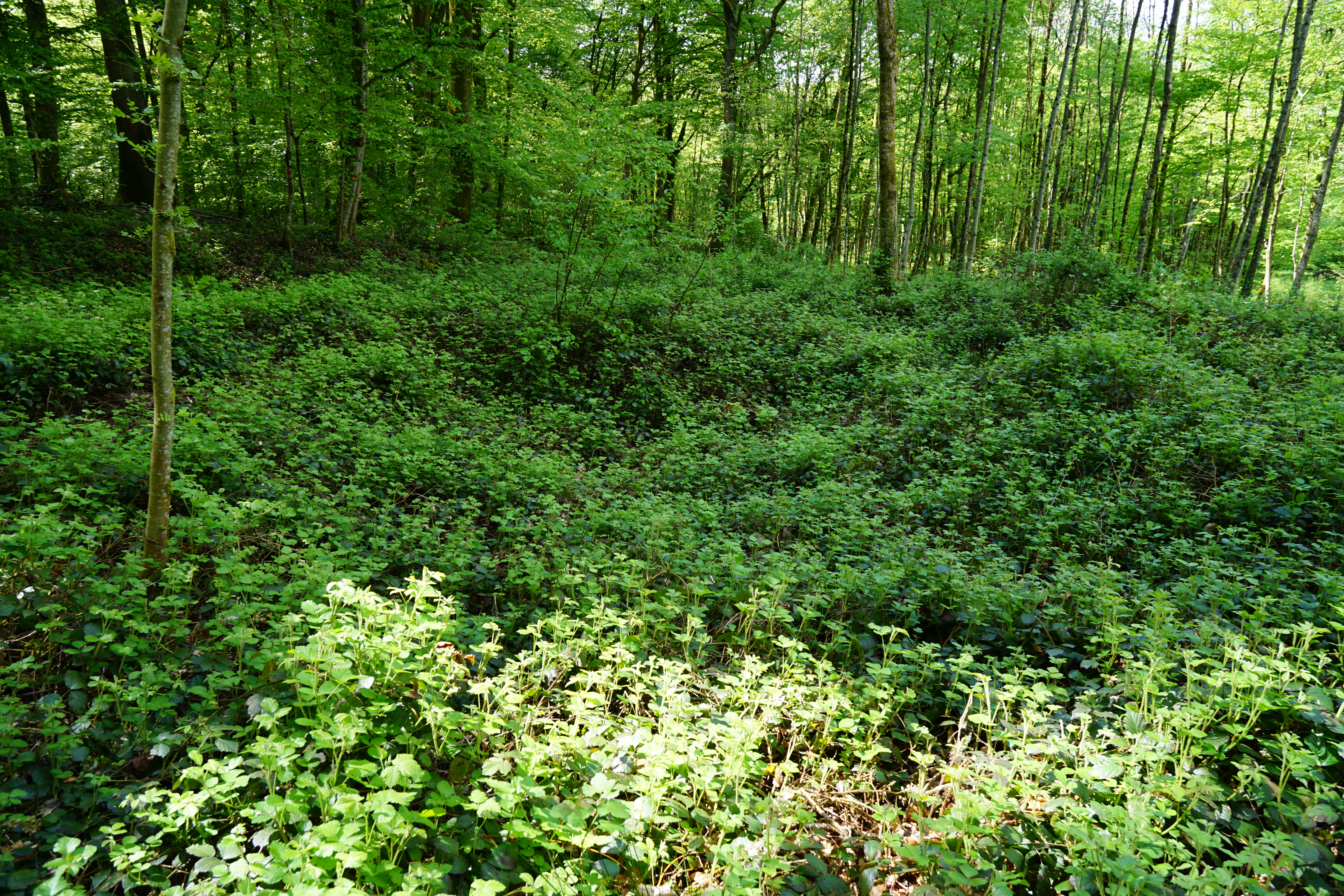
L'emplacement du puits.
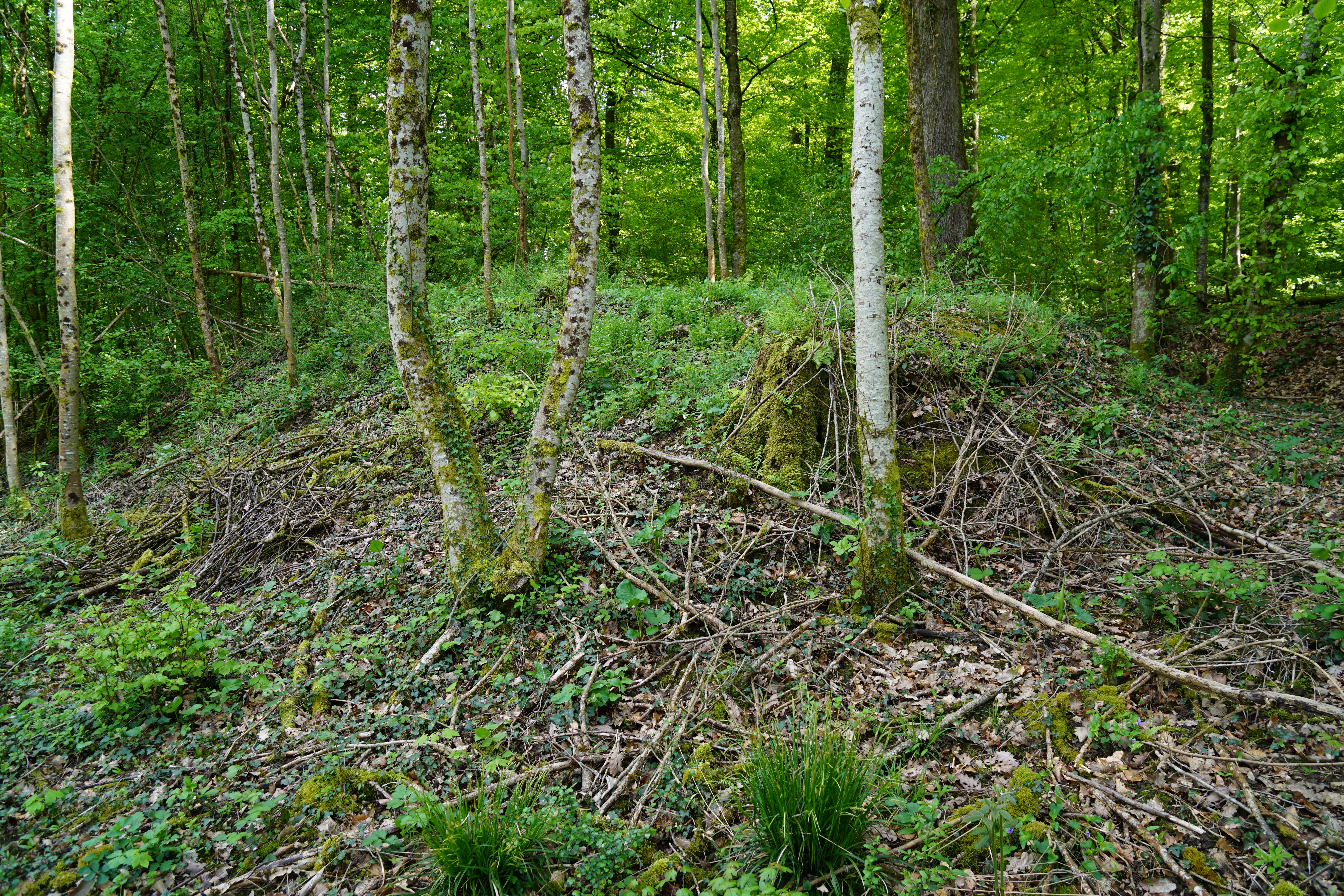
Le terril.

### Puitsno15
47° 35′ 20″ N, 6° 28′ 37″ E

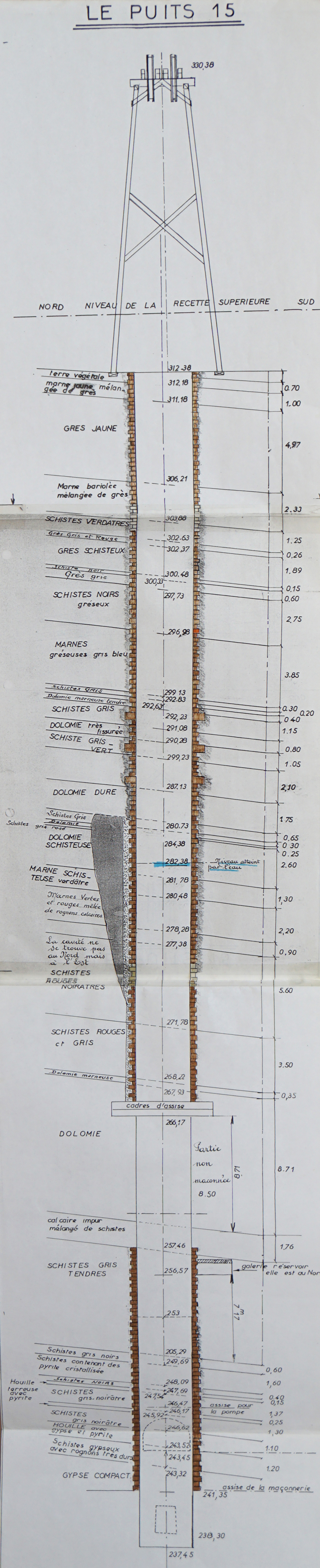
Coupe du puits.

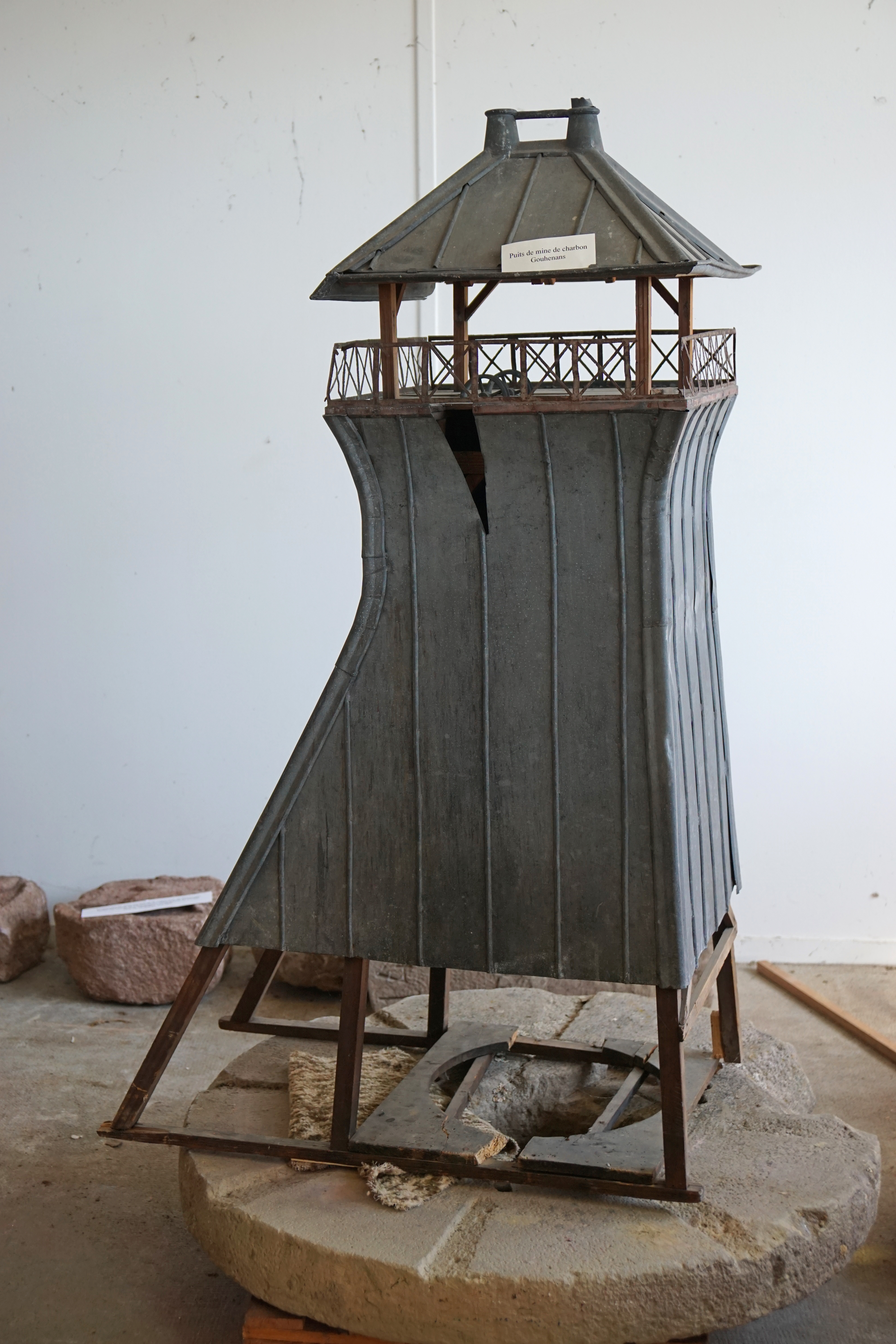
Maquette du chevalement.

À la suite de l'épuisement du gîte exploité par le puits no 11, le conseil d'administration décide de creuser le puits no 15 le 18 mars 1889. Le fonçage commence en septembre 1889 dans le voisinage du puits no 11. Le puits est de forme circulaire avec un diamètre de 3,5 mètres. Il est maçonné avec des moellons de grès bigarré. Ce puits est uniquement destiné à l'extraction, les mineurs utilisant le puits no 11 pour accéder aux chantiers, ce puits permet également l'aérage des chantiers. Il rencontre le charbon à 68 mètres de profondeur et entre en exploitation en 1893.
L'exploitation du puits se fait par tailles chassantes avec abattage du charbon de la droite vers la gauche, le long des galeries. Le transport de la houille se fait en surface par un plan incliné motorisé jusqu’au puits no 11, puis par la voie ferrée qui relie ce dernier à la saline. L'eau d'exhaure est également envoyée vers le puits no 11 au moyen de conduites en fonte, après avoir été décantée.
Les installations de surface comprennent un chevalement en bois dont l'axe des molettes culmine à 18 mètres, la machine à vapeur restaurée du puits no 4 (avec bobine d'extraction et pompes), des chaudières et une cheminée en brique. Au total, l'implantation du puits coûte 101 608,30 francs à la compagnie. En 1899, il subit une arrivée d'eau de 750 m3 par jour, ce qui cause son abandon prématuré après 6 ans d'exploitation. Sa profondeur totale est de 70,56 mètres.
Au début du XXIe siècle, l'orifice du puits et le terril subsistent. Le site du puits no 15 est aménagé et intégré au circuit pédestre intitulé « Entre Sel et Charbon », puis « la Voie du Sel et du Charbon ».
Une maquette représentant le chevalement du puits est construite par Charles Semonin. Elle est conservée par la SHAARL, Société d'Histoire et d'Archéologie de l'Arrondissement de Lure,.

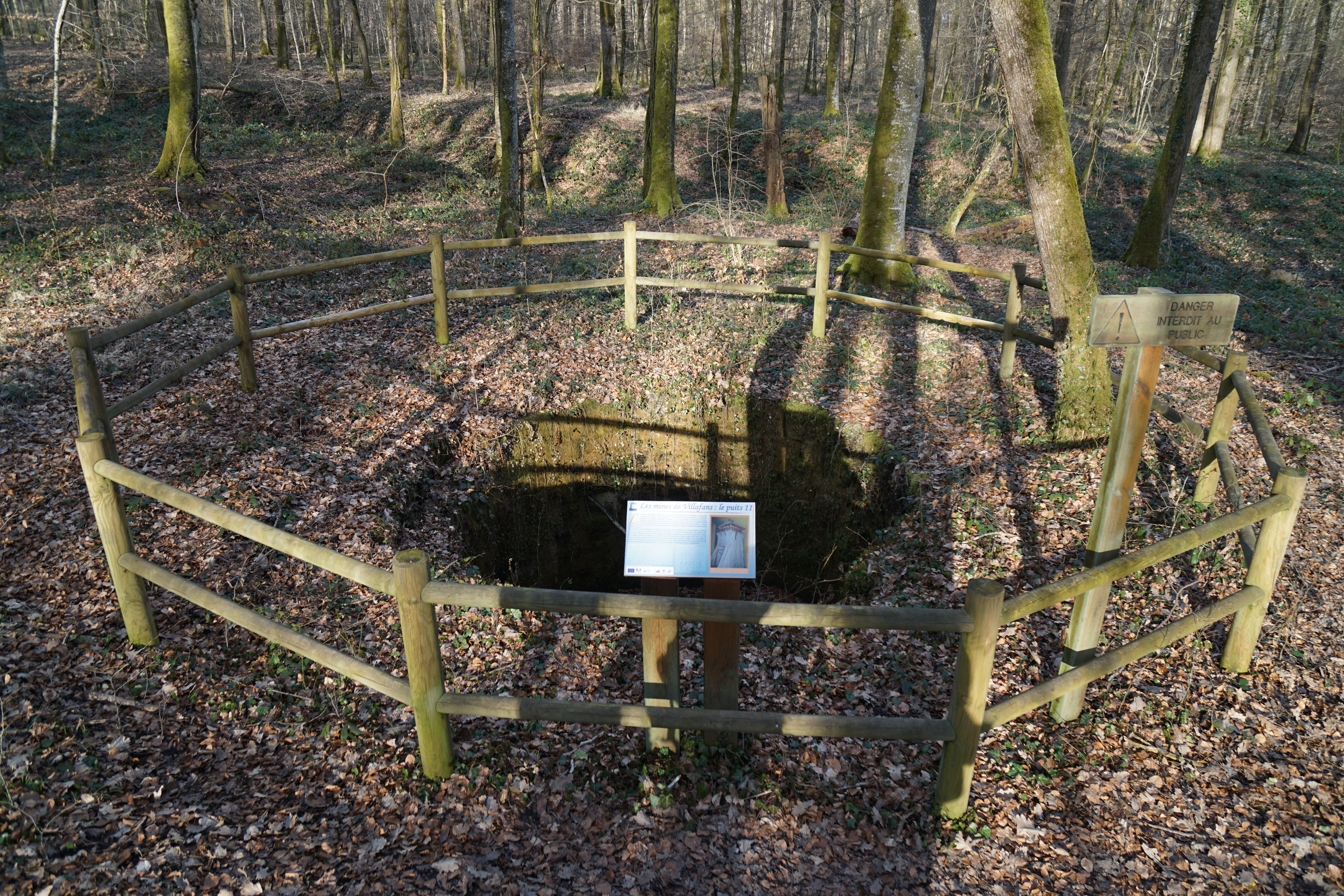
L'ancien puits no 15 aménagé.
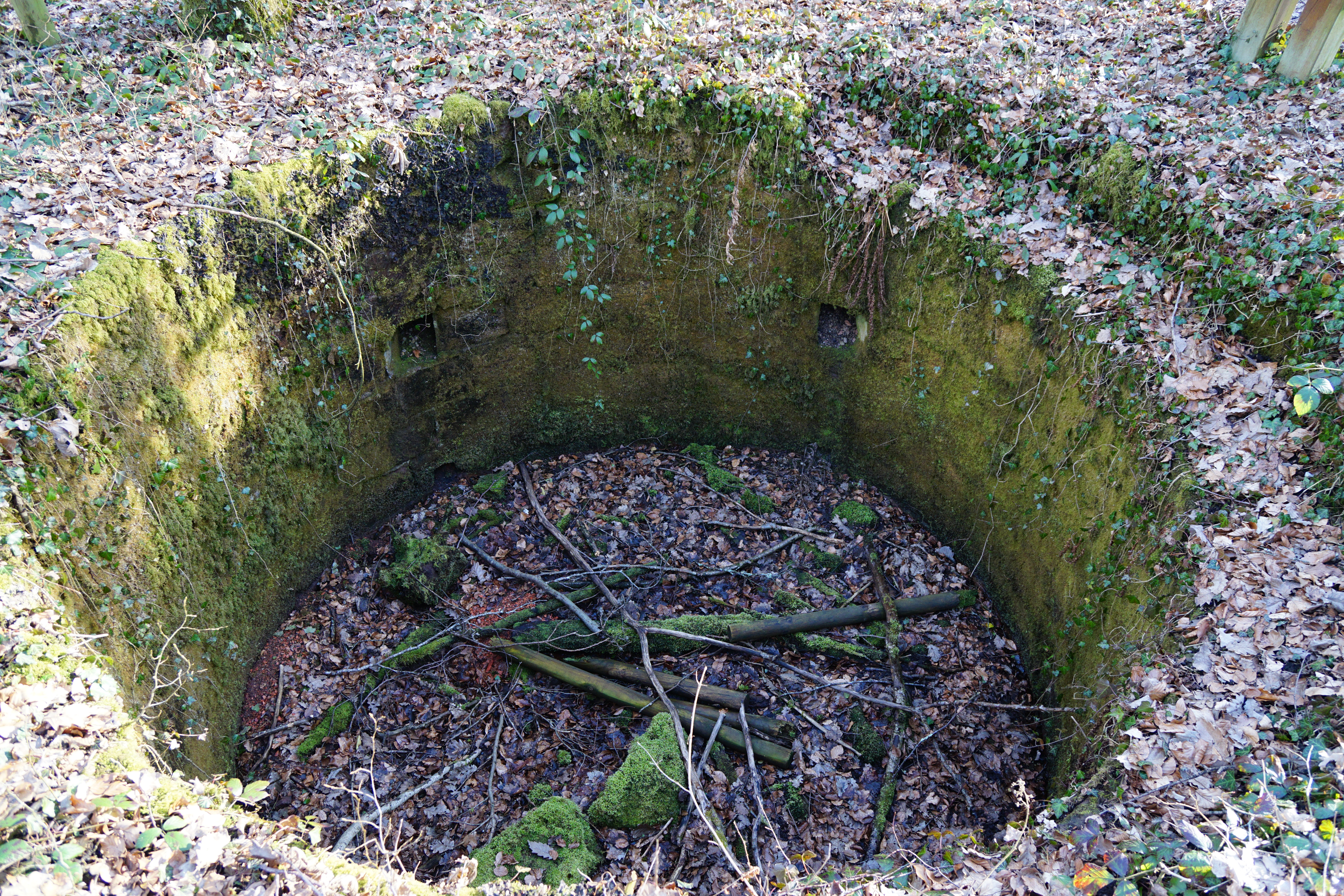
Détail de l’orifice maçonné.
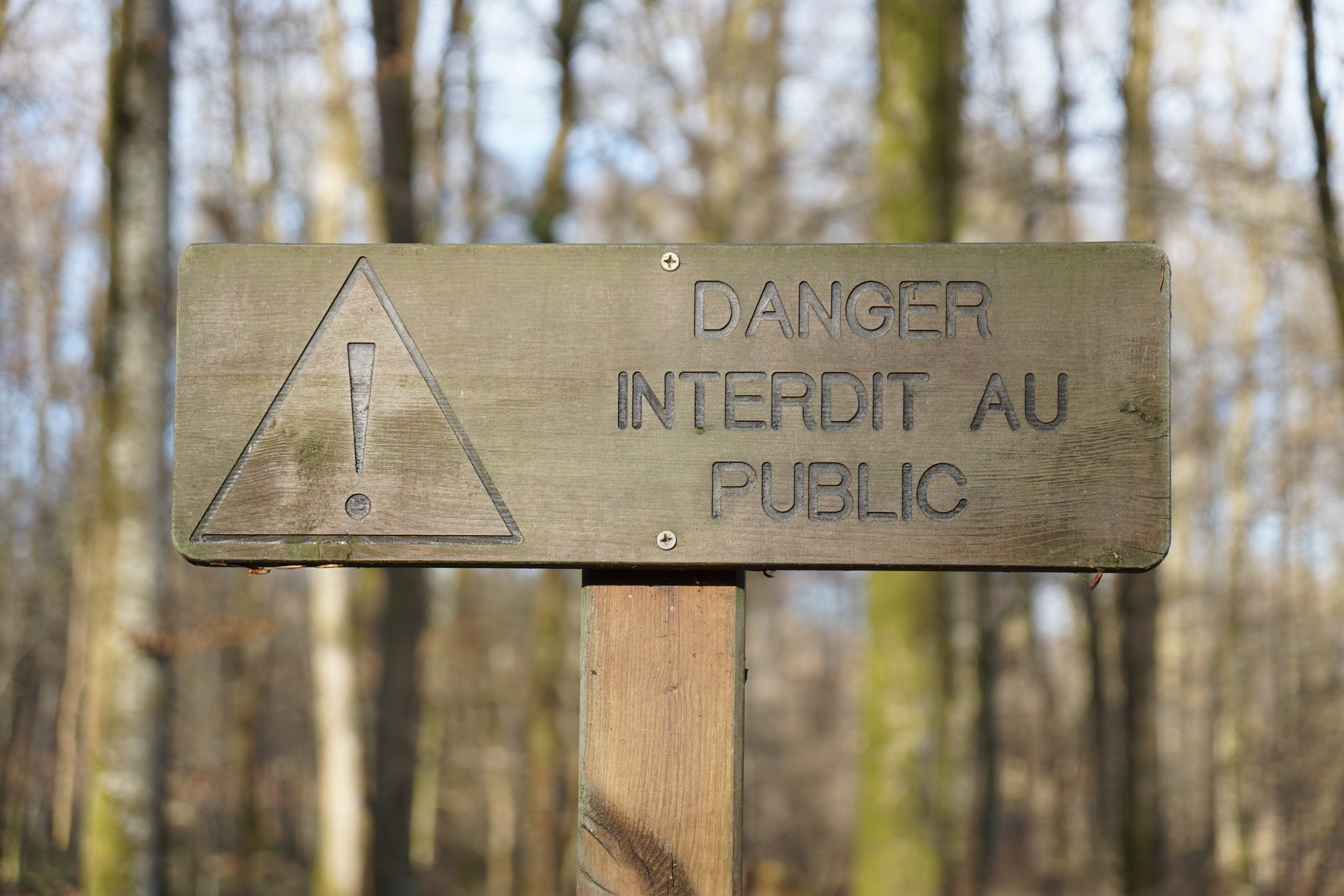
Panneau de danger.
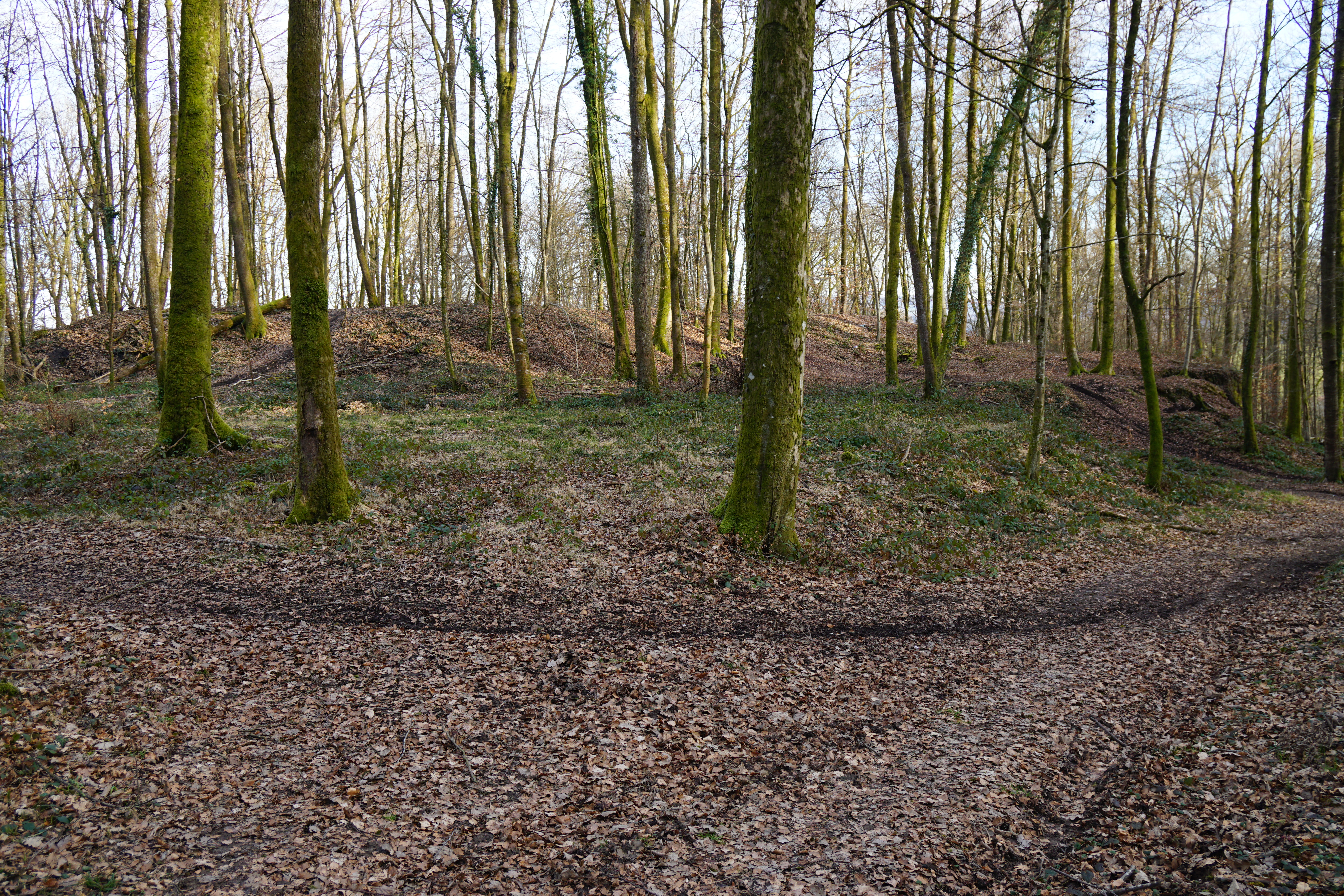
Vue générale du terril.

### Puitsno16
47° 35′ 55″ N, 6° 29′ 35″ E
Le puits no 16, dit « puits des Échalais », est creusé du 13 janvier 1897 au 16 avril suivant. Il est exploité jusqu’en 1898, avant d'être envahi par de fortes venues d'eau. Sa profondeur est de 41,63 mètres.
Au début du XXIe siècle, un terril et un entonnoir subsistent à l’emplacement du puits, au bord d'une petite route.

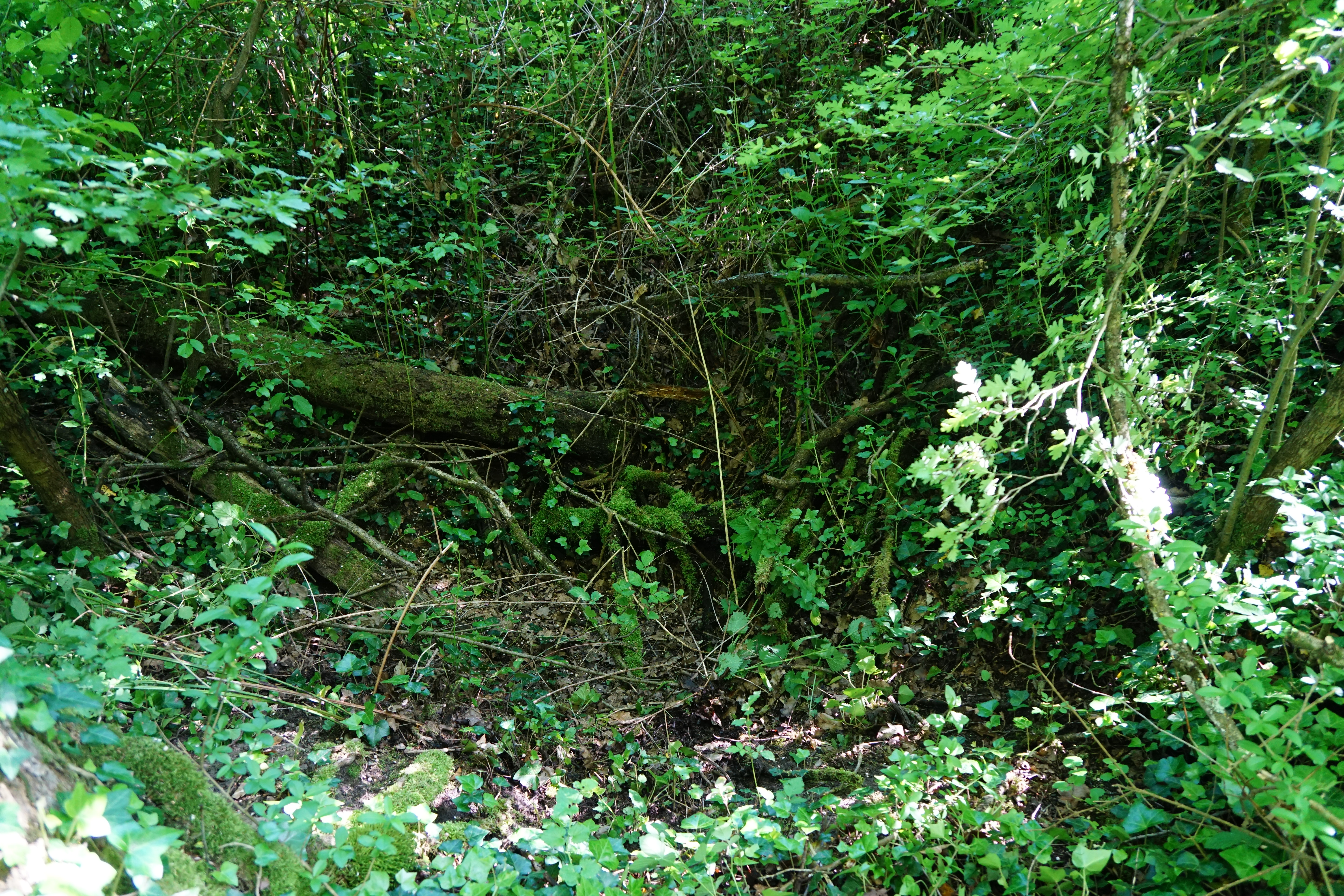
L'emplacement du puits.
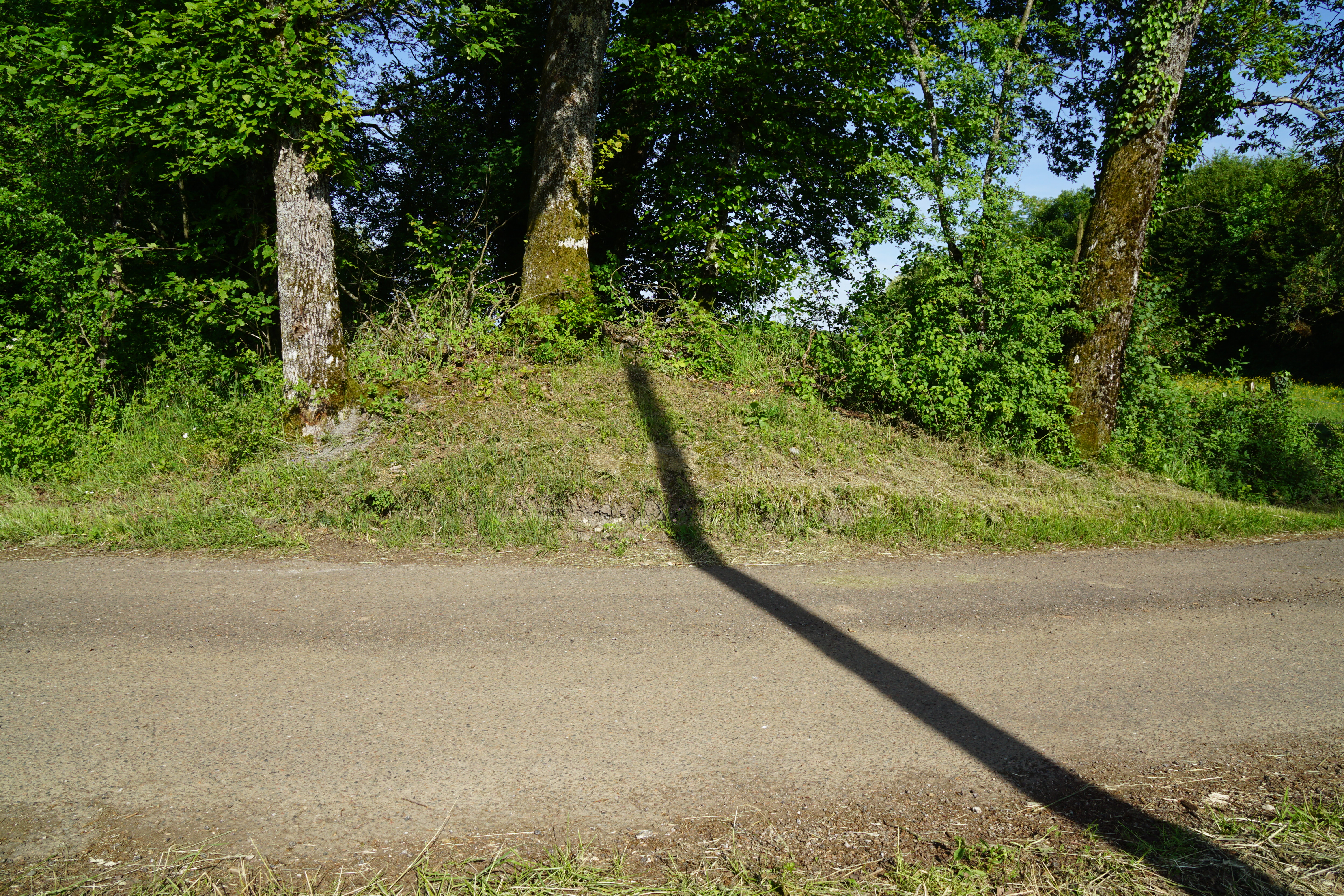
Le terril.
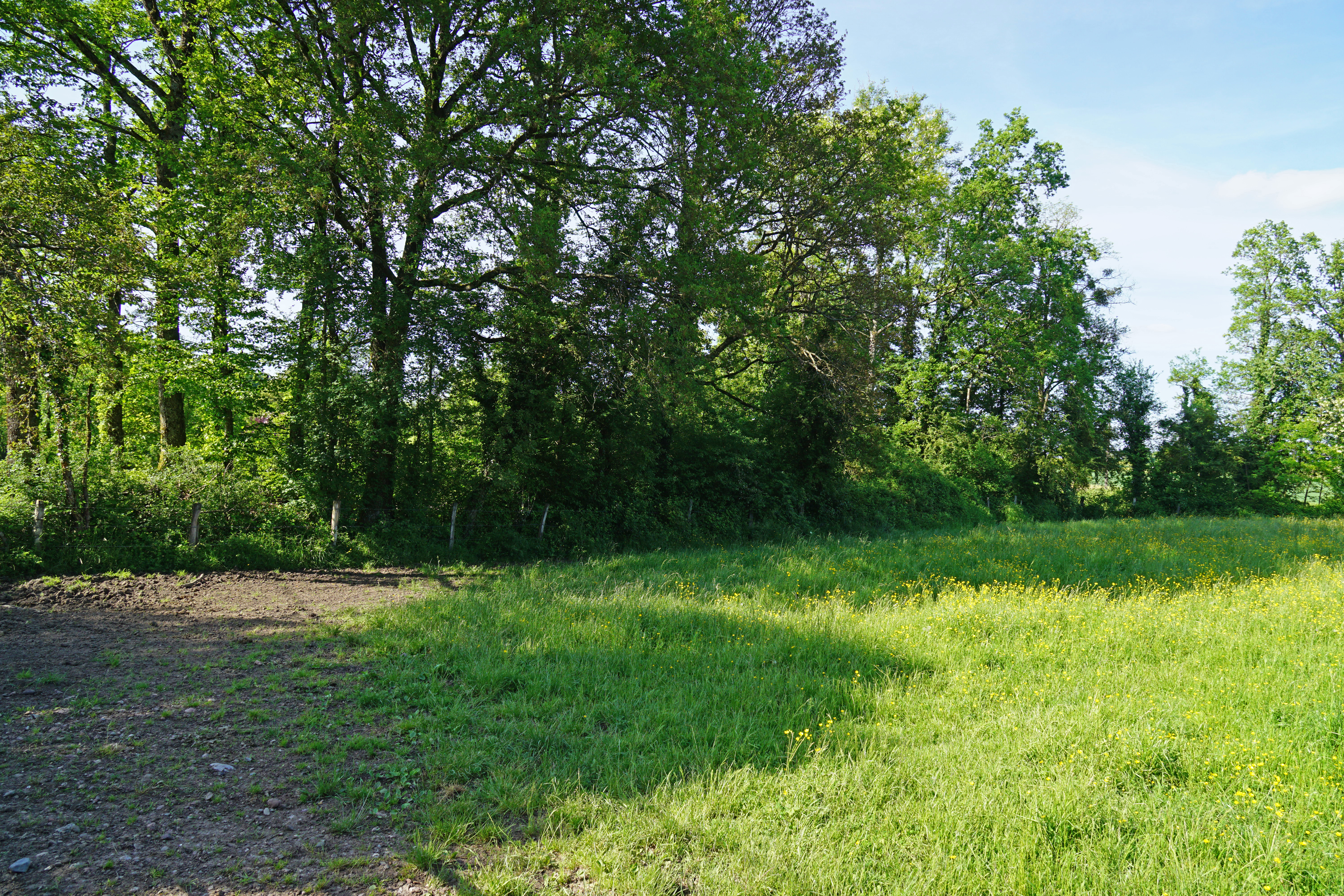

### Puitsno17
47° 36′ 25″ N, 6° 28′ 44″ E

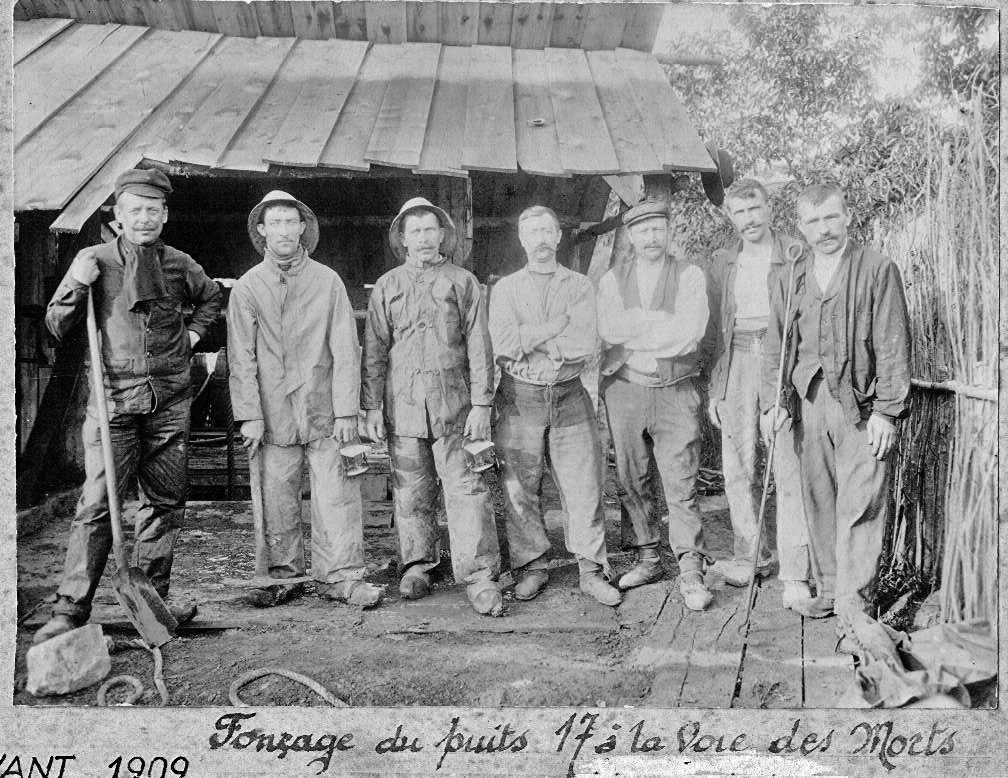
L'équipe de fonçage du puits.

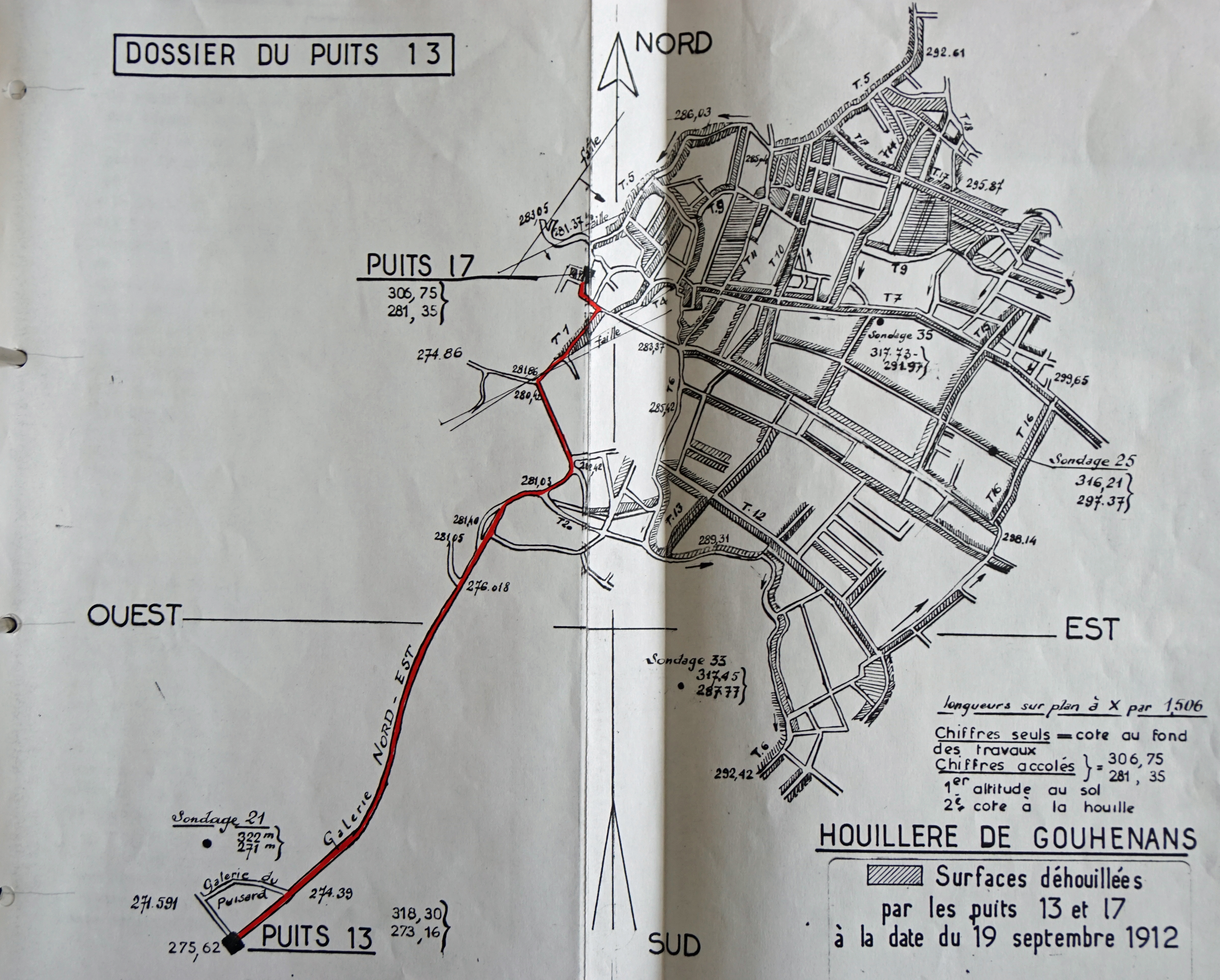
Les travaux du puits no 17 et la liaison avec le no 13.

L'exploitation reprend en 1906 dans deux quartiers différents avec une descenderie et le puits no 17, qui est creusé au lieu-dit Chambrevin en mai 1908.
Les recherches débutent en 1909. Deux galeries creusées vers le nord-est et le sud-est reconnaissent la couche, dont l'épaisseur varie de 60 à 90 cm. Le puits sert brièvement à l'exploitation en produisant 10 tonnes quotidiennes de charbon, avant que le puits no 13 ne soit équipé et opérationnel. Deux tonnes de déblais sont également sorties chaque jour. Les déblais sont en partie déposés de l'autre côté de la route des Époisses. En face du puits, un autre terril long est installé plus loin avant la voie ferrée, le long du chemin. Une pompe actionnée par une locomobile permet de contenir l'arrivée d'eau de 3 m3/h. Ce charbonnage emploie une quinzaine d'ouvriers : 8 mineurs, 1 rouleur, 4 receveurs au fond et 2 machinistes en surface. Le puits mesure 26 mètres de profondeur sans compter le puisard. Il possède une section rectangulaire de 2 mètres sur 1 et est divisé en deux compartiments, l'un pour les échelles à paliers, l'autre pour l'extraction. Il comporte un monte-charge actionné par un treuil à vapeur. L'aérage est assuré par deux petits ventilateurs aspirants, remplacés par un autre plus puissant en juillet 1909. En surface, la recette est aménagée et protégée des intempéries. De nombreuses galeries creusées dans un rayon de 30 mètres autour de la recette du fond doivent être comblées, car elles menacent la stabilité du puits. Les travaux sont reliés au puits no 13 à la fin de l'année 1911, facilitant ainsi l'aérage. Cette même année, le puits emploie 26 ouvriers, dont 12 mineurs et 4 rouleurs. Les 400 tonnes extraites par mois sont entièrement consommées par la saline. Le puits no 13 devient le puits d'extraction en 1912, tandis que le puits no 17 sert à la descente des ouvriers (moins profond et plus proche des chantiers), un transformateur électrique est installé sur le carreau. En 1913, une couche dont l'épaisseur varie de 0,7 à 1 mètre est identifiée à l'ouest du puits par des travaux de recherche menés dans une descenderie.
Le puits est le dernier à fermer en 1921,. Les bâtiments sont démolis et le puits est remblayé entre 1924 et 1925 par Monsieur May ; seul subsiste le bâtiment en bois du transformateur. Ce dernier est frappé par la foudre pendant l'été 1928 et détruit par l'incendie provoqué. En 1993, il est attesté que les galeries creusées à l'est du puits, sous des maisons construites tout au long du XXe siècle, ne présentent pas de risques d'affaissement puisque recouvertes par une épaisse couche de calcaire.
Au début du XXIe siècle, les deux terrils, dont l'un remanié et l'autre en friche, subsistent. L'emplacement du puits est situé au coin d'une propriété privée.

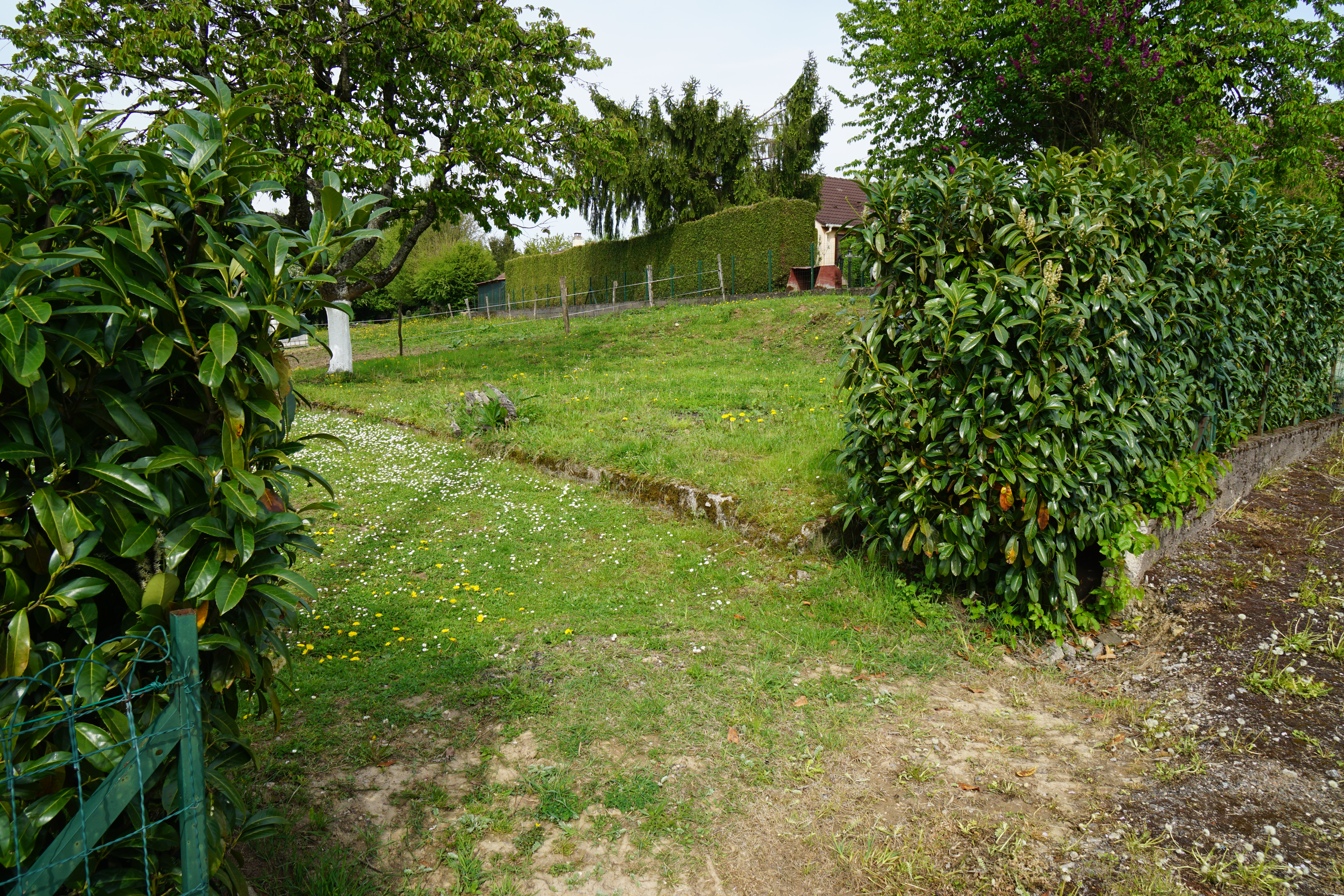
L’emplacement du puits.
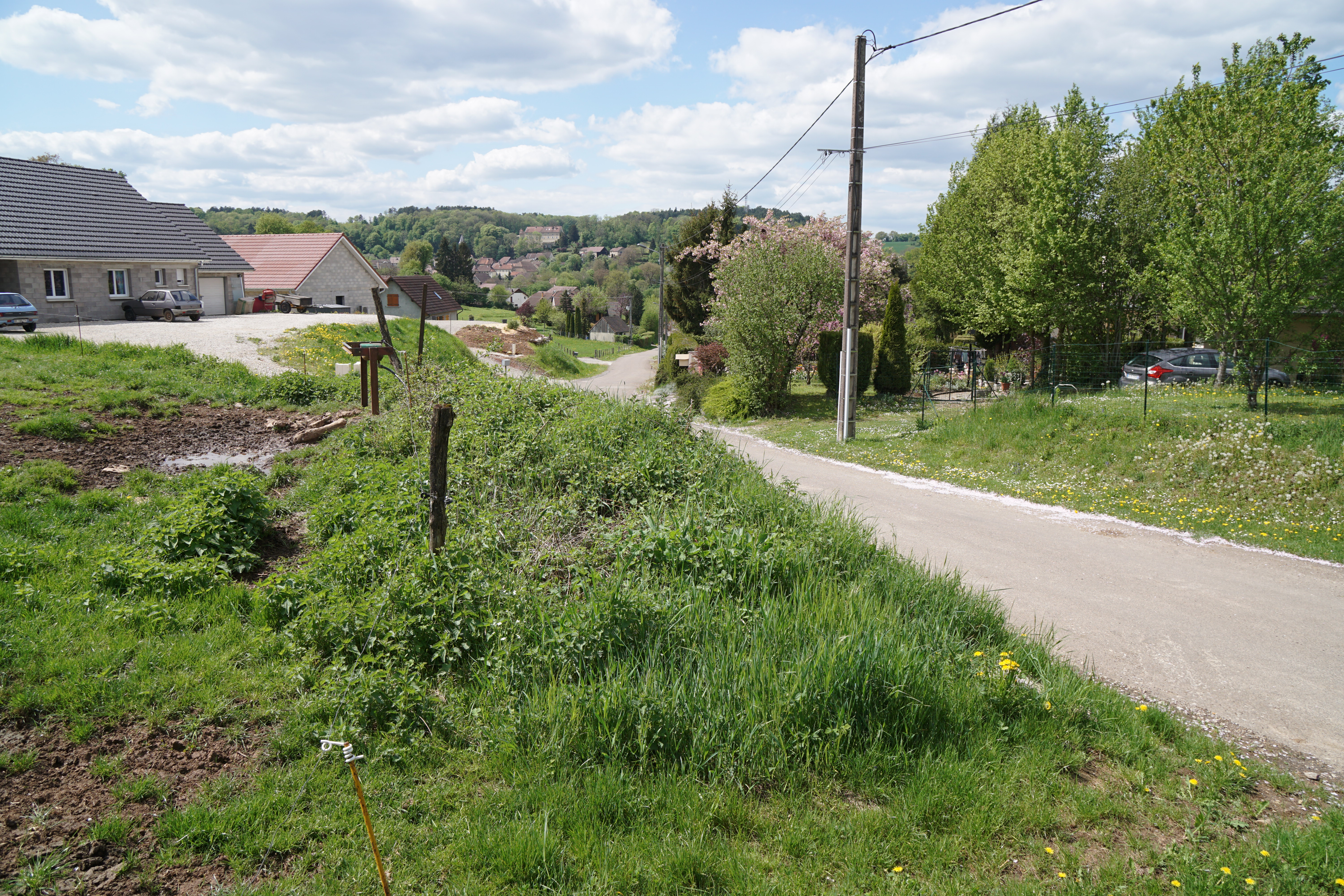
Terril principal remanié, devenu zone pavillonnaire.
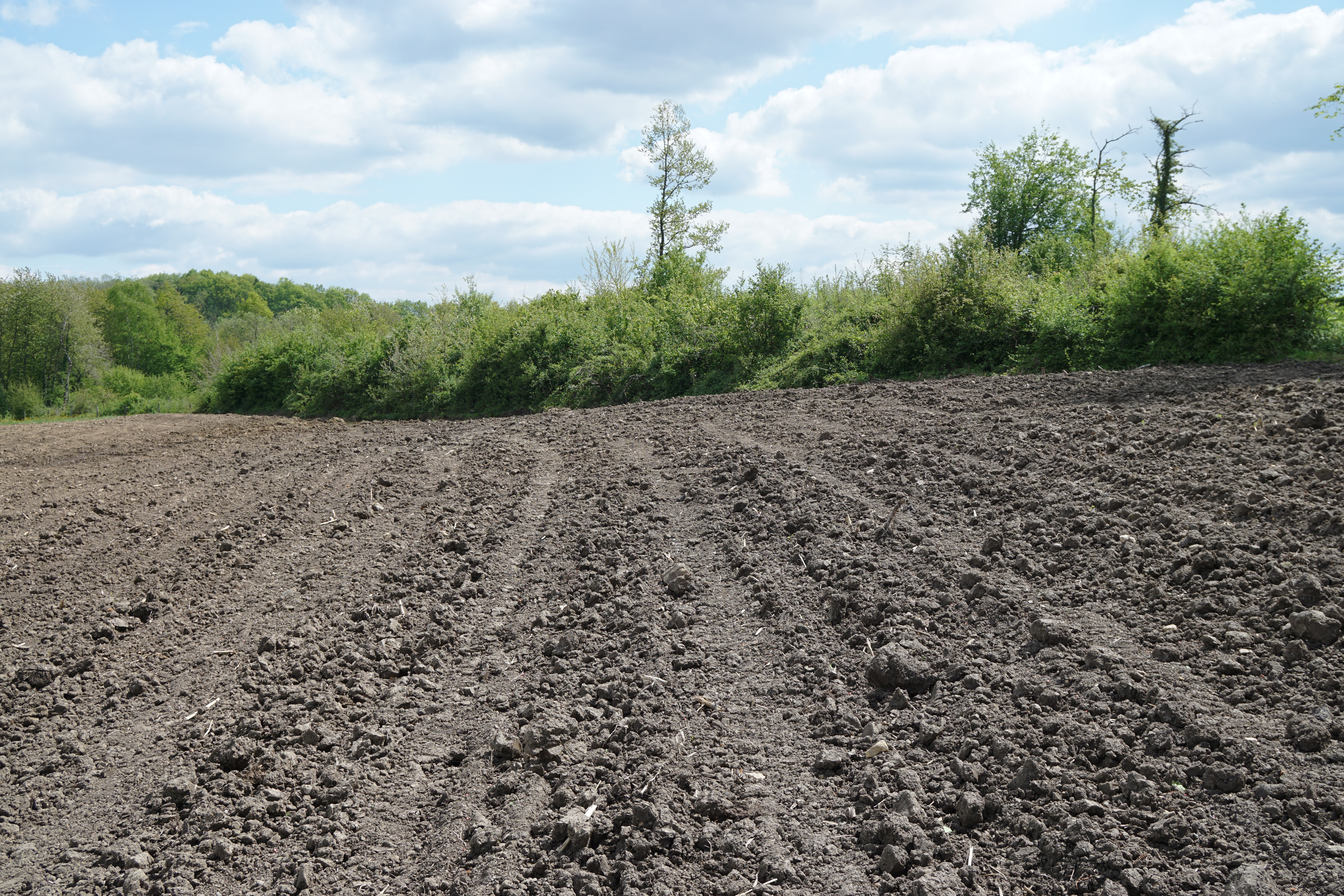
Terril secondaire.
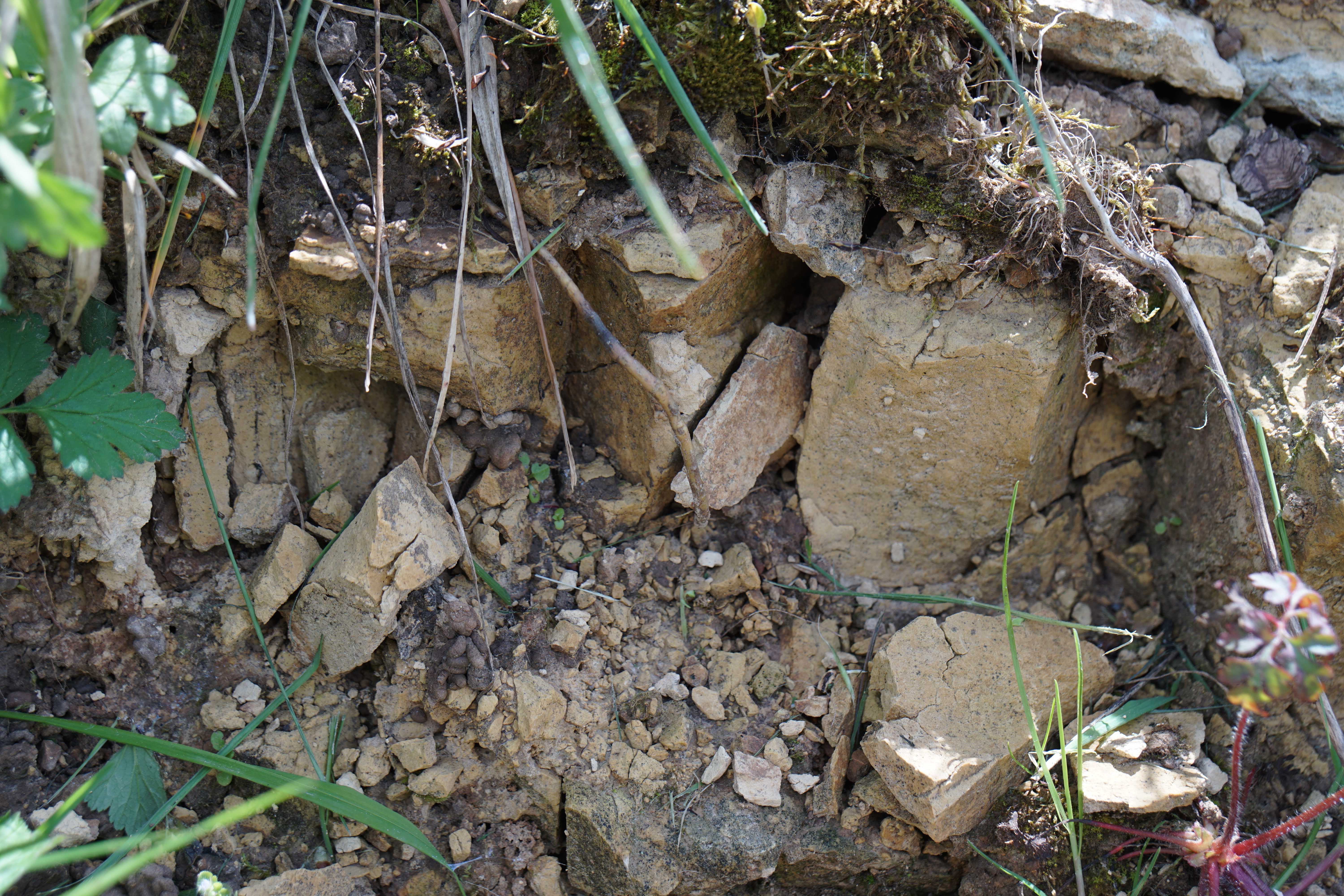
Roche de terril.

## Production

L'utilisation de la houille extraite dans les différentes concessions par les salines.

|                                                  | 1911 | 1912 | 1913 | 1914 | 1915 | 1916 | 1917 | 1918 | 1919 | 1920 | 1921 |
| ------------------------------------------------ | ---- | ---- | ---- | ---- | ---- | ---- | ---- | ---- | ---- | ---- | ---- |
| Production (approximative) en milliers de tonnes | 5,7  | 6,5  | 7,5  | 8,75 | 6    | 3,1  | 9,5  | 10,6 | 5,2  | 3,9  | 0,95 |

## Aspects sociaux

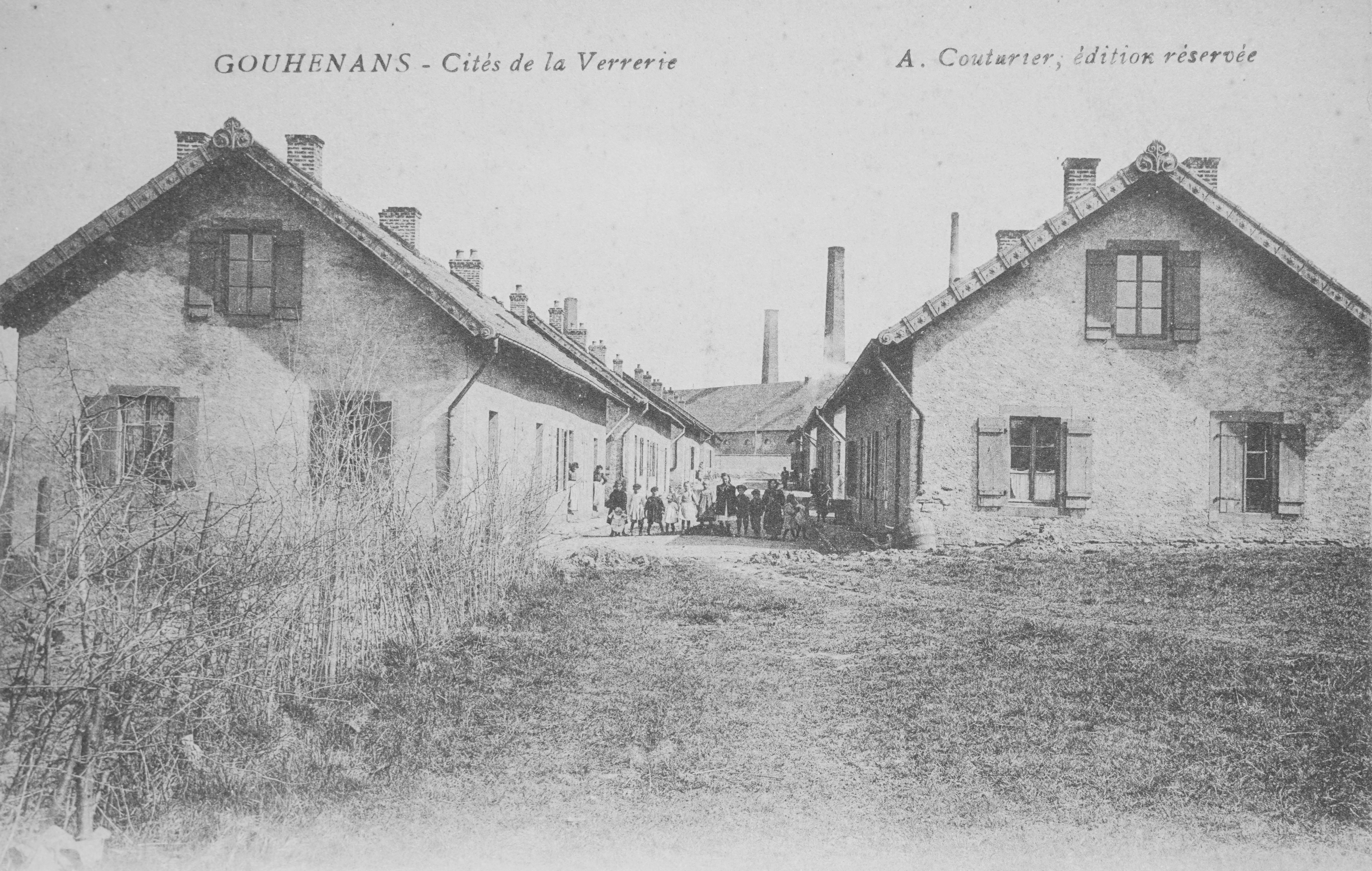
La cité ouvrière de la verrerie.

### Logement
La cité ouvrière dite « cité de la verrerie » est édifiée tout au début du XXe siècle. Elle comporte huit maisons mitoyennes. En 1912, le personnel de la saline compte une cinquantaine de personnes.

### Personnel
Au milieu de XIXe siècle, la saline fonctionne 24 heures sur 24 y compris le dimanche et les jours fériés.
En 1865 la saline et l'usine chimique cumulent 132 employés auxquels s'ajoutent les 80 personnes travaillant aux houillères. En 1875, les effectifs comportent 242 hommes, 5 femmes et 30 enfants.

### Salaires
| Métier(s)      | Montant             |
| -------------- | ------------------- |
| Mineur de fond | 40⁄45 centimes      |
| Petit rouleur  | 28⁄30 centimes      |
| Grand rouleur  | 12 centimes/quintal |
| pompeur        | 44 F mensuels       |

Un « petit rouleur » actionne des petites berlines primitives en bois surnommées « chien de mine ». Montés sur des rouleaux en bois ferrés, leur capacité est de 125 kg. Elles sont réceptionnées à la sortie du quartier en exploitation et les matériaux sont transvasés dans des chariots de 250 kg pour être acheminés à la recette par les « grands rouleurs », avant d'être remontés à la surface.

### Accidents
Les houillères de Gouhenans n'ont pas connu de grandes catastrophes telles que des coups de grisou, mais des accidents individuels, souvent des éboulements très localisés qui ont blessé ou tué plusieurs mineurs.
En 1838, les anciens mineurs invalidés par un accident du travail touchent une pension quotidienne de 75 centimes.